# Samuel Beckett
Pour les articles homonymes, voir Beckett.
Œuvres principales
- En attendant Godot (1952)
- Fin de partie (1957)
- Oh les beaux jours (1960)
- La Trilogie : Molloy, Malone meurt, L'Innommable

Samuel Beckett, né le 13 avril 1906 à Cooldrinagh (Irlande) et mort le 22 décembre 1989 dans le 14e arrondissement de Paris, est un écrivain, poète et dramaturge irlandais d'expression principalement française et anglaise, lauréat du prix Nobel de littérature en 1969.
Il est l'auteur de romans, tels que Molloy, Malone meurt et L'Innommable et de poésies en prose, mais il est surtout connu pour son œuvre théâtrale. Sa pièce de théâtre la plus célèbre est En attendant Godot, chef-d'œuvre du théâtre de l'absurde. Son œuvre est austère et minimaliste, ce qui est généralement interprété comme l'expression d'un profond pessimisme face à la condition humaine. Ce pessimisme n'exclut cependant pas l'humour, omniprésent chez l'auteur, l'un étant au service de l'autre, pris dans le cadre plus large d'une immense entreprise de dérision.
Avec le temps, il traite ces thèmes dans un style de plus en plus lapidaire, tendant à rendre sa langue de plus en plus concise et sèche. En 1969, il reçoit le prix Nobel de littérature pour « son œuvre, qui à travers un renouvellement des formes du roman et du théâtre, prend son élévation dans la destitution de l'homme moderne ».

## Biographie
« J'estime [...] qu'être un artiste est échouer comme nul autre n'ose échouer, que l'échec constitue son univers et son refus désertion, arts et métiers, ménage bien tenu, vivre »

— Beckett, Bram van Velde

### Étapes d'une vie

#### Origines et jeunesse
Samuel Barclay Beckett naît le 13 avril 1906, jour du Vendredi saint, dans une famille de la bourgeoisie protestante irlandaise, issue de huguenots français réfugiés en Irlande. La demeure familiale, Cooldrinagh, située dans une banlieue aisée de Dublin, Foxrock, est une vaste maison bourgeoise. Il est le deuxième fils de William Frank Beckett, métreur, et de May Barclay Roe, infirmière.

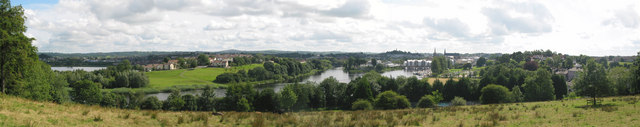
Vue sur les environs depuis le Portora Royal School (Enniskillen - Irlande du Nord)
Beckett fut pensionnaire dans ce lycée de 1920 à 1923.

Il vit une enfance heureuse, partagée entre les études, les parties de tennis, de cricket, les baignades en compagnie de son père, les randonnées à bicyclette et les parties d'échecs, loisirs qui, avec la lecture, occuperont également sa vie adulte et alimenteront ses œuvres. Beckett reçoit ses premiers rudiments de français et apprend le piano dès l'école primaire, puis entre en 1915 à la Earlsfort House School, établissement multiconfessionnel, pour quatre années, mêlant études et sport.
L'ambiance change en 1920, lorsqu'il rejoint son frère à l'internat de la Portora Royal School (en) d'Enniskillen (comté de Fermanagh), au règlement plus strict, mais qui lui apporte des valeurs comme le sens de l'honneur, de la réflexion, de la loyauté et de l'intégrité.

#### Parcours universitaire

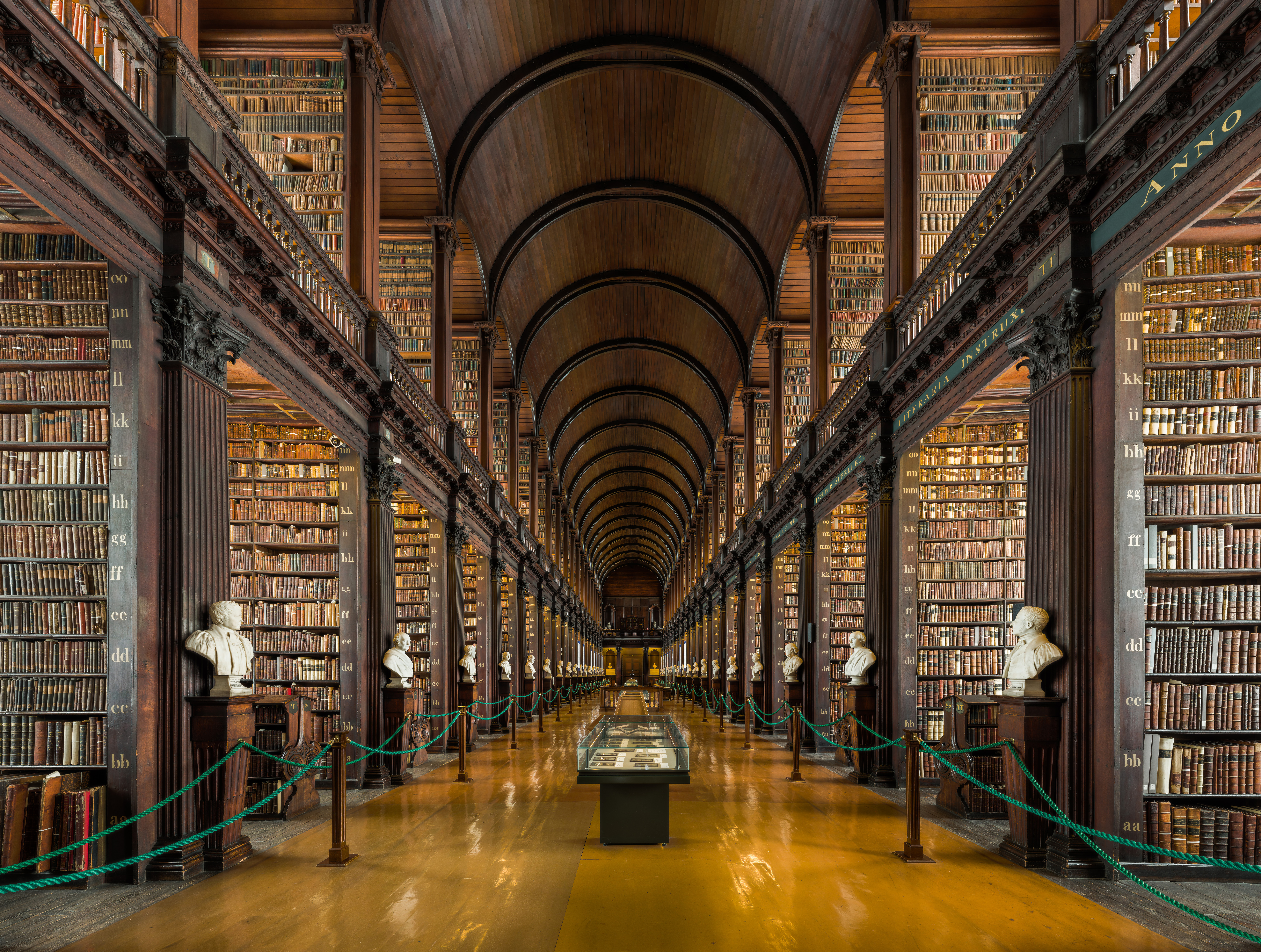
Long Room Interior
Trinity College de Dublin, Irlande.

Entre 1923 et 1927, Beckett étudie le français, l'italien et l'anglais au Trinity College de Dublin. Il suit notamment les cours de Thomas Rudmose Brown qui aura l'influence la plus déterminante sur son parcours intellectuel, lui faisant découvrir de nombreux auteurs français et anglais. Il suit également des cours d'italien et éprouve une véritable révélation avec Dante. Beckett acquiert ainsi les fondements d'une culture qui fera de lui l'un des écrivains les plus érudits du vingtième siècle. Ses études à Dublin favorisent son accès à la culture avec, par exemple, la découverte du théâtre de Synge, de la peinture à la National Gallery ou du cinéma.
Il éprouve de réelles difficultés d'insertion sociale, en raison de son refus de toute compromission, mais aussi de la conscience qu'il a de sa propre valeur intellectuelle, isolement à l'origine d'une tendance dépressive. C'est aussi le début des troubles physiques, cardiologiques et pneumologiques, qui compliqueront son existence pendant de nombreuses années. C'est enfin l'époque d'une première expérience sentimentale, malheureuse, puis d'un début d'idylle avec l'une de ses cousines mais qui sera l'occasion d'une scène violente avec sa mère et qu'il rompt.
Il obtient cependant une bourse de troisième cycle, voyage à nouveau en France et en Italie, puis est admis comme lecteur d'anglais à l'École normale supérieure de la rue d'Ulm. Il arrive à Paris en novembre 1928. Après le conformisme et le puritanisme de Dublin, ce séjour lui paraît enchanteur, pour sa richesse culturelle. Il se lie d'amitié avec Thomas MacGreevy, qui sera son seul confident jusqu'à la guerre. MacGreevy l'initie à la vie parisienne intellectuelle et artistique, et surtout l'introduit dans le cercle des intimes de James Joyce, rencontre qui marque profondément Beckett.

#### Instabilité et analyse
Son retour à Dublin en septembre 1930 comme maître de conférence au Trinity College marque le début d'une longue période d'instabilité. Alors que ses parents l'incitent à trouver un « emploi stable », il comprend que les fonctions d'enseignant ne lui procureront aucune satisfaction. Il donne une conférence sur le concentrisme, trouve quelques compensations littéraires dans des traductions et la publication de poèmes, mais reste en marge de la vie universitaire de Trinity College, et ne parvient décidément pas à s'intégrer dans la société irlandaise. En fin d'année 1931, il démissionne de l'université brusquement, voyage en France et en Allemagne, travaille à un roman et tente de s'établir à Paris, puis à Londres comme critique littéraire. Mais son manuscrit est refusé par tous les éditeurs, et il doit rentrer à Dublin à la fin de 1932. Dans l'atmosphère déprimante de Cooldrinagh, sans indépendance financière, il se met à trop boire. Son père, auquel il était uni par une vraie complicité, meurt en 1933, et il hérite d'une somme qui lui sera versée par mensualités. En 1934 il parvient à publier un premier recueil de nouvelles, qui reçoit un accueil mitigé, dont les ventes sont très lentes, et qui est censuré en Irlande.

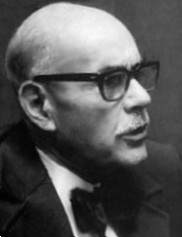
Wilfred Bion,
psychanalyste de Beckett.

Sur les conseils d'un ami, il part à Londres pour entreprendre une psychothérapie. L'analyse qu'il effectue avec Wilfred Bion lui fait identifier, comme cause de ses angoisses et de ses maux physiques, les relations avec sa mère. Celle-ci, par une éducation rigide tout en le mettant sur un piédestal, aurait contribué à son isolement social par un sentiment de supériorité intellectuelle. Cette période aura cependant été relativement fructueuse sur le plan littéraire, avec la publication de plusieurs articles critiques, la rédaction d'un roman, Murphy et la publication des poèmes Echo's bones. En septembre 1936, il part en Allemagne pour un voyage de six mois essentiellement consacré à la peinture : visites d'ateliers d'artistes, de musées et de galeries, mais qu'il qualifie de désastre.
Il revient à Cooldrinagh, mais, toujours incapable de s'entendre avec sa mère, il part pour Paris où il retrouve l'ambiance et les amis qu'il avait connus en 1930. Il y rencontre en particulier les peintres Bram et Geer Van Velde avec lesquels il ressent une véritable complicité. En janvier 1937 il est victime d'une agression au couteau par un voyou et la blessure est grave, mais c'est à cette occasion qu'il retrouve une amie qu'il avait connue au tennis à l'ENS et qui sera sa compagne jusqu'à sa mort, Suzanne Dechevaux-Dumesnil, « personne calme, réfléchie, patiente, bonne musicienne, capable de rester silencieuse ». Sa vie commence ainsi à se stabiliser « Il y a aussi une jeune fille que j'aime bien, sans passion, et qui me fait beaucoup de bien », Murphy reçoit un accueil plutôt favorable de la presse anglaise, et à partir de ce moment il passera chaque année un mois auprès de sa mère.

#### Les années de guerre et de résistance

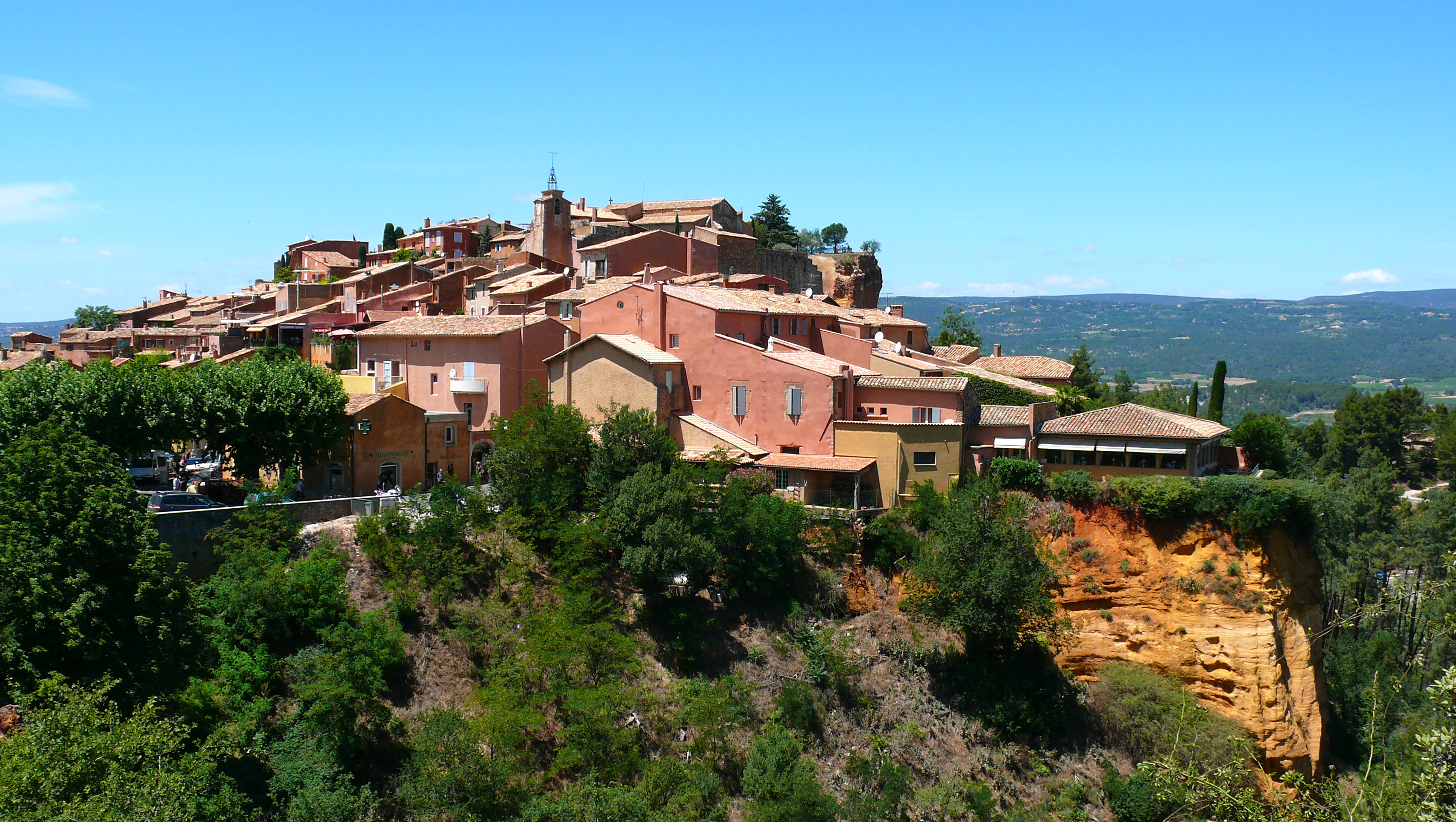
Roussillon (Vaucluse) - Le refuge.

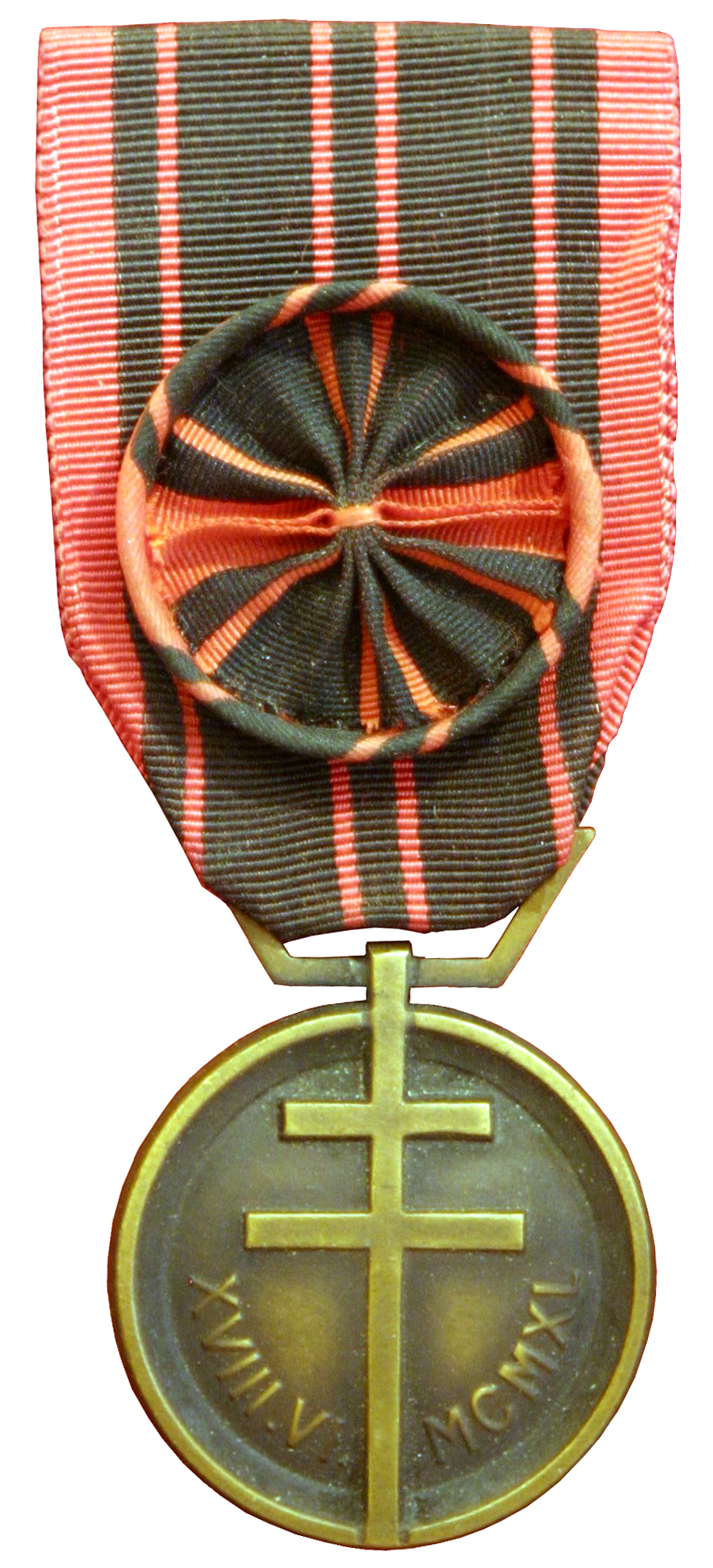
Médaille de la Résistance.

Beckett se trouve auprès de sa mère en Irlande lorsqu'il apprend l'entrée en guerre de la France. Le 18 avril 1939, il écrivait : « En cas de guerre, et je crains qu'il y en ait une bientôt, je me tiendrai à la disposition de ce pays ». Il rentre donc immédiatement à Paris et se porte volontaire comme ambulancier. Mais il doit quitter la capitale et, aidé par Joyce, puis Valery Larbaud et Marcel Duchamp, il se réfugie à Arcachon avant de revenir finalement à Paris et rejoindre la Résistance, au sein du réseau Gloria, le 1er septembre 1941.
Averti par Maya Péron d'une trahison, il échappe juste à temps aux arrestations et s'enfuit avec Suzanne. Aidés cette fois par Nathalie Sarraute, ils arrivent, six semaines après, à Roussillon dans le Vaucluse, où il est rejoint par un ami peintre, juif, Henri Hayden. Il aide aux travaux des champs et écrit, elle donne des leçons de piano. Le 30 mars 1945, il se voit décerner la croix de guerre et la Médaille de la Résistance. L'œuvre de Beckett est profondément marquée par les récits de déportation et par la guerre.

#### La notoriété

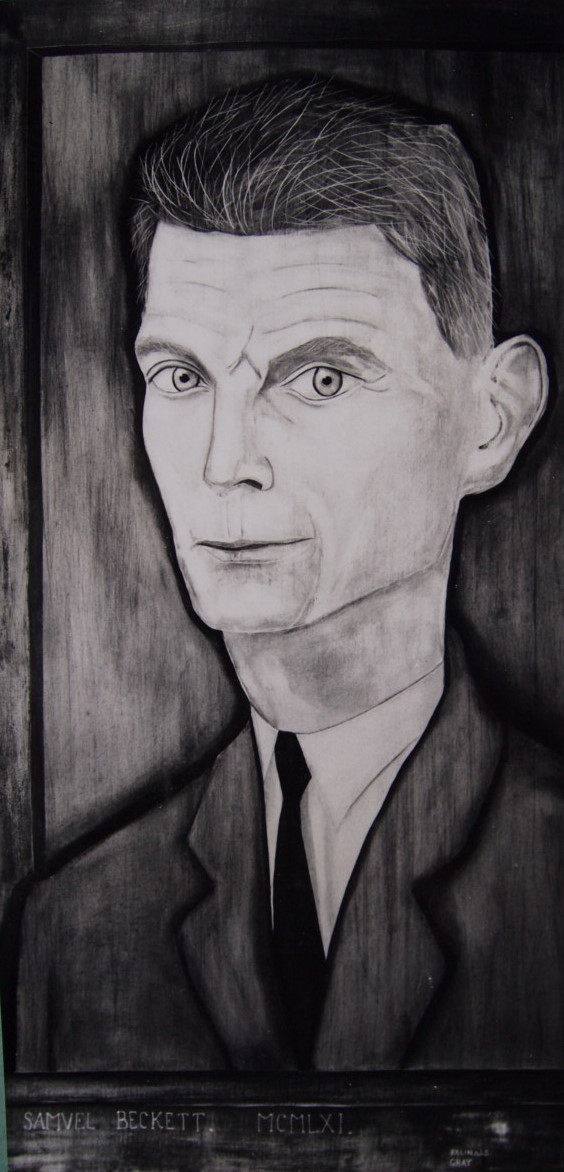
Portrait par Reginald Gray en 1961.

De retour à Paris au début de 1945, Beckett effectue rapidement un voyage à Dublin pour revoir sa mère qu'il n'a pas vue depuis six ans. C'est au cours de ce séjour, alors qu'il se trouve dans la chambre de sa mère, touchée par la maladie de Parkinson, âgée de soixante-quatorze ans, qu'il a une sorte de « révélation » (le mot est de lui), aboutissement d'un cheminement personnel après l'analyse avec Bion, les années de Résistance, l'éloignement hors de l'Irlande maternelle. Cette « vision » change sa conception de l'écriture. Il revient à Paris convaincu que c'est là qu'il doit vivre et se fait d'abord engager comme économe-interprète par la Croix-Rouge irlandaise qui construit un hôpital à Saint-Lô. Il y fait l'expérience d'une immense misère collective. Son dévouement infatigable reflète la mutation psychologique qui s'est opérée en lui, contrastant avec l'attitude de réserve et d'isolement de ses années dublinoises.
Malgré les conditions matérielles difficiles, entraîné par la certitude de sa vocation et la compréhension offerte par cette « révélation », il va vivre pendant huit années une véritable « frénésie d'écriture ». À la mort de sa mère, il hérite d'une somme qui lui permet de faire construire une maison modeste à Ussy-sur-Marne où il vient avec Suzanne régulièrement pour écrire au calme. Les écrits s'accumulent et c'est Suzanne qui parvient à trouver un éditeur, Jérôme Lindon, pour les romans, mais les ventes restent modestes. Ce n'est qu'en 1953, grâce encore aux démarches de Suzanne, que Roger Blin monte la pièce En attendant Godot, premier véritable succès, qui le fait accéder à la notoriété et lui apporte une certaine aisance financière.
Dès lors, le théâtre prend une place nouvelle dans sa vie d'artiste, par l'écriture mais aussi comme metteur en scène de ses pièces. L'Irlande lui reste pourtant « étrangère » : en 1958, il interdit jusqu'à nouvel ordre toute représentation de ses pièces pour protester contre la censure dont y est victime Seán O'Casey. À Paris, il assume une vie littéraire et artistique intense (nombreuses rencontres avec des peintres) chargée de rendez-vous et de dîners, de concerts avec Suzanne, et doit effectuer de nombreux déplacements en Europe pour monter ses pièces. Ussy est alors un refuge pour l'écriture et les traductions, mais il part aussi en vacances au soleil de l'Afrique du Nord ou en Sicile.

#### La «catastrophe»: le Nobel
Les années 1960 représentent une période de profonds changements pour Beckett, dans sa vie personnelle comme dans sa vie d'écrivain. En 1961, au cours d'une cérémonie civile discrète en Angleterre, il épouse sa compagne Suzanne Déchevaux-Dumesnil, principalement pour des raisons liées aux lois successorales françaises. Ils déménagent boulevard Saint-Jacques, dans un appartement qui domine la prison de la Santé.
Sa notoriété n'en finit pas de s'étendre, entraînant d'innombrables sollicitations. En plus d'une production littéraire constante, prose et théâtre, son écriture évolue vers des œuvres toujours plus minimales, et des formes variées : mimes, pièces radiophoniques ou télévisuelles, cinéma. Ce rythme de travail intense s'accompagne de nombreux problèmes de santé, et il souffre d'un abcès au poumon dont le traitement et le repos nécessaire le maintiennent cloîtré pendant les événements de mai-juin 1968.
Le prix Nobel de littérature lui est attribué en 1969 : il considère cela comme une « catastrophe » ; en fait, il rejette par là une certaine industrie beckettienne, au sens où cette récompense accroît considérablement l'intérêt de la recherche universitaire pour son œuvre. D'autres écrivains s'intéressent à lui, et un flot constant de romanciers et de dramaturges, de critiques littéraires et de professeurs passent par Paris pour le rencontrer. Son désarroi de recevoir le prix Nobel s'explique aussi par son désintérêt pour les mondanités et les devoirs qui y sont liés. « Quelle humiliation pour un homme si orgueilleux ! La tristesse d'être compris ! » Son éditeur Jérôme Lindon va tout de même chercher le prix, dont il distribue le montant de la dotation à ses amis.

#### Fin de vie
« Le vacarme dans son esprit soi-disant jusqu'à plus rien depuis ses tréfonds qu'à peine à peine de loin en loin oh finir. N'importe comment n'importe où. Temps et peine et soi soi-disant. Oh tout finir. »

— Beckett, Soubresauts (1989)

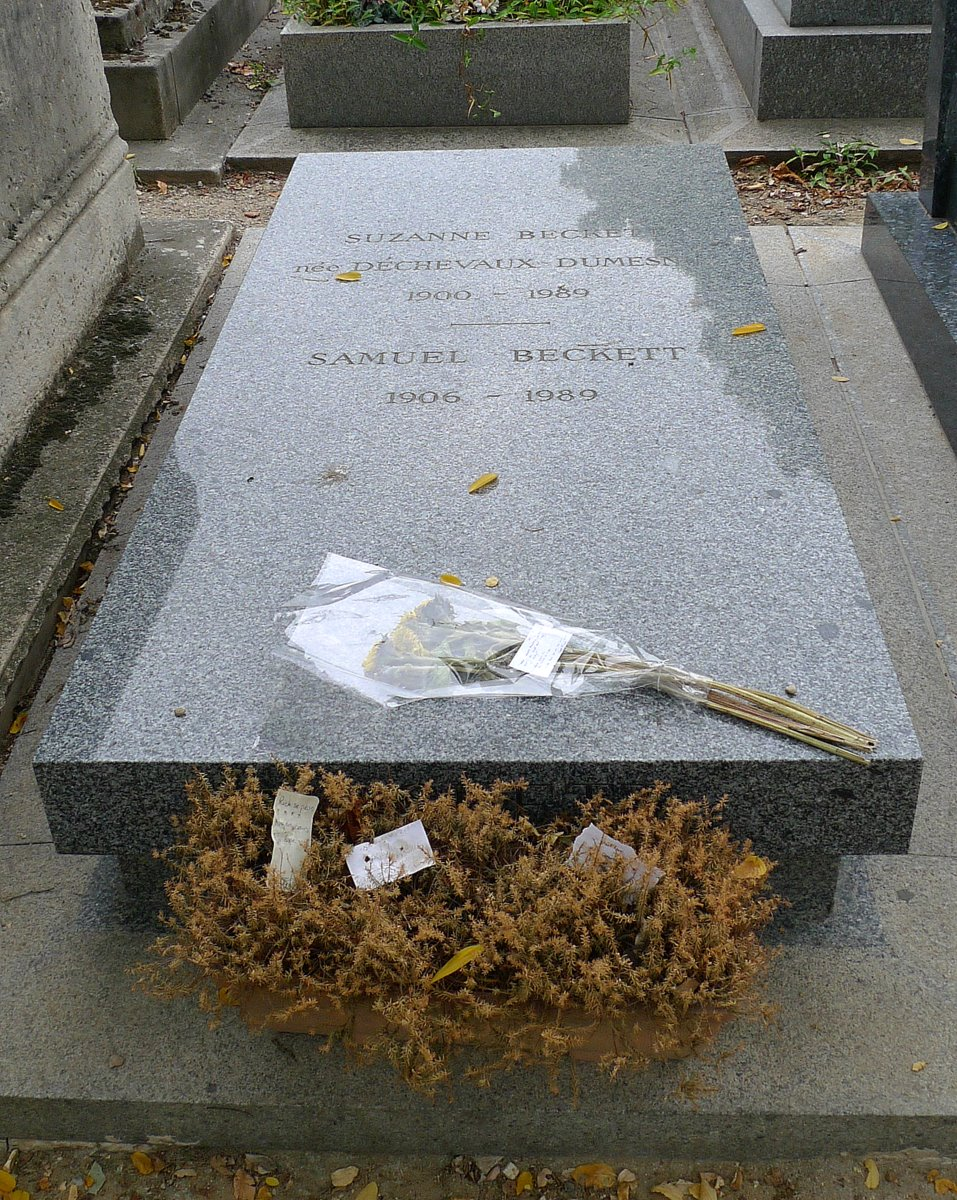
Tombe de Samuel Beckett au cimetière du Montparnasse (division 12).

Les dernières années sont marquées par la disparition de nombreux amis, et le besoin de solitude. Sa production littéraire reflète cette situation personnelle mais sans apitoiement, avec des personnages orientés vers l'examen. Ainsi Mal vu mal dit, évoquant sa mère, et appréhendant la disparition de Suzanne, ou Solo décrivant un mur de photographies de famille.

« Jadis à chaque vide un visage. Là son père. Ce vide grisâtre. Là sa mère. Là tous les deux. Souriants. Jour des noces. Là tous les trois. Cette tache grisâtre. Là tout seul. Lui tout seul »

— Beckett, Solo (1982)

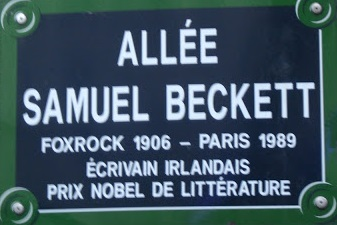
Allée Samuel-Beckett à Paris.

Suzanne Beckett, son épouse, décède le 17 juillet 1989. Samuel Beckett, atteint d'emphysème et de la maladie de Parkinson, part dans une modeste maison de retraite où il meurt le 22 décembre de la même année. Il est enterré le 26 décembre au cimetière du Montparnasse (12e division), dans une tombe aux côtés de son épouse, « Inclinée comme de vieilles pierres tombales tendre mémoire s'inclinent. Dans ce vieux cimetière. Noms effacés et de quand à quand. Inclinées muettes sur les tombes de nuls êtres ».
Domiciles
Résidence Tiers Temps, rue Rémy Dumoncel (Paris). Les derniers mois de sa vie.
- Rue des Favorites (Paris)[B 10].
- Boulevard Saint-Jacques (Paris), de 1960 à 1989. Une description de l'intérieur de cet appartement, par un ami, donne également un éclairage sur la personnalité de Beckett[10].
- Ussy-sur-Marne, de 1953 à la fin de sa vie. Une petite maison qu'il fait construire à l'écart du village.

## Vers l'abstraction en littérature
« Je pense m'être peut-être libéré d'un certain nombre de concepts formels. Peut-être, à l'instar du compositeur Schoenberg ou du peintre Kandinsky, me suis-je tourné vers un langage abstrait. Mais contrairement à eux, j'ai essayé de ne pas concrétiser l'abstraction - et de ne pas lui donner de nouveau un contexte formel »

— Beckett - à propos de Film
Le cheminement d'artiste de Beckett est décrit en particulier par quatre critiques proposant des analyses complémentaires sur l'évolution de son écriture. Alain Chestier décrit les conditions de narration et d'énonciation ; Gilles Deleuze met en évidence trois niveaux de langage, et l'intervention de formes musicales ; Pascale Casanova étudie l'auto-référence comme une voie vers l'abstraction et pour concilier les deux directions de la recherche beckettienne, le langage et la forme, elle évoque « les moyens abstractifs du langage » ; enfin Lassaad Jamoussi montre comment Beckett radicalise le dépouillement du langage.

### L'aporie initiale
« Ce qui complique tout, c'est le besoin de faire. Comme un enfant dans la boue mais sans boue. Et pas d'enfant. Seulement le besoin »

— Beckett, Entretien avec Lawrence Harvey
Dès 1937, Beckett annonce dans une lettre l'entreprise langagière dans laquelle il souhaite s'engager : « Il faut espérer que le temps viendra […] où la meilleure manière d'utiliser le langage sera de le malmener de la façon la plus efficace possible. Puisque nous ne pouvons pas le congédier d'un seul coup, au moins nous pouvons ne rien négliger qui puisse contribuer à son discrédit ». Cette déclaration définit son ambition esthétique, qui le conduira progressivement vers l'abstraction. En conduisant son intellect vers la création d'un monde abstrait où il n'y aurait plus rien à perdre, cette voie lui permet aussi d'assumer son radicalisme spirituel mais en évitant toute réaction émotionnelle. Une telle ambition formelle est sans précédent en littérature, où elle opère une subversion de ses fondements, dans une démarche s'appuyant sur la recherche esthétique déjà réalisée en peinture, et sur les procédés de la musique contemporaine.

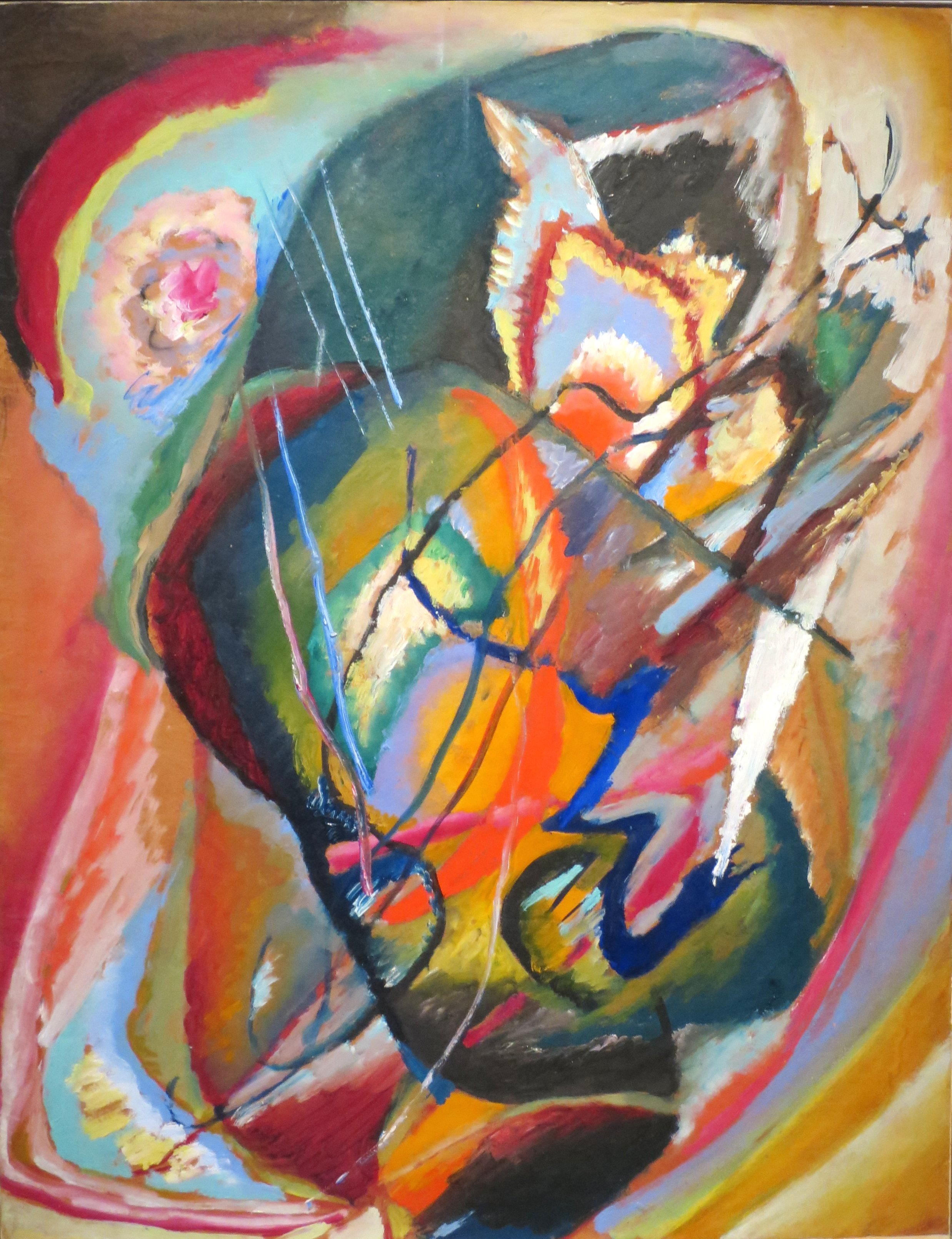
Improvisation III - Kandinsky 1914.

Ludovic Janvier souligne la présence dans toute l’œuvre de « ce vouloir dire, une intentionnalité increvable [...] l'increvabilité du désir de parler » et propose, comme métaphore de cette obligation de parler, la contrainte, l'impulsion première donnée au bébé à la naissance pour ouvrir la bouche, commencer à respirer une « nourriture aérienne » : la parole, qui vous « soulage sans fin » et qui s'opposerait au « Rien, cet éclat incolore dont une fois sorti de la mère on jouit si rarement ». En effet, Beckett avait entrepris une psychanalyse en 1935, qui révèla des souvenirs d'étouffement liés à la naissance : « je pleurais pour qu'on me laisse sortir, mais personne n'entendait, personne n'écoutait ».
Au début des années 1960, il entreprend ainsi une démarche formelle au sein de la littérature. Il est convaincu qu'une forme émergera « Quelqu'un la trouvera un jour, peut-être pas moi, mais quelqu'un le fera » et « il y aura une forme nouvelle [...]. C'est pourquoi la forme elle-même devient une préoccupation ; parce qu'elle existe indépendamment de la matière qu'elle accommode. Trouver une forme qui accommode le désordre, telle est aujourd'hui la tâche de l'artiste ».
Il ne faut cependant pas concevoir son travail d'écriture comme l'accomplissement d'un projet maîtrisé par avance, mais plutôt comme un Work In Progress à la manière de Joyce, opérant par ruptures, mais aussi par mises au point successives. Dans la progression des premières œuvres aux dernières pièces, au fur et à mesure que le processus de réduction et d'abstraction de l'écriture accroît le pouvoir d'évocation, musicale ou visuelle, du texte, l'écriture de Beckett se rapproche de la peinture et de la musique, et fait de l'élaboration du récit ou de l'image théâtrale un travail plastique de plus en plus tangible.

### Décomposition du moi et du réel
« L'impensable ultime. Innommable. Toute dernière personne. Je. Vite motus »

— Beckett - Compagnie

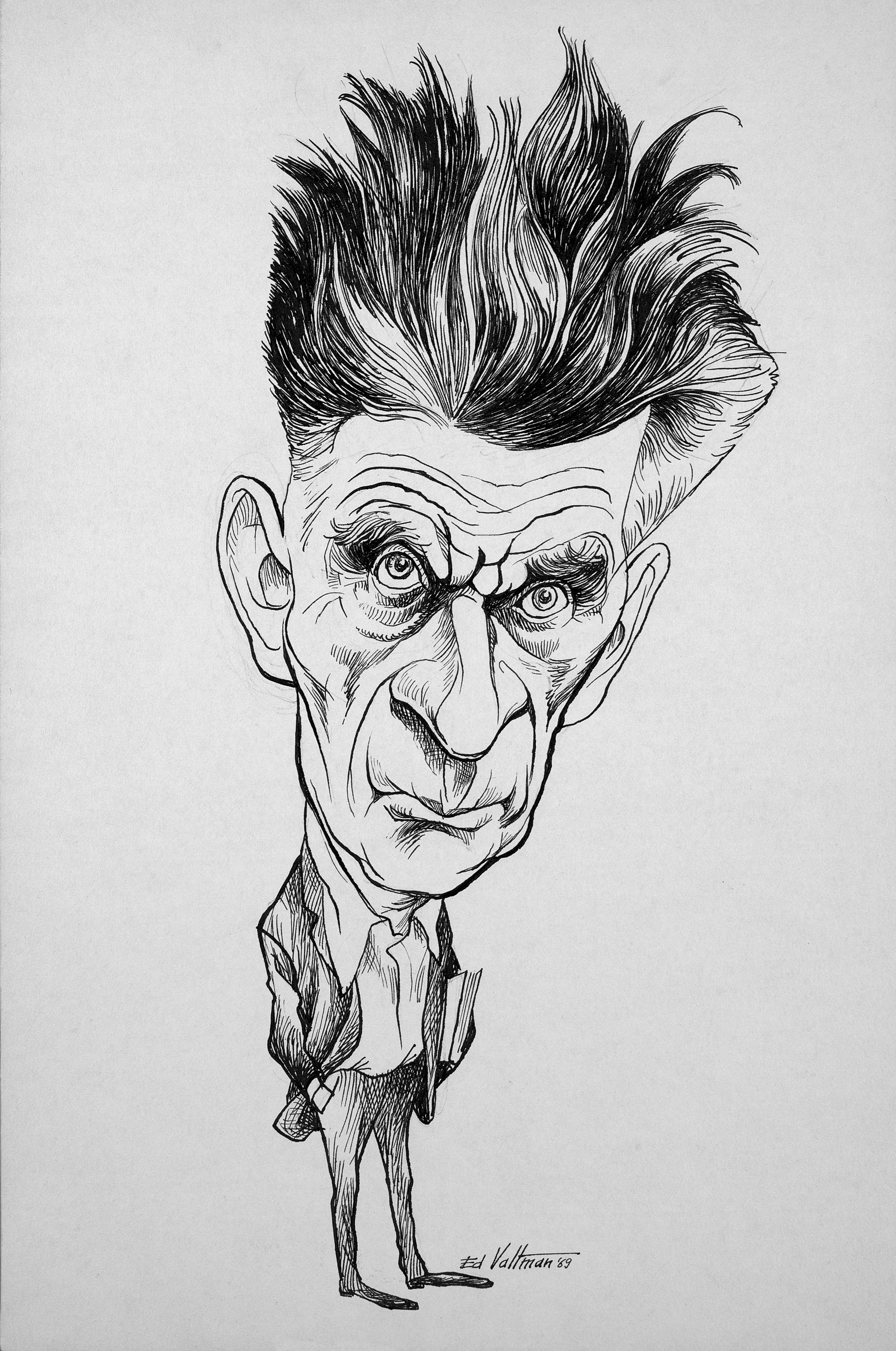
Portrait (1969)
par Edmund S. Valtman.

Dans ses premiers romans, Beckett fait encore intervenir un narrateur extérieur, d'abord omniscient (Murphy), puis, plus ambigu, subordonné au personnage (Watt et Mercier et Camier). Cependant, il peine à être publié et son audience reste encore confidentielle, aucune reconnaissance artistique ne vient justifier ses choix esthétiques ou littéraires. Mais lors d'un séjour en Irlande en 1946, « tout devient clair » pour lui, comme il le raconte en 1958 dans La dernière bande : 

« Spirituellement une année on ne peut plus noire et pauvre jusqu'à cette mémorable nuit de mars, au bout de la jetée, dans la rafale, je n'oublierai jamais, où tout m'est devenu clair. La vision, enfin […], clair pour moi enfin que l'obscurité que je m'étais toujours acharné à refouler est en réalité mon meilleur - indestructible association, jusqu'au dernier soupir, de la tempête et de la nuit avec la lumière de l'entendement et le feu. »

Beckett n'explicite pas la nature de cette solution, mais ses essais critiques et sa correspondance montrent que c'est en considérant les questions formelles posées, et les réponses apportées, par les peintres d'avant-garde, qu'il a pu sortir de l'aporie littéraire dans laquelle il était enfermé et rompre avec les évidences de la représentation. Gilles Deleuze considère que Beckett utilise à ce moment un premier niveau de métalangage « Langue I » exprimant une imagination (production d'images) encore entachée de raison, une langue « atomique, disjonctive, coupée, hachée, caractérisée par « l'épuisement du réel », où l'énumération remplace les propositions, et les relations combinatoire, les relations syntaxiques : une langue des noms », culminant avec Watt, dont il dit cependant quelques années plus tard « j'ai presque entièrement relu ce curieux ouvrage et pu constater, à ma satisfaction, que je n'y comprends plus rien. »
Dans les ouvrages suivants (Molloy, Malone meurt), le personnage devient son propre narrateur et adopte le je du monologue, puis est évincé du discours comme une entité inconsistante. Gilles Deleuze remarque que dans Malone meurt, « le moi se décompose, puanteur et agonie comprise », ce qu'annonce d'ailleurs explicitement Beckett : « C'est fini sur moi. Je ne dirai plus je ». Au refus de l'intériorité psychologique, Beckett ajoute celui des métaphores « honni soit qui symboles y voit », et de la transcendance. Il n'est plus question de constituer un univers fictif, mais de s'interroger sur la possibilité de la narration. Le langage est reconnu impuissant à décrire le réel et à rendre compte de soi, le je est un sujet grammatical sans substance psychologique, le discours est décomposé, « poussière de verbe ».

### La voix qui s'écoute se taire
« Elle se sentait, comme cela lui était déjà si souvent arrivé en parlant avec lui, éclaboussée de mots qui à peine prononcés tombaient en poussière, chaque mot aboli, avant de pouvoir revêtir un sens, par le mot qui suivait. C'était comme une musique difficile entendue pour la première fois »

— Beckett - Murphy
Avec l'Innommable, Beckett reste dans la continuité de ses innovations précédentes, mais les radicalise. Il attaque les conventions littéraires restant encore, considérées comme fondements de l'« effet de réel ». Les premières lignes du roman (« Où maintenant ? Quand maintenant ? Qui maintenant ? Sans me le demander. ») mettent en cause les repères spatio-temporels de la création littéraire. Gilles Deleuze identifie dans l'Innommable un deuxième niveau de métalangage, « Langue II », procédant non plus avec des noms mais avec des voix, et une imagination débarrassée de la raison mais encore dépendante de la mémoire Mais une telle « voix qui parle […], qui ne s'écoute pas, attentive au silence qu'elle rompt, par où peut-être lui reviendra le long soupir clair d'avent et d'adieu, en est-elle une ? »

Une critique de Maurice Nadeau à la sortie du livre, comprend et explicite la recherche que Beckett poursuit avec l'Innommable et Beckett l'en remerciera chaleureusement : 

« Au regard de ce qu'il espérait, sans illusion et fuyant la duperie, Samuel Beckett a sans doute échoué une fois de plus et sans qu'on croie possible, de sa part, une nouvelle tentative. Au regard de ce que nous attendions de lui après Murphy, Molloy et Malone meurt, cette tentative s'inscrit parmi les plus audacieuses et les plus éclairantes qui aient jamais existé, illustrant en termes d'épure la quête nécessaire de l'identité avec la parole de l'être, la vie, la réalité, et nous donnant le sentiment que cette identité deviendra possible. »

— Maurice Nadeau, Les Lettres Nouvelles, septembre 1953, p. 860-864
Beckett cherche ainsi à opposer une « littérature du non-mot » à la démarche inverse de Joyce d'apothéose du mot,. Mais cette recherche, constitue, avec les Textes pour rien et jusqu'à Comment c'est, une nouvelle impasse pour Beckett : « l'Innommable m'a achevé ou a exprimé à quel point j'étais fini ».
Il cherche la forme la plus faible, la plus proche de l'expression du rien, le pire, le moindre, la voix qui s'écoute se taire mais « L'Innommable […] semble la fin de la promenade pour ce qui me concerne, car il n'y a plus personne qui puisse parler et, indépendamment peut-être, certainement de façon superflue, plus rien dont on puisse parler ».
Avec les Textes pour rien, qui « sont des petits textes-sondes pour tâter la possibilité d'autre chose » il tente de sortir de cette impasse, et Ludovic Janvier explique que ces textes ne sont pas pour rien mais qu'ils ont le rien pour sujet.

### Dire l'échec à dire
« Isoler une expérience de la parole où celle-ci n'est plus simple son [...] et n'est pas encore signification, mais pure intention de signifier »

— Giorgio Agamben, Le langage et la mort
Plus de sujet, plus de contenu, presque plus de signification, c'est l'impossibilité d'écrire qui doit devenir l'objet de l'écriture, il n'y a plus à dire que « le dire de l'échec à dire » et Beckett reprend à son compte la réflexion qu'il avait décelée dans certains tableaux de Braque, ressemblant à « des méditations plastiques sur les moyens mis en œuvre ».
Mais il doit pour cela trouver d'autres dispositifs littéraires, et il se tourne vers le théâtre, où la scène dispense le discours d'indiquer textuellement le processus énonciatif, et permet une nouvelle épuration littéraire par un ascétisme dramaturgique et par l'évidement du discours scénique. Les grandes et premières pièces (En attendant Godot, Fin de Partie et Oh les beaux jours) ne contiennent pas d'intrigue (il s'agit surtout de meubler une attente), ont un espace simplifié, les personnages sont rares et réduits à leur parole puisque sur la scène particulièrement, « être c'est parler », et le langage se substitue même parfois à l'enveloppe corporelle.
Alain Chestier décrit les dernières étapes de l'écroulement du langage. Le vacillement, dans la syntaxe et la sémantique, avait débuté dans Oh les beaux jours « je parle [...] et ce sont des mots vides [...] et pas un mot de vrai nulle part ». Il s'accroît dans les pièces suivantes (Cendres, Pas et Cette fois). Le langage achève de se disloquer avec Cascando dans un discours décousu, des répétitions de syntagmes nominaux ou de propositions participiales, un discours non daté, sans mode, sans aspect, ni objet ni sujet, discours intérieur des voix du silence. Dans Berceuse, « la parole revient et s'enfonce dans sa source énonciative », et le parleur se retrouve finalement seul avec sa voix dans Pas moi : « il se pourrait que cette pièce racontât l'histoire d'une déchirure entre la parole et l'origine de cette parole ».

### La ritournelle des images
« Bing image à peine presque jamais une seconde temps sidéral bleu et blanc au vent. Traces fouillis gris pâle yeux trous bleu pâle presque blanc fixe face bing peut-être un sens à peine presque jamais bing silence »

— Beckett, Bing (Têtes mortes)
C'est dans Cap au pire, qui totalise selon Pascale Casanova l'ensemble de ses innovations littéraires précédentes, que Beckett approche le mieux (le pire) l'objet de sa recherche, de son processus d'« abstractivation ». Au bout de cette révolution formelle, pour laquelle « la péjoration n'est pas une intention ou une posture métaphysique mais un moyen, propre au langage, pour atteindre à l'abstraction », Beckett a « tant bien que mal » abstrait le langage, jusqu'au point où il n'y a « plus moyen ».
Déjà dans Watt, qui est en quelque sorte le discours préliminaire à son œuvre ultérieure, Beckett évoquait « ces incidents [silences] brillants de clarté formelle et au contenu impénétrable » (voir encadré).
Pierre Longuenesse souligne cet effet d'abstraction, lorsqu'il évoque l'influence de la musique devenue un principe structurant, dans Cascando, pièce très formaliste, fragmentée en trois voix, monologues eux-mêmes fragmentés par des silences. Cette pièce, « par la circulation en spirale du son, par les effets de reprise, tend vers sa dilution, vers une forme d'abstraction », et produit une musique concrète de bruits et de mots. Quad (pièce sans paroles) peut être vue comme une « fugue de mouvements ». La critique utilise ainsi fréquemment des termes musicaux pour désigner littéralement ou métaphoriquement la structure des pièces.
Gilles Deleuze propose de voir une étape littéraire ultime dans l’œuvre théâtrale tardive de Beckett, avec par exemple Quad, Trio du fantôme et ... que nuages..., pièces proches du ballet, où dominent les images (visuelles ou auditives), associant sans hiérarchie son, lumière, mouvements, au langage, avec le développement d'un imaginaire sonore et musical dans les textes. Les pièces du recueil Quad constituent des « ritournelles d'images » mettant ainsi en œuvre un troisième niveau de métalangage, la « Langue III » de Gilles Deleuze, celui des images sonnantes et colorantes, que Lassaad Jamoussi appelle langue picturale et que Beckett maîtrise de plus en plus dans les œuvres les plus tardives.
Ce sont des « images nues, évanescentes et fragiles [...] traces de son enfance, les souvenirs de son père, les marches sans fin par les chemins vicinaux, et l'apparition d'une femme » parmi les ombres appesanties avec « ce regard perdu que, vivant, je suppliais tant de se poser sur moi ».

### La choseté et le non-mot
« Impossible de mettre de l'ordre dans l'élémentaire »

— Beckett, Le monde et le pantalon

Les « absurdes et mystérieuses poussées vers l'image » que Beckett perçoit dans l'art pictural, révélant les tensions internes de l'artiste, sont également la problématique essentielle de sa création littéraire. La réalité est constituée en chaos, et l'enjeu de son œuvre, comme de ses amis peintres est de « tenter d'approcher une réalité non préformée et de borner l'art à nous donner des nouvelles de cette approche ». Mettre en forme des objets dans l’œuvre d'art, en littérature comme en peinture, c'est poser un leurre, et Beckett est là aussi en accord avec Malevitch : 

« rien n'existe séparément : c'est pourquoi il n'y a pas et il ne peut y avoir d'objets, et c'est pourquoi la tentative de les atteindre est insensée. Que peut-on donc embrasser quand n'existe ni ligne, ni surface, ni volume ? Il n'y a rien qu'on puisse mesurer ; c'est pourquoi la géométrie est l'apparence conventionnelle de figures inexistantes »

— Malevitch, De Cézanne au suprématisme
La choseté

« Trouver une forme qui accommode le désordre, telle est aujourd'hui la tâche de l'artiste »

— Beckett, Entretien avec Tom Driver
Pour échapper à l'illusion mensongère d'une possibilité de représenter le monde, l'artiste doit créer une œuvre d'art « rebelle à toute intellection, à toute logique, à toute sorte d'ordonnancement ». L’œuvre d'art est alors de fait un agrégat de détails rebelles qui se donnent à prendre et non à comprendre, chacun étant indépendant causalement des autres, mis dans un rapport d'interférences, de superpositions, de contiguïté.
Beckett considère, en prenant exemple sur la peinture, que « un clown [de Rouault], une pomme [de Bonnard], un carré de rouge [de Matisse], ne sont qu'un en ceci, que ce sont des choses, la chose, la choseté ». Tous ces détails (objets de la peinture ou de la littérature, issus de la « nébuleuse où rien n'est nécessairement délimité ») sont issus du même effort de représentation et du même désarroi dans l'impossibilité d'être représentés, caractérisant la « choseté », et Beckett leur affecte une couleur indistincte entre le « noir clair » et « blanc sombre ». C'est cette « choseté », concept final résumant la quête théorique de Beckett, qui, en se substituant au principe de représentation, permet au récepteur de se mettre en symbiose avec l’œuvre : « la Chose sans accidents, communément dite rien ».
Ainsi que l'exprimait déjà Proust, « son effort [a] souvent été de dissoudre cet agrégat de raisonnements que nous appelons vision ». Dans sa propre création littéraire, Beckett met en œuvre ces principes que la peinture a élaborés, son projet poétique est de présenter ce monde, mais « comment parler de ces couleurs qui respirent, qui halètent ? De cette stase grouillante ? De ce monde sans poids, sans force, sans ombre ? Ici tout bouge, nage, fuit revient, se défait, se refait. Tout cesse, sans cesse. On dirait l'insurrection des molécules, l'intérieur d'une pierre un millième de seconde avant qu'elle ne se désagrège. C'est ça, la littérature ».
La littérature du non-mot

« Tout s'estompait déjà, ondes et particules, la condition de l'objet était d'être sans nom, et inversement »

— Beckett, Molloy
Beckett rejoint Merleau-Ponty pour considérer que seule une vision polysensorielle évite de figer et appauvrir l’œuvre d'art, en retardant la prise de conscience de l'objet par une démarche qui sinon serait réductrice et univoque. La vision polysensorielle (musicale, picturale) du Rien, a un potentiel de surpuissance créatrice (puisqu'il ne s'agit pas d'une imitation du réel) qui se dissémine dans les textes et les pièces de Beckett : le chaos, caractérisé par le Choseté, est le matériau de sa création. L'indistinct de cette choseté permet à la prose artistique d'être une pensée positive de l'indistinct.
Selon Lassaad Jamoussi, « l'émergence du langage est le fruit du regard [...] le discours prend naissance dans l'image, comme la littérature prend naissance dans le pictural ».
Les images tiennent lieu de pensée dans le projet poétique de Beckett (« ils appellent ça penser, ce sont des visions »), et sont, avec la voix des dernières pièces radiophoniques et télévisuelles, l'objet du discours en même temps qu'un élément narratif. « L’œil écarquillé », qui est alors scène et spectateur de tout, accède au statut de personnage, et le discours lui-même se présente comme une sorte d'image, brille et s'éclipse : « Dans le for obscur Watt senti luire puis s'éteindre, les mots ».
Les figures sont des personnages conceptuels. « Images primordiales plus que personnages, qui s'imposent comme évocations toujours nécessaires, scrutées par des yeux clos écarquillés : ceux d'une tête inclinée sur mains atrophiées ».
Ce n'est plus seulement l’œil qu'il faut écarquiller afin de faire, d'avoir, l'image, ce sont les mots qu'il faut réinvestir « comme un voile qu'il faut déchirer en deux pour parvenir aux choses » : la main qui écrit se substitue à l’œil qui voit, pour « écarquiller la langue » et retrouver derrière les concepts les mots, et derrière les mots, les images.
Selon Saussure, « prise en elle-même, la pensée est comme une nébuleuse où rien n'est nécessairement délimité. Il n'y a pas d'idées préétablies, et rien n'est distinct avant l'apparition du langage ». Dès qu'on donne une forme verbale aux phénomènes inintelligibles, qu'on donne des mots aux choses, les phénomènes deviennent des images dotées de signification. La poétique beckettienne cherche à s'en affranchir, et se caractérise par cette recherche de langages nouveaux transgressant la raison commune, se libérant de tout ancrage dans un espace-temps, et s'affranchissant par là d'une nécessité de produire du sens. Tout en utilisant des mots, ils se rapprochent des procédés de la peinture (reptation, formes...) pour atteindre, chez le lecteur, non pas son intellection, mais ses facultés sensibles.

« Murphy se mit à voir le Rien, cet éclat incolore dont une fois sorti de la mère on jouit si rarement. [...] Ses autres sens aussi se trouvaient en paix, plaisir inattendu. Non pas la paix transie de leur propre suspension, mais la paix positive qui survient quand les « quelque chose » cèdent, ou peut-être simplement se ramènent au Rien [...] la Chose sans accidents, communément dite rien. »

— Beckett, Murphy

## Les formes littéraires

### Poésie et poétique
« Tempête dans les mots au nom de la beauté »

— Beckett, Lettre allemande

#### Beckett, poète
« — À quoi bon des poètes en un temps de manque ?
— Wozu ? Je n'en ai pas la moindre idée. Pardonnez-moi »

— Beckett, Réponse à la question de Hölderlin
En décembre 1977, un éditeur interroge Beckett en reprenant la question posée par Hölderlin à propos des poètes : Wozu ? Mais à propos de la poésie comme du théâtre, Beckett refuse de fournir des réponses sur l'utilité de l'écriture poétique ou sa signification sociale ou morale. Il ne s'intéresse qu'à « ce qui rend la poésie nécessaire dans son apparition même », et les derniers mots de sa dernière œuvre, un poème écrit quelques mois avant sa mort, sont : comment dire.
Les poèmes de Beckett ne représentent que trois des volumes des Éditions de Minuit, mais la poésie est présente partout dans cette œuvre protéiforme. Dès sa jeunesse d'écrivain, ami de Thomas McGreevy, il aborde la poésie, se plaçant dans une filiation de Yeats et de James Joyce.
L'œuvre est dominée par les textes courts, où Beckett s'exprime par la forme et par l'image, « préoccupé, et jusqu'à la folie, de beauté formelle », son projet est de susciter des affects puissants par des images saillantes et « nous n'avons de chance d'y pénétrer un peu qu'en nous efforçant de mettre notre sensibilité au diapason de la sienne qui est d'une acuité et d'une ampleur peu commune ». L'enjeu de sa réflexion littéraire est de parvenir à un texte qui soit ni prose ni poème, ou prose et poème à la fois, et c'est finalement l'ensemble de l’œuvre qui est un vaste poème, pourtant Beckett n'existe pas en tant que poète dans les anthologies ou dans les livres consacrés à la poésie, probablement parce qu'« il n'appartient ni à la tradition ni à une avant-garde, n'est d'aucune école et évite tout rapport stéréotypé avec l'Imaginaire ».

#### Les poèmes
Les Éditions de Minuit ont publié trois volumes désignés comme recueils de poèmes.
- Peste soit de l'horoscope - Monologue fictif, écrit en anglais, qui serait énoncé par Descartes, saturé de symbolisme et d'érudition qui lui permit d'obtenir un prix de poésie, ce poème est celui d'un Beckett encore partagé entre une carrière universitaire et une vocation d'écrivain[56],[n 22].

- Os d'Écho - Poèmes en vers, écrits en anglais, de longueur variable, profusion de références et correspondances culturelles. Introspection et prélèvements à diverses sources littéraires[57].
- Poèmes et mirlitonnades écrits avant 1940, auxquels l'éditeur a ajouté Comment dire dernier texte de Beckett (1989). Ces poèmes sont écrits en français, et Beckett n'ayant plus la contrainte de prendre en compte la tradition littéraire de langue anglaise, les poèmes sont plus simples, moins touffus. Cette manière pauvre annonce sa pratique future[58]. Les Mirlitonnades sont des sortes de haïkus progressant dans « la logique du dire bref et du dicible dans l'imperceptible »[59]. Enfin, Comment dire « théatralise la désagrégation de la mémoire et les assauts de l'aphasie[60] ».

#### La poésie en prose
« Lire les derniers textes de Beckett, c'est accepter de se retrouver au détour d'une page ému jusqu'aux larmes sans pouvoir expliquer pourquoi »

— James Knowlson, Beckett
Selon Ludovic Janvier « l’œuvre entière est une succession d'éclats qui font entendre la poésie au travail dans la prose ». Ainsi :
- Les Textes pour rien sont les premiers représentant du genre « texte » ou encore « foirade », sans trame narrative mais véhiculant des affects, s'apparentant à la poésie[63].
- Comment c'est est qualifié de roman mais est une succession de strophes non ponctuées, avec une syntaxe a-normale[63].

- Mal vu mal dit, phrases très courtes et souvent nominales, ponctuation réduite, est un « chant de la beauté poétique, poème en prose qui rappelle intensément Rimbaud[64] »
- Bing. Selon Deleuze, la parole y est capable de « faire elle-même la musique et la couleur d'une image, comme dans un poème[65] »
- Cap au pire est un « art poétique ultime, paradoxal, aporétique[66] » dans la recherche du moindre.

#### La poésie dans la prose et le théâtre
« Le théâtre de Beckett est de la poésie concrète, une suite d'images scéniques tri-dimensionnelles, métaphores complexes communicables dans un flash de préhension visuelle, intuitive. »

— Martin Esslin, Voix, schéma, Voix
On peut citer en particulier :
- Oh les beaux jours, une pièce pour le théâtre qui « porte la souffrance vers la grandeur par une construction rhétorique et poétique éblouissante », par la poésie qui se dégage du personnage de Winnie et sa souffrance tue[68].

Pourtant Beckett estimait la poésie incompatible avec le théâtre : « jamais une pièce poétique ne peut être un succès en tant que pièce de théâtre, et pas plus si on la met en scène en tant que poésie, car les mots rendent l'action obscure et deviennent obscurs à cause d'elle ».
- L'Innommable qu'Alain Badiou qualifie de « poème latent » en raison de la cadence et des visions de cette forme romanesque[70] et que Sjef Houppermans place dans la lignée de Baudelaire, parlant d'un « spleen en dérive »[71]. Dans Murphy, Beckett reprend l'image de l'adepte du cerf-volant[n 21], « désintéressée comme un poème[B 49] ».

#### La poétique de Beckett
« Pour l'art moderne, l’œuvre n'est pas expression mais création : elle donne à voir ce qui n'a pas été vu avant elle, elle forme au lieu de refléter […] L'histoire de la poésie moderne est tout entière celle de la substitution d'un langage de création à un langage d'expression. Le langage doit produire le monde qu'il ne peut plus exprimer. »

— Gaëtan Picon, Introduction à une éthique de la littérature
L'Irlande fournit des paysages de désolation où ses créatures déambulent sans pouvoir s'en évader, et les mots sont issus de grands système de signification (Purgatoire de Dante pour Le dépeupleur, la Crucifixion pour Bing…).
L'aporie et l'aposiopèse sont employées pour représenter « un Imaginaire en fluctuation qui n'érige plus un monde effervescent de sensations, mais qui crée un vide […] c'est pour cela que la poésie de Beckett semble si détonante dans son emportement syncopé, lacunaire » faisant dire à Benjamin Britten que ces figures de style donnent à la langue de Beckett « une rythmique, une résonance poétique jamais égalée, […] et ouvrent à quelque chose d'insaisissable au-delà de l'univers de la sensation ».
Le style est sans emphase, au profit d'un prosaïsme dépourvu d'adjectifs, les phrases nominales prolifèrent dans des textes proches d'un discours didascalique, entraînant parfois le texte presque vers le silence. Poésie du prosaïque, poésie brisée dans un rythme brisé, une cadence syncopée. Les métaphores ne sont pas descriptives (le caractère descriptif des métaphores employées par Baudelaire dans le poème Les phares l'avait empêché de traduire ce poème), et elles postulent pour leur compréhension non pas un dictionnaire, mais une encyclopédie, faisant référence à des lieux communs propres à l’œuvre de Beckett dans son ensemble. En quête de nouveauté et d'originalité, le langage chez Beckett perd sa nature représentative et ne peut plus assurer sa fonction traditionnelle de communication et d'expression.
« La pulsion artistique ne va pas dans le sens d'une expansion, mais d'une contraction » : la démarche esthétique de Beckett rejoint celle de Malevitch et la radicalise, pour « une création qui procède non par addition d'événements, d'espaces, de personnages et d'actions installés dans un axe progressif du temps, mais par soustraction de plus en plus rigoureuse de tous ces ingrédients, pour parvenir à installer le vide, à cheminer vers le silence ».

### Œuvre théâtrale
« Beckett parvient à retrouver dans la modernité la voie d'une représentation tragique authentique, à déconstruire le drame pour ouvrir un nouvel âge de la création théâtrale »

— Jean-Baptiste Frossart, Beckett et la tradition

#### Les prémices
Beckett s'intéresse au théâtre depuis ses années d'étudiant, lorsqu'il découvre le théâtre irlandais avec John Millington Synge et le théâtre français avec Racine « qui lui a tout appris » alors qu'il manifeste une aversion pour Corneille. Il présente Racine en 1930 à ses étudiants de Trinity College où il est maître de conférences de français, et il revendiquera toujours son influence sur sa propre écriture théâtrale. C'est pendant cette période à Dublin qu'il aura son unique expérience d'acteur, dans une pochade d'étudiant sur le thème du Cid (« le Kid »). Avant Godot, Beckett entreprend d'écrire deux autres pièces : Human Wishes dans les années 1930, inachevée, et Eleuthéria en 1947, jamais jouée.

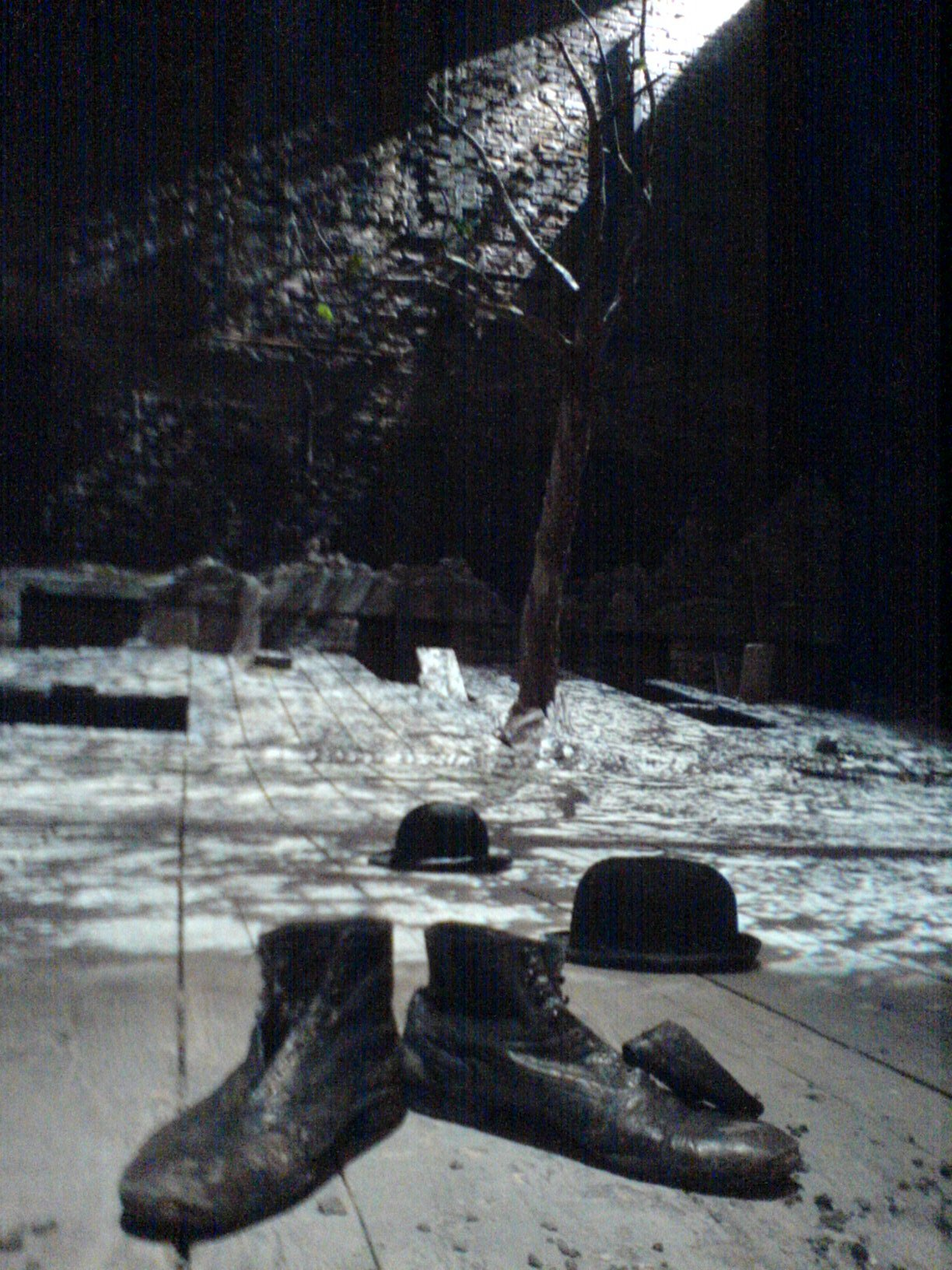
Affiche pour En attendant Godot Theatre Royal Haymarket 2009.

Quand il écrit En attendant Godot, il n'a donc encore aucune expérience théâtrale : « je ne connaissais rien au théâtre quand j'ai écrit cette pièce », et Jean Martin qui fut Lucky à la création de Godot avoue « je ne connaissais rien alors de Sam [Beckett], aucun de ses textes. Peu de gens d'ailleurs l'avaient lu ». La pièce, mise en scène par Roger Blin, obtient un succès critique (Armand Salacrou, Jean Anouilh, Jean Duvignaud) mais déclenche des polémiques. Le scandale, que ni Beckett ni Blin n'avaient prévu, assure cependant le succès de la pièce qui reste à l'affiche pendant des mois. Beckett passe du statut confidentiel de poète et romancier irlandais à celui d'auteur de théâtre d'avant-garde et sa réputation de critique et théoricien littéraire se renforce par son refus de toute explicitation de son œuvre. Il prend alors beaucoup d'assurance vis-à-vis du phénomène théâtral qu'il ne connaissait pas mais « devinait superbement », et Roger Blin qui a mis en scène le premier Godot au Théâtre de Babylone va le faire connaître dans le milieu des petits théâtres de la rive gauche où il trouvera sa consécration d'écrivain mais aussi réalisera son initiation de praticien du théâtre.
Le réseau professionnel et amical de Roger Blin lui ouvre ensuite les portes de théâtres plus importants comme à Paris le Théâtre de l'Odéon mais aussi à l'étranger, surtout Londres et Berlin, les plus ouverts à l'écriture française d'avant-garde. Il reste pourtant encore un auteur irlandais, proche de Synge, et dont les pièces sont destinées à de petites salles.
Beckett reste cependant toujours en retrait vis-à-vis du public, et n'assiste jamais à une représentation publique de l'une de ses pièces, laissant parfois Suzanne, sa femme, y assister. Une seule fois il assiste à la première, au Schlossparktheater de Berlin en 1953, et accepte de venir saluer le public. Le directeur général raconte : « si je me souviens bien ce fut la seule fois. Les mouvements maladroits, épouvantablement mal à l'aise, avec lesquels il salua firent comprendre au public, d'une étrange façon, la nature réservée de ce poète ».

#### Beckett artiste théâtral
« La transformation de Beckett auteur dramatique en un artiste théâtral est l'un des développements essentiels du théâtre moderniste »

— Gontarski, Journal of modern literature
Les précédentes tentatives d'écriture théâtrale, en particulier Eleuthéria achevé mais jamais joué, sont purement littéraires, alors que les didascalies sont très nombreuses dans Godot, révélant la préoccupation de l'auteur pour la dimension scénique de son œuvre. Ces didascalies reflètent la confusion initiale qui fut la sienne, entre la vision préalable de l'auteur, et la réalisation scénique, mais dont il prend rapidement conscience « j'aurais dû demander à Blin de corriger les indications scéniques [les didascalies de l'édition] du point de vue de la terminologie théâtre ».
Les pièces de Beckett ont une tonalité philosophique qui met les acteurs et les metteurs en scène à la recherche d'un sens : « la pièce est si ambiguë qu'elle autorise toutes les interprétations, y compris celle de son absence de sens, et chacune de ses interprétations doit être accompagnée de la mention sauf erreur », interprétations que découragent systématiquement le texte, par l'épanorthose, et l'auteur lui-même, qui refuse de fournir interprétation et refuse toute herméneutique. Il se crée ainsi « un violent contraste entre les apparentes richesses symboliques de l’œuvre et le refus de valider telle ou telle conception », et la présence de l'auteur devient indispensable pour donner aux acteurs les indications nécessaires.

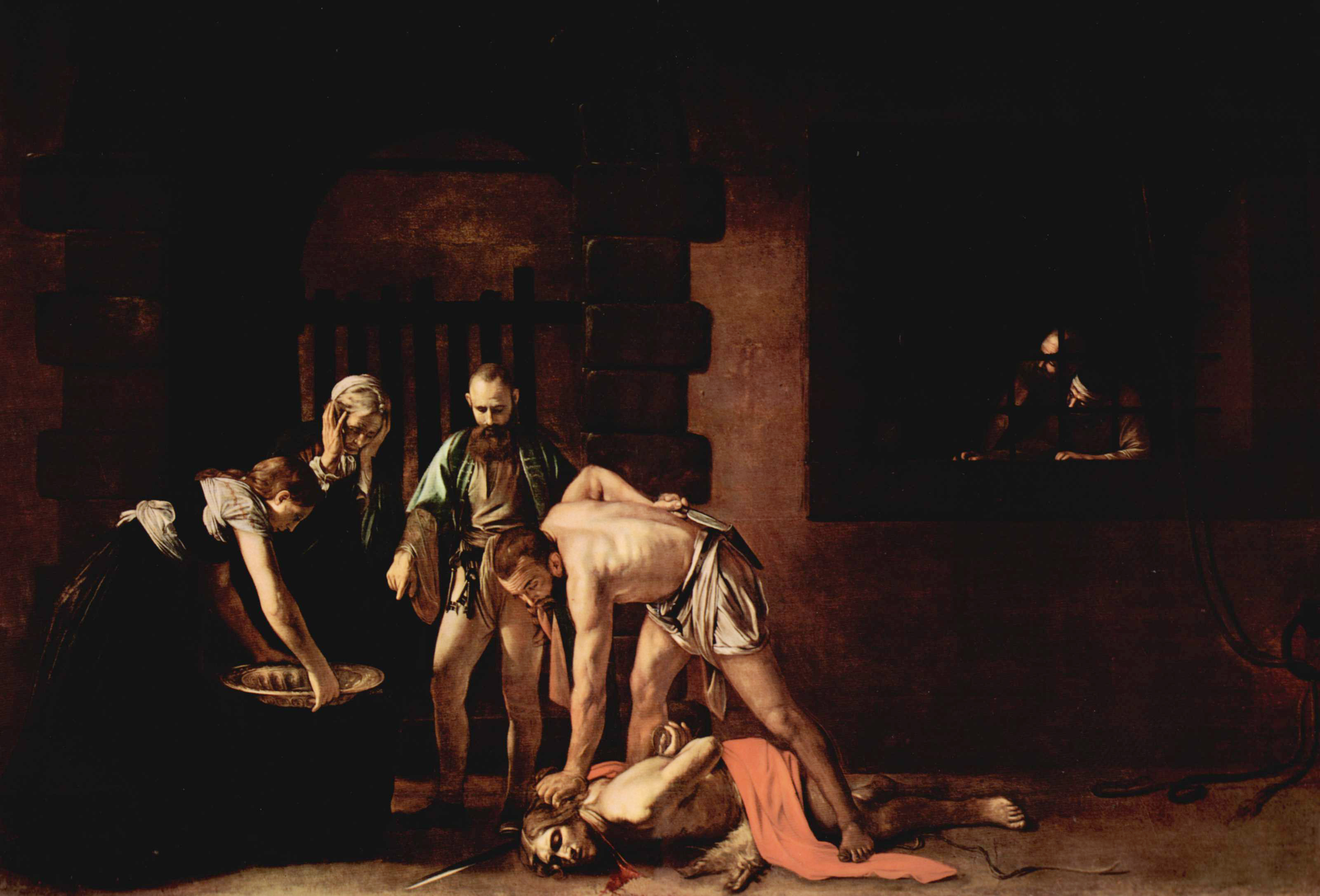
Décollation de Jean le Baptiste de Caravage. Ce tableau a inspiré la scène centrale de.

La création de Godot en 1953 l'amène ainsi à s'intéresser à ce processus de la création théâtrale à partir du texte de l'auteur. Il assiste d'abord aux répétitions, et Roger Blin l'initie à cet art. En 1958, il conseille Georges Devine à la création à Londres, puis est assistant de Blin à l'Odéon en 1961. En 1966 il assure seul la mise en scène de L'hypothèse de Pinget puis celle de Va-et-vient et sera dès lors en mesure de mettre en scène ses propres pièces. Son implication dans la mise en scène l'amène à réduire les didascalies dans les pièces suivantes, et, inversement, c'est la mise en scène qui devient nécessaire pour finaliser le texte. En 1956, pour Fin de partie, il précise ainsi « je ne puis en établir le texte définitif qu'après un certain nombre de répétitions ». D'autre part, son travail avec Blin l'amène à prendre en compte le travail sur le corps rendu possible par la mise en scène, et il entreprend, après Godot, d'écrire un mime, le Mime du rêveur, qui reste cependant inachevé.
Beckett se révèle alors être aussi un artiste du théâtre, capable de créer des images puissantes et souvent ambiguës, et il est également sollicité par Robert Pinget qui lui demande en 1966 de mettre en scène sa propre pièce, l'Hypothèse : « mon ami Sam, lui, a un sens formidable du théâtre ». James Knowlson évoque « la fascination extraordinaire, l'atmosphère de concentration extrême, cette impression étrange que l'on ressent au cours des répétitions lorsque Samuel Beckett met en scène ses propres pièces ».
Il est prêt, à l'occasion de la mise en scène de ses pièces traduites (en allemand, en anglais, en français), à apporter des modifications importantes les versions déjà publiées, sur la base des données concrètes mises en lumière par le travail scénique. Il s'agit généralement d'aller vers un amoindrissement par des suppressions, mais aussi d'un travail sur la dimension « musicale » du texte, en établissant des rythmes ou des structures de mots et de sons.
Pour Beckett, la mise en scène n'est donc pas simplement une nouvelle représentation de quelque chose contenu dans le texte, mais c'est surtout l'occasion de lui donner une forme visuelle et sonore. Elle devient pour lui un moyen de prolonger, par une coopération auteur / metteur en scène avec lui-même, son projet artistique par la création théâtrale.
Il produit également par ce travail scénique, comme par la traduction, des variantes littéraires qui ne sont pas des désaveux des versions précédentes, ni des équivalents littéraires, mais des textes nouveaux, par re-création. Le rapport direct au théâtre devient alors un élément crucial de son activité créatrice, après un « épuisement » de sa création narrative.

#### Comédiens ou interprètes
« Seuls en scène, debout, inutiles, sans avenir ni passé, irrémédiablement présents »

— Robbe-Grillet - Samuel Beckett ou la présence sur scène
Beckett redoute de voir des interprétations occulter les enjeux internes de ses pièces, ce qui n'est pas dénué de fondements puisque Jean-Paul Sartre regrettait que Godot soit une pièce bourgeoise parce que sans références aux réalités sociales, et que Bertolt Brecht a envisagé de transposer les personnages de Godot dans un contexte politique : Estragon en prolétaire, Vladimir en intellectuel, etc. Cette crainte, et son refus constant d'expliciter le sens de ses pièces, sont à l'origine d'incompréhensions récurrentes entre Beckett et les comédiens ou les autres metteurs en scène.
Il demande aux comédiens de se concentrer sur le jeu corporel, sur l'effectuation du discours, pour les détourner de toute posture intellectuelle et éviter toute tentation rhétorique ou herméneutique, et ainsi éviter de parler du sens. Ses personnages sont des figures qui se précisent par le travail scénique, comme il l'indique à Carlheinz Caspari qui met en scène Godot à Bonn : « les personnages sont des êtres vivants, à peine si l'on veut, ce ne sont pas des emblèmes. Je conçois fort votre gêne devant leur peu de caractérisation. [...] Vous verrez d'ailleurs, si je peux en juger d'après notre expérience ici à Paris, des identités se préciser au fur et à mesure de votre travail ».
En laissant le sens dériver au gré de libres associations, on obtient « l'interprétation [qui] est une défiguration », et que Beckett refuse au metteur en scène, mais aussi au comédien qui substituerait son roman au texte de l'auteur. Il veut laisser cette liberté au spectateur. Les enjeux d'interprétation au sujet du matériel de la mise en scène, ou du décor, sont également évacués : « ne me demande rien concernant le sens de ce truc : ce n'est que ce que c'est », c'est d'ailleurs ce que proclamait Molloy « ramener le silence, c'est le rôle des objets » qui n'étant porteurs d'aucun sens, ne peuvent donner le prétexte à interprétation.
L'énoncé du texte tend finalement à être distinct du personnage-figure, et Beckett envisage même d'aller jusqu'à une disparition du comédien : « la meilleure pièce serait celle qui se jouerait sans comédien, où il n'y aurait que le texte : j'essaie de trouver le moyen d'en écrire une »

#### Ici et maintenant, le moindre
« Tout s'est vidé, laissant place au moindre et à son activité minimale. Plus aucune transcendance ne peut intervenir sur scène »

— François Noudelmann, Beckett ou la scène du pire
Le théâtre de Beckett est engagé, selon Jean-Baptiste Frossart, dans une rupture totale avec les règles du théâtre traditionnel, en revisitant et radicalisant en fait la règle des unités. Beckett imite en cela Racine, dont il admire la simplicité, qui représente dans Bérénice un monde statique, préservé de tout changement, et dont il remarquait que « là aussi, rien ne se passe ». Pour Beckett, l'environnement du drame, c'est la scène elle-même, et la première qualité des personnages est d'être en scène, irrémédiablement présents, jouant à être des acteurs : « à cet endroit, en ce moment, l'humanité c'est nous ».

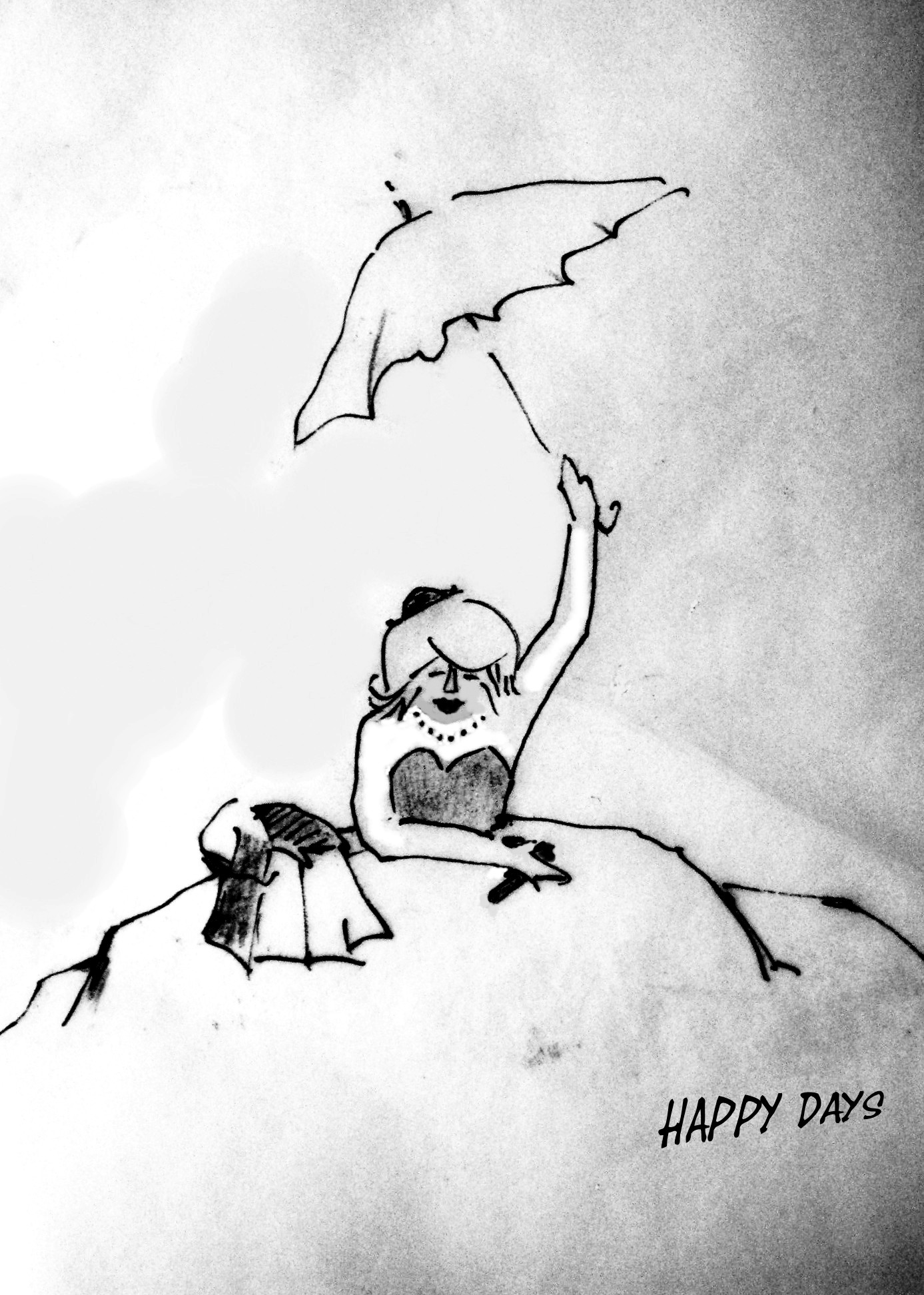
Croquis pour Oh les beaux jours

En éliminant les références temporelles il refuse de sortir de « la seule évidence du présent » et déroute le spectateur. Les personnages sont incapables de se situer au sein d'une histoire et n'ont pas d'autre activité qu'attendre et meubler l'attente : « dans cette immense confusion, une seule chose est claire : nous attendons que Godot vienne [...] Ou que la nuit tombe ». Vladimir et Estragon attendent Godot, Hamm et Clov attendent que ça finisse, Winnie attend la fin de la journée. Attentes sans objet, dont l'action est donc a priori exclue. Dans les pièces télévisuelles, Beckett rejette même la notion classique de « personnage en action » du drame, l'attention est concentrée sur un visage ou simplement une bouche dans des pièces très courtes, où une voix intérieure incarne une image très concentrée de l'existence et où l'action est remplacée par une intensification des tensions : « du moment qu'il y a parole, pas besoin d'histoire ».
Pour Beckett, tout est déjà dans le texte : « il faut que le décor sorte du texte, sans y ajouter. Quant à la commodité visuelle du spectateur, je la mets là où tu devines » et « j'ai dit que tout ce que je savais de Pozzo était dans le texte, que si j'en savais su plus je l'aurais mis dans le texte et que ceci valait aussi pour les autres personnages ». Le lieu est le décor, et il propose même à Blin de remplacer certains éléments du décor par des pancartes ceci est un arbre ou d'intégrer dans le texte l'information sur le décor.
Il s'oppose à toute théâtralité, qu'il stigmatise par le terme de wagnérisme : « je veux un théâtre réduit à ses propres moyens, parole et jeu, sans peinture et sans musique, sans agréments ». Il refuse ainsi la cohabitation des arts, par la présence de musique ou de peinture sur scène, sous forme de musique de scène ou de décors peints, qui seraient de l'esthétisme, un simple « agrément », voire « un pénible contresens ».
« Le seul renouvellement spirituel possible se trouve en profondeur. La pulsion artistique ne va pas dans le sens d'une expansion, mais d'une contraction ». Au bout de l'amoindrissement se trouve « le moindre », qui n'est pas seulement un amenuisement mais « définit ce par quoi une autre présence se met en place » : il ne s'agit donc pas d'un art minimaliste mais de l'invention d'un spectaculaire dénué des fastes wagnériens, et « l'insignifiant concourt à réaliser le moindre par l'épuisement des significations ». Plus aucune transcendance ne peut intervenir sur scène, et la « parole vaine » des personnages n'est pas une façon de combler le vide, mais c'est ce qui permet au rien de se dire et de se montrer dans des figures.

#### Le théâtre beckettien
« À mesure que la réflexion se fait plus obscure et plus faible, la grâce jaillit toujours plus rayonnante et plus forte »

— H. von Kleist, Sur le théâtre des marionnettes
Beckett se situe dans une évolution, et peut-être à son terme, de la forme théâtrale. Le théâtre avait vu la mort de la tragédie et l'avènement du drame, le théâtre psychologique s'imposant, et remplaçant le cadre mythique de la représentation classique par un ancrage contextuel des pièces et par un approfondissement psychologique et social. Au contraire de cette tendance, Beckett s'inscrit dans la tradition racinienne et décontextualise ses pièces par un temps et un lieu vagues. Le dépouillement et le « style humble » de ses mises en scène suggèrent une tragédie tout en évitant philosophie et sensibilité, dans « une construction rhétorique et poétique éblouissante ». La souffrance, tue, essentielle, reste suggérée en arrière-plan, évitant l'écueil de la dramatisation passionnelle,.
Le théâtre de Beckett, que ce soit dans ses premières grandes pièces ou dans les pièces suivantes, ne demande cependant pas que le spectateur soit immédiatement capable de décoder les enjeux intellectuels, parfois complexes, sous-tendus par le texte. Au contraire, le spectateur doit d'abord laisser sa sensibilité accessible à l'impact global des images, inoubliables, composées d'une manière absolument neuve d'un grand nombre d'éléments linguistiques, visuels, dramatiques. Beckett fabrique et met devant les spectateurs des objets et des figures, mais le public vient parfois au théâtre en espérant, par un mécanisme de défense contre une vérité inacceptable, qu'à la fin du spectacle il aura donné des réponses ou des remèdes (voir encadré).

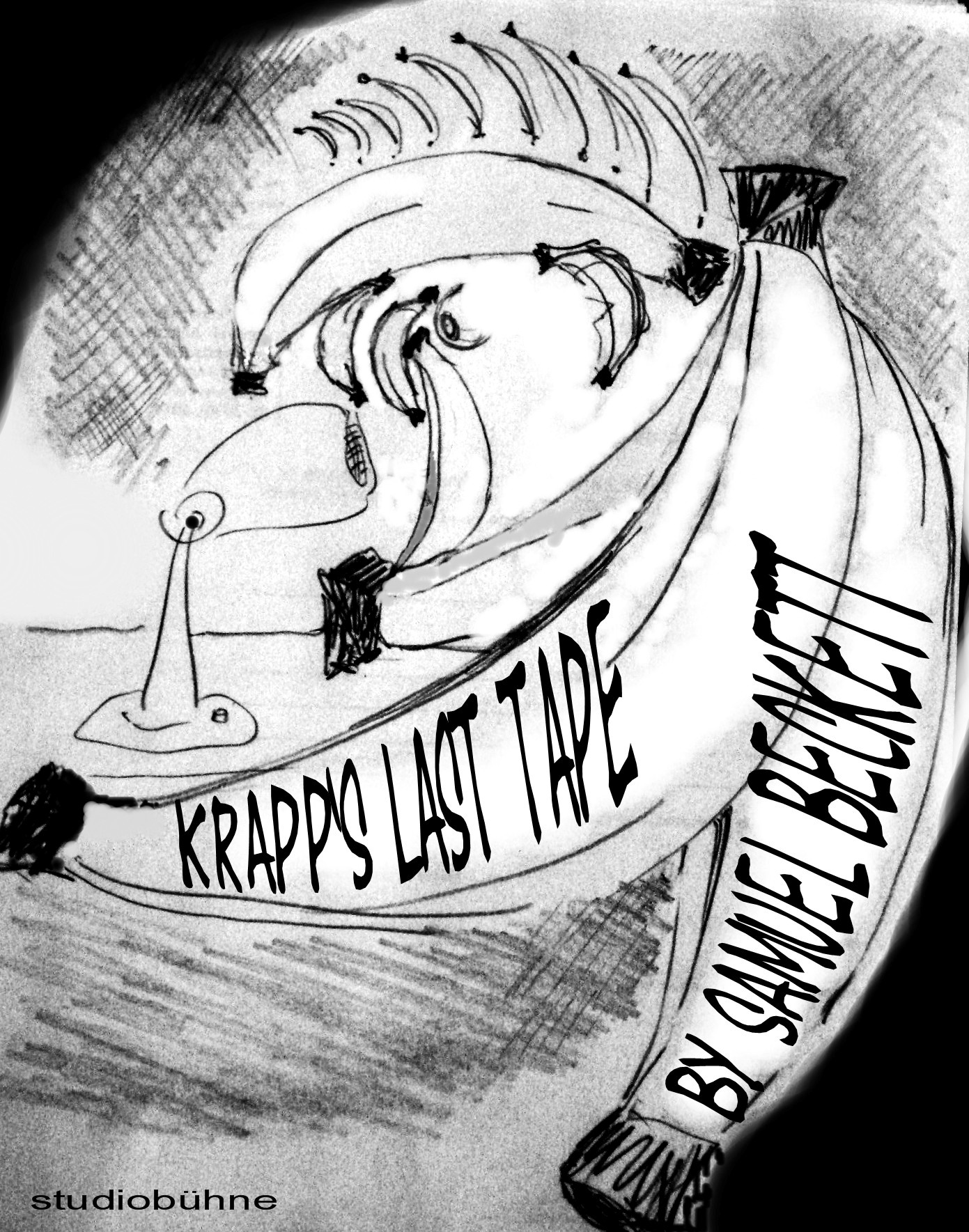
Affiche pour La dernière bande

Les trois « grandes pièces » (En attendant Godot, Fin de partie et Oh les beaux jours, peut-être complétées par La dernière bande) sont encore d'une facture relativement traditionnelle, celle d'un romancier venu au théâtre, et le langage repose encore sur des personnages. Mais au début des années 1960, Beckett s'engage dans un théâtre de plus en plus formaliste, accordant au visuel une part aussi grande qu'au langage, produisant un théâtre plus statique qu'actif, et plus lyrique que dramatique, mimodrames, dramaticules, ou pièces radiophoniques. Il se tourne également vers la télévision (Dis Joe, Trio du fantôme, Quad, ...que nuages...Nacht und Traüme, Quoi où) où la réalisation est plus souple, avec un regard plus « féroce », plus froid.
Ses mises en scène font souvent référence à des tableaux, mais il ne cherche surtout pas à contrefaire la peinture, ou à composer des tableaux sur scène. Il s'agit plutôt d'une picturalité « en sourdine », et la scène beckettienne relève de l'image et non du tableau, « inséminée par l'énergie picturale ». Pour les trois grandes pièces, on cite ainsi, parce qu'on sait que Beckett connaissait ces tableaux, Deux hommes contemplant la lune de Caspar David Friedrich pour En attendant Godot, un tableau de décollation pour Fin de partie : Salomé avec la tête de Saint Jean Baptiste de Caravage, et Portrait de Frances Day d'Angus Mc Bean pour Oh les beaux jours. Pour Fin de partie encore, Roger Blin estime que Beckett voyait la pièce « comme un tableau de Mondrian, avec des cloisons très nettes, des séparations géométriques, et de la géométrie musicale ». Il s'inspire également de modèles musicaux, utilisant un vocabulaire musical de tempo et de mouvement pour « orchestrer » le langage, mais aussi pour installer le comédien dans une modélisation formelle plutôt qu'une interprétation littéraire.
Dans cette évolution vers le « moindre », Sans représente l'impasse créatrice, qui imprègne la structure de l’œuvre, et le manque est devenu le texte. Au bout de ce parcours, Souffle, pièce de trente-cinq secondes, scène dépeuplée, vestiges d'une présence humaine, « porte le théâtre de Beckett à son point de rupture et minimalise le rituel de la scène à un niveau apparemment irréductible [...] et réalise précisément ce que l'écrivain a toujours visé ».

### Proses narratives
« — Si le sujet de mes romans pouvait s'exprimer en termes philosophiques, je n'aurais pas eu de raisons de les écrire.
— Et quelle raison avez-vous eue de les écrire ?
— Je n'en sais rien. Je ne suis pas un intellectuel. Je ne suis que sensibilité […] Alors, je me suis mis à écrire les choses que je sens. »

— Beckett, Entretien avec Gabriel d'Aubarède
Le terme « prose narrative » désigne les romans et nouvelles écrits entre Bande et sarabande en 1934 puis surtout Murphy en 1938 et les nouvelles du recueil Nouvelles et Textes pour rien en 1955, les textes en prose ultérieurs s'apparentant plutôt à des poèmes en prose. Cet ensemble comprend également Watt en 1942, Premier amour en 1945 et Mercier et Camier en 1946. Parmi cet ensemble, trois ouvrages forment une trilogie : Molloy (1951), Malone meurt (1952) et l'Innommable (1953) selon les indications de Beckett lui-même : « pour moi les trois n'en font qu'un. Je t'enverrai les trois ensemble lorsque l'Innommable paraîtra ».

#### Une prose originale
« Chaque phrase que Beckett a écrite, il l'a vécue quelque part. Chez lui, jamais rien de cérébral. »

— Bram van Velde, Rencontres avec Charles Juliet

« Mais je dis tant de choses, qu'y a-t-il de vrai dans ce babil ? Je ne sais pas. Je crois seulement que je ne peux rien dire qui ne soit vrai, je veux dire qui ne me soit déjà arrivé, ce n'est pas la même chose, mais ça ne fait rien. »

— Beckett, Malone meurt
Ces ouvrages sont parfois classés à tort par le public dans la catégorie du Nouveau Roman. Mais seul Alain Robbe-Grillet tente de l'intégrer dans cette famille, contrairement à Claude Simon ; Jean Ricardou ne le mentionne pas en 1967 dans son ouvrage théorique Problèmes du Nouveau Roman, et il n'est pas non plus inclut en 1971 au programme du colloque du Centre culturel international de Cerisy-la-Salle consacré à ces auteurs. Beckett propose en fait une refondation du « geste de la littérature » et rejette toute tradition littéraire. Il a toujours refusé une quelconque affiliation à un style, effectuant au contraire un travail progressif de démystification de la littérature par la mise en crise de l'original, du style et du langage : il ne se passe généralement rien dans ces romans et nouvelles, sauf la production du texte. Sa prose ne peut être rattachée à aucune tradition littéraire : rupture avec les anciens genres (« vieux styles ») et pas de disciples. C'est donc faute d'un concept plus adéquat qu'il faut bien appeler « romans » ou « nouvelles » ces curieuses narrations.
Les textes ont en commun une forme de plus en plus abstraite, mettant en œuvre des images souvent puissantes et poétiques, au service d'une réflexion informelle et réflexive sur l’œuvre en train de s'écrire et sur l'art. Beckett y pratique souvent un mélange des genres, en insérant, au milieu d'une situation ordinaire de son roman, une référence à un « discours noble » (scientifique, moral, philosophique) produisant un effet burlesque. Cet effet d'érudition, très présente dans les premiers ouvrages de cette série de proses, risquant d'éblouir mais aussi de lasser le lecteur, se réduit au profit d'une écriture plus sensible qu'intellectuelle, avec le choix du français et la prise de distance par Beckett par rapport au style de Joyce.
- Exemple de digression thématique érudite, intervenant alors que les personnages portent un toast à la mémoire de Murphy : « Souvenez-vous qu'il n'existe pas de triangle, quelque scalène qu'il soit, dont une circonférence de cercle quelconque ne traverse les soi-disant points d'intersection. Souvenez-vous aussi que l'un des larrons fut sauvé[n 29],[B 71] »

L’œuvre narrative est à la fois une fiction et un discours sur cette fiction, et la place du commentaire dans l'écriture de Beckett s'accroît graduellement, non seulement dans la construction du roman lui-même, mais aussi par le travail de retour sur le texte que constitue l’auto-traduction. Depuis Murphy, puis Watt et Mercier et Camier qui marquent la transition de l'anglais vers le français avant la Trilogie en français, jusqu'à l'Innommable, le style évolue en multipliant les répétitions et les retours, les digressions ou l'énumération obsessionnelle (l'« épuisement ») de toutes les solutions d'une situation donnée, sapant ainsi les fondements du genre romanesque.

#### La voix et les personnages
Les aléas de la voix du narrateur constituent alors la dernière aventure romanesque, voix toujours en danger de narration, risquant de filer le coton de la fiction. Parmi les romans qui précèdent la Trilogie, et qui forment selon Beckett lui-même une série, Watt représente un tournant, établissant une opposition entre d'une part le monde des hommes et des choses et d'autre part les mots. Cette opposition est ensuite approfondie dans les romans ultérieurs, où le « soulas sémantique » vient au secours de la détresse des personnages, jusqu'à devenir le sujet principal de l'Innommable.
Les personnages de Beckett sont bavards, il racontent des histoires, le plus souvent dans le registre de l'absurde et de l'insignifiant, anecdotes que chacun raconte pour passer le temps, monologues souvent si désaccordés que ce sont des monologues parallèles. Ces histoires finissent pourtant par produire du sens, et Beckett parvient finalement à exprimer quelque chose de la vie en ne disant rien ou très peu. Raymond Federman montre comment Beckett mêle pseudo-réalité et sous-fiction, et fait converger les voix de l'auteur, du narrateur et du héros, pour dénoncer l'aspect illusoire de toute fiction, ces histoires qui prétendent passer pour la réalité.
Contrairement aux pièces de théâtre, les personnages des romans s'agitent beaucoup, mais en succédanés d'action, parfois comiques, souvent absurdes, insignifiantes. Personnages très peu personnifiés, difficiles à définir, beaucoup ont tendance à se confondre à travers une initiale M, ou inversée en W, et se ramènent finalement à une seule et même personne non identifiée objet de l'Innommable, masques du narrateur. Ils vont par couples, illustrant un dilemme : autrui me permet de croire à mon existence ; autrui m'empêche d'être moi-même. Ces romans et nouvelles font intervenir de nombreux souvenirs d'enfance et de jeunesse et d'éléments personnels, pour finalement une écriture de soi, mais sans pour autant que l'auteur raconte l'histoire de sa vie, formant ainsi une « autographie ».

#### Une esthétique du confusionnisme
« L'erreur, la faiblesse tout au moins, c'est peut-être de vouloir savoir de quoi on parle. À vouloir définir la littérature, à sa satisfaction, même brève, où est le gain, même bref ? […] Il faut crier, murmurer, exulter, insensément, en attendant de trouver le langage calme sans doute du non sans plus, ou avec si peu en plus. »

— Beckett, à Georges Duthuit le 11 août 1948
« Nul système à construire à partir des romans de Beckett » bien qu'il ait lu de nombreux philosophes, J.-F. Louette le rappelle, cette remarque est valable aussi bien pour la prose que pour l’œuvre théâtrale, Beckett décourage toute interprétation définitive en interdisant de les prendre au sérieux. Dans les premiers ouvrages, il affiche avec une érudition bouffonne et sûre, mais sans se soucier des conventions, des références et allusions à des spéculations philosophiques diverses (Descartes, Geulincx, Vico, Schopenhauer…) par des persiflages, collages et transpositions caricaturales. Les ouvrages suivants font appel de plus en plus aux figures rhétoriques, qui deviendront habituelles, pour créer la confusion : épanorthose, humour, et syllepse de sens.

« Beckett met en pratique une esthétique du confusionnisme, qui crée une sensation de nivellement alors même qu'elle multiplie les distinguos, en raison précisément du flou qu'entraîne l'avalanche des nuances sémantiques, ou, plus largement, d'interprétations. »

— Yann Mével, L'imaginaire mélancolique de Samuel Beckett
J.-F. Louette recense par exemple pour Molloy cinq interprétations proposées par des auteurs critiques, avant de suggérer la sienne en synthèse, selon laquelle Beckett propose un « non-savoir paisible », forme de renoncement à la sagesse, qui serait la forme ultime de la sagesse.
Ce qui pourrait échapper à la confusion et au désastre du savoir érudit, Beckett le dégrade encore par le burlesque et la trivialité, comme le souligne Adorno, « ce qu'il y a de philosophie chez Beckett, il le dégrade en déchet culturel » et Beckett fait ainsi subir à la philosophie une « métamorphose prosaïque » donnant aux spéculations abstraites une dimension de banalité quotidienne, athéisme artistique qui rejette toute croyance en un au-delà littéraire, pour une refondation matérielle du geste de la littérature.
Le narrateur beckettien, aux prises avec les mots, n'a de cesse de ruiner sa crédibilité, contribuant ainsi au discrédit du sens, et ce narrateur problématique devient le sujet de l’œuvre, d'un récit en train de s'écrire, avec l'ambition d'une littérature entrant dans l'âge de l'abstraction pour exprimer la vie en ne disant rien, ou très peu.

« honni soit qui symboles y voit »

— Beckett, Watt - dernière phrase du roman
Beckett n'écrit aucune fin dans son œuvre, radicalisant ainsi l'idée d'un « work in progress », mouvement de poursuite d'un ouvrage à l'autre. Cette voix, « pourquoi ne peut-elle s'arrêter ? Justement parce qu'elle veut le faire définitivement. En tant que discours sans fin du vouloir-finir, elle tourne autour du mystère originel. Elle veut dire le mot ultime qui ne laisse plus rien à dire, ce mot qui n'existe pas et pour lequel la parole existe. C'est un cercle vicieux dans lequel la volonté désespérée est identique à la volonté de ne pas arrêter [...] La prétention à la vérité devient d'autant plus pressante qu'elle apparaît plus clairement irréalisable ». Effet de ressassement et d'épuisement du dernier ouvrage en prose, L'Innommable, « ton fiévreux » où il semble que la voix dise toujours la même chose, c'est-à-dire rien ou un « presque rien » dans un mouvement qui se dérobe constamment à sa propre fin, laissant ainsi indécidables, faute de sens, toutes les interprétations.

Beckett enferme ainsi dans sa dialectique le lecteur, pris dans sa quête d'un sens à donner à ces fictions, prétention à la vérité que les images employées peut susciter, mais qui lui est refusée dans le même temps, et le jeu poétique apparaît comme un échec incessant de la quête de vérité. Mais le lecteur qui se convainc alors que ces interprétations qui s'imposent à son esprit lui sont en fait interdites par le texte, et qui se rabat sur une lecture purement abstraite des romans, se heurte encore à cette injonction de Beckett : « imagination morte, imaginez », puisque l'esprit humain est ainsi fait qu'il ne peut s'empêcher de donner du sens.

#### On dirait du Beckett
« Une langue sans style, une langue en mouvement sans cesse se défigurant, telle serait la langue de Beckett. Se trahissant, s'effaçant et renaissant, inventant inlassablement un rythme qui empêche le sens de prendre, de se figer en forme, en figure (de style, de rhétorique). »

— Evelyne Grossman, La défiguration

##### Une grammaire particulière
Les allers-retours de Beckett entre les deux langues, anglaise et française, font naître un « ton beckettien », tiers-langage neuf incorporant en l'infléchissant le génie propre à chacune.

Signature de Beckett
Une langue « sans style » mais signée.

Dans sa recherche d'une abstraction dans la littérature, Beckett porte dans ses romans ce langage à une sorte d'apothéose non pas en tendant vers le silence comme dans ses textes ultérieurs, mais en exploitant toutes ses ressources en l'absence de choses à exprimer ou à raconter. « Le langage se présente pur, tout-puissant dans sa nudité, dans son manque de rapport à une réalité, à une situation, à un contenu dans le sens traditionnel du roman. […] La parole […] émerge douée de vie, constituant toute seule le champ d'attraction de l’œuvre ».
Oralité feinte, par l'ordre de la phrase, ou par les répétitions, phrases nominales, commentaires méta-énonciatifs ou d'impuissance devant le langage, récits désorganisés par du spontané, ou des digressions incontrôlables.
La langue de Beckett est « sans style », minimaliste : de longues phrases parataxiques, complexes mais non subordonnées, ponctuées de virgules, à l'époque où il se libère, dans ses romans, de l'influence de Joyce pour créer une « littérature du non-mot » qu'il souhaite.
Pourtant, malgré les apparences, la langue de la prose de Beckett n'est pas simple, et chaque ouvrage oppose à la lecture une résistance en raison d'une grammaire particulière, fondée sur des règles que le lecteur doit discerner. « Recherche d'une langue autre, avec pour horizon le modèle idéal de la musique où la tension entre le sensible et l'intelligible est la plus grande ».

##### La ponctuation
« Mon travail est un corps de sons fondamentaux (sans jeux de mots) produits aussi pleinement que possible et je n'accepte de responsabilité pour rien d'autre. »

— Beckett, à Ludovic Janvier
L'étude des variantes de ses écrits montre que Beckett apportait un soin particulier à la ponctuation, pour imposer le rythme à la lecture et produire les effets rhétoriques ou stylistiques recherchés. Sa prose narrative fait apparaître certains écarts par rapport aux usages, habituels en français et reconnus par les grammaires normatives : présence plus fréquente de virgules en fin de phrase, plus rare en début de phrase (relevée par Karine Germoni) ; usage ou absence inhabituels de points d'exclamation (relevés par Georges Mathieu). Le lecteur français perçoit automatiquement ces écarts et identifie la motivation de l'auteur.
Le rythme par les virgules
- Sur le plan rhétorique, les virgules ajoutées en fin de phrases peuvent introduire un effet d'épanorthose en introduisant un élément qui modérera ou inversera le sens initial, ou mettra en évidence le mot ou le syntagme qui suit. Les virgules en fin de phrase permettent également l'ellipse ou le renversement sémantique, souvent suivies par les syntagmes pour le moment ou en un sens ou bien un peu, expressions fréquentes qui deviennent des repères familiers au lecteur[172].

Exemples d'utilisation rhétorique de la virgule :
- effet modérateur : « Monsieur Knott était un bon maître, en un sens »
- double retournement de sens : « Je traversai la rue et me retournai vers la maison qui venait de m'émettre, moi qui ne me retournait jamais, en m'en allant »

- Sur le plan stylistique, les virgules ajoutées en début de phrase peuvent donner un sentiment de proximité, comme si l'auteur écrivait dans le présent du lecteur[174]. Un style qui n'est pourtant pas un décalque systématique de l'oral, mais permet aussi, selon les indications de Beckett lui-même, de distinguer la nature des voix : voix intérieures, par un usage modéré de la virgule (Nouvelles, Malone meurt) ou voix extérieures (Textes pour rien) allant jusqu'à un essoufflement vocal paroxystique[175].

Exemples d'utilisation stylistique de la virgule :
- Effet d'oralité : « Un autobus me transporta, à la campagne. Je m'assis dans un champ, au soleil »
- Essoufflement de la voix intérieure : « Mais le désir de savoir, qu'est-il devenu, elle se le demande, il n'y est pas, le cœur n'y est pas, la tête n'y est pas, personne ne sent rien, ne demande rien, ne cherche rien, ne dit rien, n'entend rien, c'est le silence »
- Effet de rythme : « Où irais-je, si je pouvais aller, que serais-je, si je pouvais être, que dirais-je, si j'avais une voix, qui parle ainsi, se disant moi ? »

L'exclamation
Beckett s'écarte généralement de l'usage majoritaire, et recommandé en français, de l'exclamation, pour des raisons métadiscursives et réflexives, surtout dans les trois romans de la Trilogie. Après des termes tels que ah, ou quel, une absence de point d'exclamation donne au lecteur un sentiment de monologue intérieur, où l'intonation est généralement considérée comme absente. Cette absence produit également une exclamation à demi-étouffée, avec là encore un effet d'épanorthose. Cet usage de Beckett, comme son refus d'utiliser des points de suspension, peut aussi être de sa part un refus d'un usage pléonastique, lorsque le contexte ne permet pas l'équivoque.
- Absence de points d'exclamation à la suite d'une exclamation pointée, marquant un découragement : « Les longs mois de calme, anéantis en un instant ! Du calme, du calme, dit-il, ne vous laissez pas aller, du courage, allez, hop, debout, assez. »[B 86]
- Exclamations étouffées et, de plus, isolées des paragraphes : « Quel ennui. [...] Quelle misère[B 87]. ».

Beckett utilise par contre toujours le point d'exclamation pour souligner un effet de réduplication, lorsqu'il répète des termes déjà employés dans la phrase précédente, cet usage étant assez courant dans sa prose.
- Point d'exclamation soulignant une réduplication : « Mais à vrai dire (à vrai dire !)[B 88] » ou encore :« Murphy [...] s'en allait, revenait trouver la réponse (la réponse !)[B 89] ».

### Les dernières proses
Les textes en prose de la seconde période de Beckett sont ceux écrits après Godot et Fin de Partie, alors qu'il compose également des œuvres de genres très divers : poèmes, pièces radiophoniques, télévisuelles ou théâtrales, scénarios. Les versions anglaises de trois de ces textes en prose (Compagnie, Mal vu mal dit, Cap au pire) ont été regroupées en une seconde trilogie sous le titre Nohow On par ses éditeurs américain (Grove Press) et anglais (Calder), malgré l'opposition de l'auteur mais cette présentation est reprise ensuite par beaucoup de critiques. Les textes de cette période, qui rassemblent également Comment c'est, Soubresauts, et les Foirades, ont cependant peu de chose en commun dans leur forme : certains sont écrits en anglais, les autres en français, dans une grande diversité formelle et avec des techniques d'écriture non comparables.
Après l'exubérance baroque de la première période, ces textes constituent une œuvre plus resserrée, de plus en plus brefs : en 1961 Comment c'est compte 257 pages, Compagnie 88 pages en 1979, et Soubresauts seulement 28 pages en 1989. Au-delà de cette épure formelle, une certaine unité thématique apparaît cependant. À travers un nombre limité de mots ressassés et quelques images obsédantes, on atteint « l'essence poétique, pur son et pure image ». Il s'agit encore de récits qui sont en même temps des réflexions sur ces récits mêmes : « il ne s'agit plus d'un récit, même conduit dans le présent sous forme du monologue intérieur. [...] Peut-être ne sommes-nous pas en présence d'un livre, mais peut-être s'agit-il bien plus que d'un livre : de l'approche pure du mouvement d'où viennent tous les livres ».
Le thème de l'écriture se resserre autour de l'expérience du deuil et de la mélancolie « la folle du logis s'en donne à cœur chagrin ». Les personnages sont souvent des vieillards. À force de chuter, ils sont réduits à l'immobilité, dénuement ultime et l'écriture fragmentaire constitue une mise en scène de cette perte. Par son degré de compression, une part de l'œuvre reste obscure au lecteur, et sa lecture devient une expérience de cette mélancolie : dans ces tragédies dépourvues d'action, « ce qui compte, ce n'est pas ce qui est affirmé, mais ce qui manque, quelque chose a été égaré quelque part. C'est peut-être Dieu, c'est peut-être moi ».

## Interprétations sauf erreurs
« [Hamm] On n'est pas en train de… de… signifier quelque chose ?
[Clov] Signifier ? nous, signifier ! Ah elle est bonne !
[Hamm] Je me demande. Une intelligence, revenue sur terre, ne serait-elle pas tentée de se faire des idées, à force de nous observer ? »

— Beckett, Fin de partie

### Épanorthose mais sentiment de sens
« Il n'est peut-être pas trop tôt pour faire l'horrible suggestion que l'art n'a rien à voir avec la clarté, ne fréquente pas la clarté et ne clarifie pas. »

— Beckett, Disjecta
Dans Fin de partie, Clov et Hamm évoquent le risque de la signifiance (serions-nous en train de signifier quelque chose ?), en présence d'un intelligence susceptible de les surprendre. Par l'épanorthose, ou plus explicitement, chaque ouvrage tourne en ridicule les tentatives de comprendre ses enjeux. Pour Beckett c'est même l'épanorthose qui semble être la « chose à dire » et Bruno Clément souligne que « son second moment, qui revient sur le premier, non pour le nier mais pour l'affaiblir, en exclut un troisième qui ferait entrer le tout dans une dialectique » et invalide toute tentative herméneutique. Toutes les interprétations sont généralement possibles, y compris l'absence de sens, mais chaque interprétation devrait être accompagnée de la mention : sauf erreur.
- Exemple d'épanorthose chez Beckett : « Qu'à cela ne tienne, il est content. Non. N'exagérons rien. Il n'est pas mécontent. [...] L'accord est parfait. Et il le sait. Non. Gardons la mesure. Il le sent[B 93]. »

Beckett s'est ainsi toujours opposé à fournir une interprétation à ses œuvres, citant Proust « Une œuvre où il y a des théories est comme un objet sur lequel on laisse la marque du prix », et n'a même jamais laissé entendre que ses ouvrages puissent faire l'objet d'interprétations philosophiques (sans pour autant affirmer explicitement le contraire). Dans une lettre à Michel Polac qui l'interrogeait en 1952 à propos de Godot, il exprime très clairement ce refus : 

« Je ne sais pas plus sur les personnages que ce qu'ils disent, ce qu'ils font et ce qui leur arrive. [...] Tout ce que j'ai pu savoir, je l'ai montré. Ce n'est pas beaucoup. Mais ça me suffit, et largement. Je dirais même que je me serais contenté de moins. Quant à vouloir trouver à tout cela un sens plus large et plus élevé, à emporter après le spectacle, avec le programme et les Esquimaux, je suis incapable d'en voir l'intérêt. Mais ce doit être possible. »

Il décourage ainsi toute démarche herméneutique, mais est encore plus explicite sur le principe même d'un symbolisme : « Qu'à chaque instant des Symboles, des Idées et des Formes se profilent, cela pour moi est secondaire, derrière quoi ne se profilent-ils pas ? À les préciser en tout cas on n'a rien à gagner ». Tout au plus évoque-t-il en 1967, et à contre cœur, deux pistes lors d'un entretien : « Si j'étais dans la position peu enviable d'avoir à étudier mon travail, mes points de départ seraient Rien n'est plus réel... et le Ubi nhil vales..., tous deux déjà dans Murphy, et aucun d'entre eux très rationnel ».
L'abstention suprême est ainsi ce « refus d'appuyer le sens lorsque tout a reposé sur du sens - rien à voir bien sûr avec les trémolos de l'existentialisme officiel exploitant l'absurdisme ». Sur l'exemple de Mal vu mal dit, Martin Mégevand estime malgré tout que le projet de l’œuvre semble être de susciter chez le lecteur (au-delà de l'ironie toujours présente dans la représentation) « la survenue d'affects puissants, de le saisir, c'est-à-dire d'éveiller, par une poétique de l'image saillante, ses pathemata [passions de l'âme] sur le fond du récit d'un désastre qui retrace les processus de destruction opérant à la fois dans le monde, dans la langue et dans l'histoire » et produisant un « sentiment de sens » qui continue de hanter le lecteur une fois refermé le livre.

### Les chercheurs duDépeupleur
« Il faut que le discours se fasse. Alors on invente des obscurités. C'est de la rhétorique. »

— Beckett, L'Innommable
Dans une étude sur Le dépeupleur, Antoinette Weber-Caflisch montre que ce texte peut être « interprété » comme une allégorie de la lecture interprétative, Beckett y évoquant ce que le lecteur peut, ou doit, attendre quant à une éventuelle interprétation de ses textes.

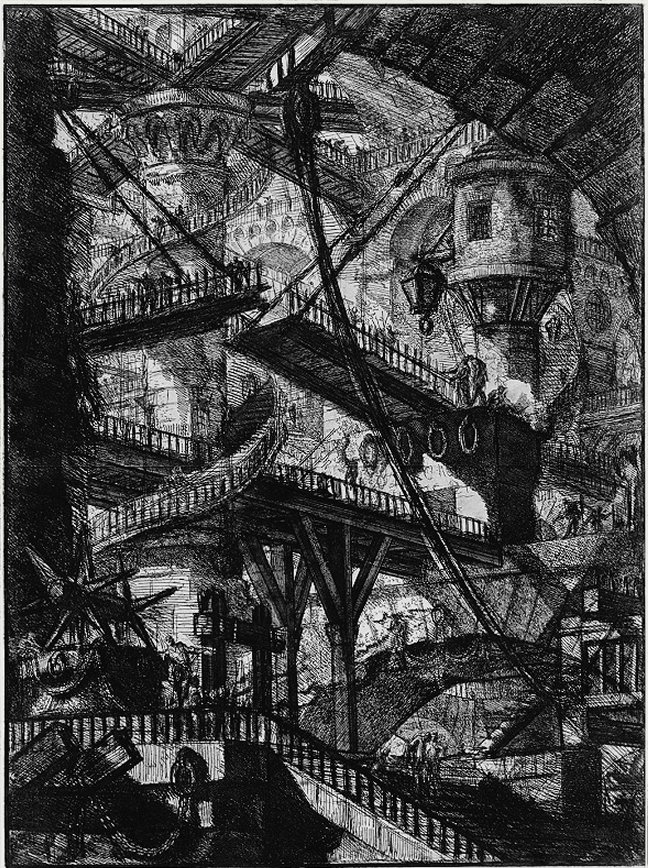
Piranèse The Drawbridge'Seul le cylindre offre des certitudes et dehors le mystère

Dans Le Dépeupleur, Beckett met en scène, à l'intérieur d'un cylindre, un « fonctionnement », et un « personnel », et ce texte serait auto-référentiel car une partie des agents constituant le personnel, et qui s'appellent les « chercheurs », pourraient symboliser le lecteur obsédé par la quête d'un sens. Or Beckett ajoute deux précisions relatives à la quête de ces chercheurs :
1. « Quoi qu'ils cherchent, ce n'est pas ça[B 98] »
2. le séjour est « assez vaste pour permettre de chercher en vain[B 99] »

et, comme le remarque finement Antoinette Weber-Caflisch, on peut dire qu'à l'intérieur du cylindre où ils restent confinés, « la seule chose certaine c'est qu'ils tournent en rond ».
Ces chercheurs seraient alors une image en abyme des lecteurs, lorsqu'ils tentent d'accéder par des échelles à des « niches » pour y loger des hypothèses de lecture, alors que le texte, abstrait, se refuse à toute interprétation. Le lecteur pourrait alors tenter de se convaincre de cette impossibilité d'interpréter le texte, mais Beckett lui refuse même cette sortie, considérant que l'esprit humain est ainsi fait qu'il ne peut s'empêcher d'interpréter : « imagination morte imaginez ».
Comme tous les ouvrages de Beckett, Le dépeupleur défie la vraisemblance, n'est pas une vision réaliste du monde. Il se termine sans s'achever, donc sans épuiser les possibles de sa signification. Antoinette Weber-Caflisch propose ainsi douze interprétations possibles pour ce seul texte, qui semble même fait pour les susciter. L'écriture de Beckett mobilise ainsi moins d'énergie pour créer le sens que pour empêcher sa détermination. Il crée « un monde ni possible ni impossible, espace de jeu pour notre esprit ».

### Sauf erreurs
« De tout temps le bruit court ou mieux l'idée a cours qu'il existe une issue. Ceux qui n'y croient plus ne sont pas à l'abri d'y croire de nouveau »

— Beckett, Le dépeupleur
Beckett refuse particulièrement la qualification de « théâtre de l'absurde » et Alain Badiou repousse les interprétations habituellement attachées à l’œuvre de Beckett : « Non, l’œuvre de Beckett n'est pas ce qu'on a toujours dit qu'elle était : désespoir, absurdité du monde, angoisse, solitude, déchéance. », avant de proposer lui-même sa propre interprétation de cette œuvre.
Dans Le dépeupleur, certains « chercheurs » sont qualifiés de « vaincus ». Alain Badiou souligne cependant, comme Antoinette Weber-Caflisch, que les chercheurs vaincus ne sont pas défaits de n'avoir pas trouvé, ou défaits par quelqu'un d'autre, mais d'avoir renoncé à leur recherche, à leur désir. Badiou interprète ainsi le Dépeupleur : pour ceux qui malgré tout, après avoir renoncé, désireraient désirer de nouveau, la défaite est cependant réversible, car si le désir s'amoindrit ou s'annule, ce choix de renoncer détruit tout, mais la possibilité reste indestructible car l'esprit humain ne peut se soustraire à cette injonction : Imagination morte, imaginez.
Son œuvre est gonflée de signification, mais si la motivation originaire de Beckett a été affective, elle n'en laisse plus rien paraître. Le sens en est étroitement solidaire de ses choix formels, et s'épuise avec eux, mais son but est d'« exposer à sa façon propre le comment c'est de la vie ». Elle est devenue un produit intellectuel d'où sont chassés l'intuition et les battements de cœur du « vieux style », et affiche un « non-savoir ». Si l’œuvre de Beckett peut avoir non pas une signification mais une influence, c'est pourtant bien dans le domaine de l'éthique. Eoin O'Brien, médecin, exprime ainsi cette influence : « [J'ai été] changé par lui comme personne d'autre n'aurait pu le faire. J'ai maintenant une compréhension de l'être humain, une sensibilité à l'égard de l'humanité que personne d'autre n'aurait su m'inculquer au cours d'un long apprentissage pourtant destiné en principe à cela ».

« Quelque chose qu'il a voulu taire et qui devait toucher à la grande pitié par lui ressenti de la souffrance humaine. Il l'a exprimé d'une façon que chacun peut interpréter comme il l'entend. Révolte ouverte ou humble soumission. Le paradoxe était et demeure son beau souci et son secret »

— Robert Pinget, Notre ami Sam

## Autres aspects de l’œuvre

### Le bilinguisme
« Beckett, l'exilé, l'étranger, a préféré alterner les langues et demeurer leur invité »

— Chestier, Beckett
Le bilinguisme distingue cette œuvre « monstrueuse, bifide » de toutes les autres et en constitue l'essence même. Le projet d'écrire, avant même d'écrire, prend en compte cette composante. En 1937 déjà Beckett écrivait en allemand à un destinataire germanophone « vous ennuyez-vous autant à lire mes lettres en allemand que moi à en composer en anglais ? [...] Cela devient en effet de plus en plus difficile pour moi d'écrire en anglais soigné » et Joyce lui avait conseillé de lire Vico : « quiconque désire exceller en tant que poète doit désapprendre la langue de son pays natal, et retourner à la misère primitive des mots ». Ces questions sont présentes également chez Barthes ou Blanchot, mais Beckett y apporte une réponse originale avec le bilinguisme. Joyce se démarque de l'anglais par le lexique, alors que Beckett choisit de travailler sur la syntaxe.
En 1945, Watt, écrit en anglais, est une œuvre académique, raffinée, et apparaît à Beckett comme une impasse littéraire. Il choisit alors de se détourner de l'anglais, coupable de maintenir l'ancien ordre littéraire, et qui représente « un voile à déchirer ». De plus sa véritable langue maternelle est le gaëlique, et il pourrait dire de l'anglais, comme Joyce, « Mon âme s'exaspère à l'ombre de son langage ». De l'irlandais, « l'anglais du roi » il gardera sa faconde et l'humour, parfois de mauvais goût.
Doué d'une extraordinaire faculté à assimiler les secrets d'une langue, ses dons linguistiques sont remarqués dès ses années d'étudiant à Trinity College, et il n'éprouve aucune difficulté à s'exprimer en français (ainsi qu'en allemand et en italien). Déjà en 1937 il écrivait des poèmes en français, en 1939 achevait la traduction de son premier roman, Murphy, et il choisit cette langue comme moyen d'expression. Il affecte cependant en français une maladresse fondamentale, un langage voué à manquer l'essentiel, maladroit, faible, simple, familier, hésitant, mais qui se corrige et se moque de son ignorance.
Beckett répond parfois par des boutades (« faire remarquer moi ») lorsqu'on l'interroge sur les raisons de l'écriture en une langue étrangère. Michael Edwards, autre écrivain parfaitement bilingue, remarque cependant qu'au-delà de la recherche vers l'abstraction littéraire, sa véritable motivation, il invoque également le plaisir de l'écrivain « j'en avais envie, voilà » et la joie simplement de travailler le langage « c'était plus passionnant pour moi, d'écrire en français ». Beckett se justifie finalement par la quête d'une langue « sans style » du fait de l'étrangeté qu'on éprouve à l'égard d'une langue acquise, lui permettant de se libérer des clichés et d'obtenir une certaine maladresse dans l'expression. Il évite ainsi le « moment où, sûr de sa langue, l'écrivain approche le beau, l'accompli et le définitif »
L'exercice de décalage linguistique trouve cependant sa limite avec les Foirades, D'un ouvrage abandonné et les Textes pour rien. Mais l'usage du français lui a permis de déstabiliser la langue maternelle, et il peut dès lors revenir parfois à l'anglais comme à une langue étrangère. Ce changement de langue n'est cependant pas un simple changement de tonalité ou de technique (l'anglais langue théâtrale, le français langue narrative...), le bilinguisme libère l'auteur des automatismes propres à chaque langue.
Pour Compagnie, Beckett écrit le premier texte en anglais, puis le traduit et le publie d'abord en français avant de réviser le texte anglais. Chiara Montini met en évidence des écarts de traduction entre les deux textes, qui ne sont ni original ni copie, jouant parfois sur les mots pour valoriser un léger écart de métaphore entre les deux langues. Pour Mercier et Camier, elle met même en évidence des interactions entre les deux textes, l'un commentant l'autre par intertextualité.
Michael Edwards suggère que la meilleure compréhension est celle d'un anglophone lisant la version française, peut-être parce qu'il est en mesure lui-même de percevoir ces subtilités culturelles propres à chaque texte.

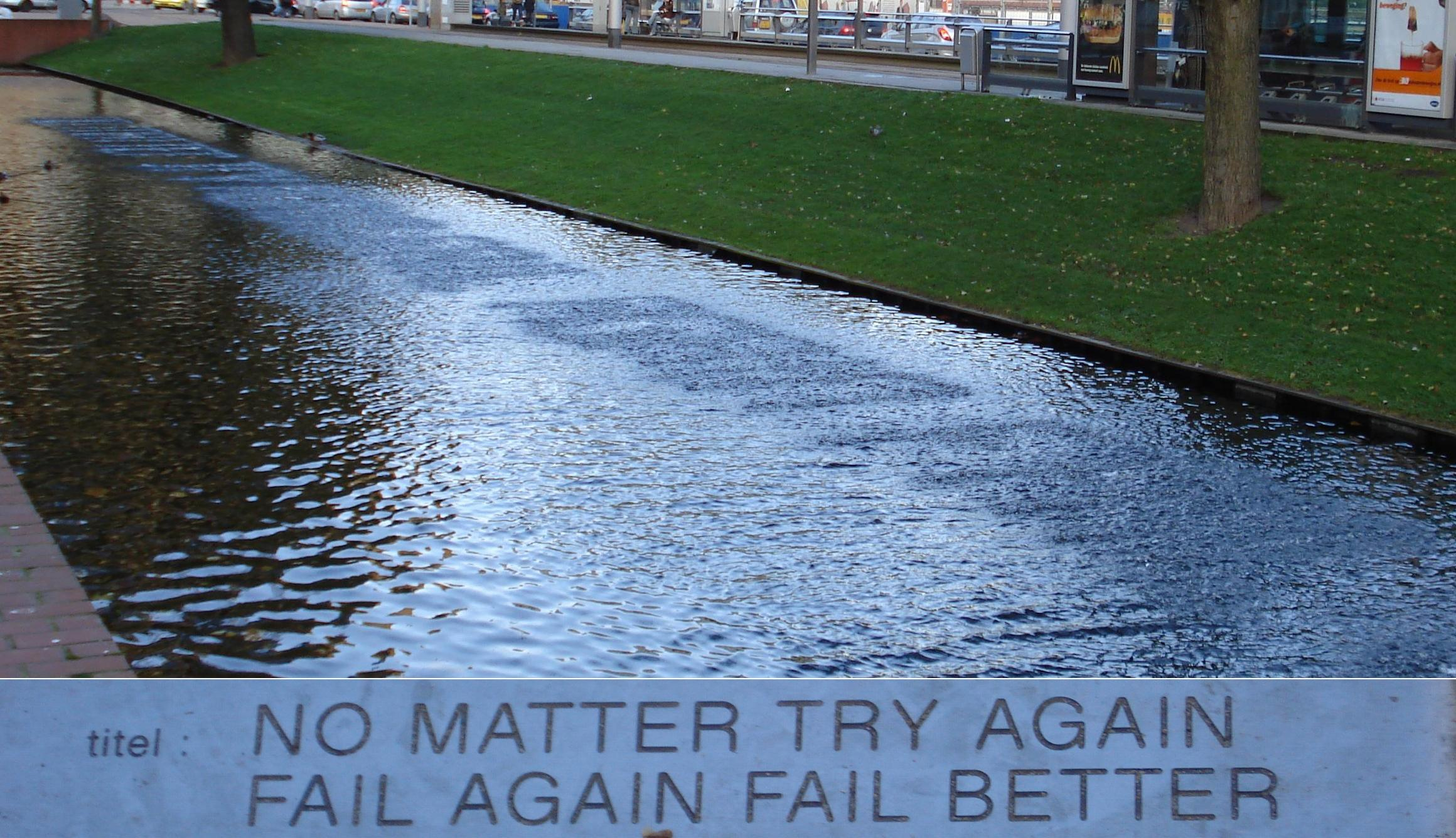
En 2001, une œuvre d'art sur l'eau a été installée par Job Koelewijn dans le Westersingel, Rotterdam intitulée Formule B, basée sur un texte de Worstward Ho.

C'est donc à Beckett qu'il revient de faire les traductions de ses textes, et, s'il en laisse le soin à d'autres (Bowles, Pinget), il doit les reprendre mot à mot : « d'une façon générale, je sais que je ne supporterai pas mon travail traduit en anglais par un autre. Et réviser, comme j'essaie de le faire en ce moment, me donne encore plus de mal que de traduire moi-même, et pour un résultat déplorable ». Il considérait cependant Worstward Ho comme intraduisible du fait de la disparition des pronoms dans la version anglaise.
Ces auto-traductions constituent en fait des re-créations, et produisent deux œuvres originales (et même trois pour Godot que Beckett traduit également lui-même en allemand). Il travaille beaucoup sur la voix, le rythme des phrases (en particulier à travers les combinaisons et répétitions), travaille ainsi plusieurs versions de Malone meurt, mais peut apporter des modifications plus fondamentales, par exemple dans L'Innommable, où il semble poursuivre l'épanorthose en passant de la version française à l'anglaise, et pour Comment c'est,.
Enfin, Antony Cordingley souligne avec de nombreux commentateurs que les couples de personnages, si fréquents chez Beckett, prennent la forme d'allégorie de l’œuvre bilingue, « chaque personnage/ version s'interprétant et se réinterprétant imparfaitement », la figure de l'auto-traduction est ainsi présente en particulier dans Watt, En attendant Godot et Fin de partie.

### L'humour
« [Hamm] Veux-tu que nous pouffions un bon coup ensemble ?
[Clov] Je ne pourrais plus pouffer aujourd'hui »

— Beckett - Fin de partie
L'humour est très présent dans la prose et le théâtre de Beckett. Depuis les premières œuvres, traduites de l'anglais (Murphy, Watt...) dans lesquelles on perçoit cette tradition irlandaise, et jusqu'à Comment c'est, l'humour est en fait omniprésent sous forme d'ironie, de jeux de mots, de plaisanteries ou de situations comiques. Il permet à Beckett d'être « tout à fait lui-même » selon Clément Rosset, en particulier par un humour « bien irlandais », parfois de mauvais goût, empreint d'obscénité, contrastant aussi avec d'autres passages où le comique naît de l'usage d'un français pur, pédant ou archaïque.
Sa nature évolue cependant dans sa nature, d'« un rire énorme à propos du monde » dans les premiers romans à une ironie plus personnelle. Il devient progressivement moins comique, plus discret, après Comment c'est, puis s'estompe et se raréfie après Compagnie, enfin est absent des derniers textes comme Soubresauts.
Il n'est cependant jamais destiné à faire rire. Il est d'abord, selon Clément Rosset, « le ressort qui permet à la voix beckettienne d'être humaine et vivante, […] perpétuel stimulateur cardiaque », et renforce l'originalité de l’œuvre, sans en être pour autant un élément principal.
L'humour y relève souvent de l'insolite, de détails pittoresques ou de commentaires incongrus, dans un écart créé entre les mots et les situations, et en cela participe de l'épanorthose (« un tel plaisir que c'était presque une absence de douleur »), autre figure de style omniprésente, en amoindrissant la dimension tragique des situations dans lesquelles sont plongés ses personnages. Rire sans joie, c'est le rire noétique, sa fonction est ainsi de montrer sans prendre parti, en refusant d'appuyer le sens, et en évitant « les trémolos de l'existentialisme officiel exploitant l'absurdisme ».
Beckett explique que « rien n'est plus grotesque que le tragique, et il faut l'exprimer », et il présente dans son théâtre « une humanité au corps malade et aux pieds fatigués, ».
Alain Badiou estime ainsi que la vraie destination du comique de Beckett est humaniste : « ni symbole ni dérision, mais un amour puissant pour l'obstination humaine, pour l'increvable désir, pour l'humanité réduite à sa malignité et à son entêtement », et c'est bien ainsi que Beckett met en scène « ce sourire qui vient lorsqu'on songe à la condition humaine, un sourire que les bombes ne peuvent effacer, pas davantage que les élixirs [...] ne peuvent le rendre plus large, le sourire qui tourne en dérision les nantis et les démunis, ceux qui donnent et ceux qui prennent, la maladie et la santé ».
Le comique joue alors un rôle central pour éviter l'abstraction philosophique et l'esthétique de la sensibilité et préserver le tragique de l'écueil de la sentimentalité : le seul moyen de se garder du ridicule est de l'assumer entièrement, et Beckett parvient à préserver l'émotion tout en faisant échec au pathétique grâce à l'humour (associé à une hypertrophie de la rationalité). Il prend simplement acte du malheur, en le représentant, parfois en l'exagérant, mais sans l'analyser ni le contester.
Ionesco croit retrouver chez Beckett « le sentiment d'une fissure profonde entre Dieu et l'homme » que présentait déjà Synge, et estime que « Tout Beckett [...] est une sorte de sarcasme métaphysique » en regrettant cependant que l'ironie n'y soit pas encore plus présente dans « la plainte de l'homme contre Dieu ». Cette ironie, Beckett l'applique également à lui-même s'observant dans l'acte d'écrire, dimension réflexive qui est également présente dans toute l’œuvre.

### Beckett traducteur
Samuel Beckett a eu une activité de traduction constante et importante, et Christine Lombez rappelle qu'il est issu d'une nation irlandaise réellement bilingue, avec le gaëlique et l'anglais.
Si des motivations prosaïques sont mises en avant, cette activité fait cependant partie intégrante de son œuvre. Traduire d'autres auteurs est également « un défi de création [...] un acte de création total, mûri dans l'entre-deux fécond des cultures », cette activité a un impact sur sa conception de la littérature, et ces influences (en particulier celle d'Apollinaire, sur sa poésie) fournissent des éléments permettant de mieux comprendre son œuvre déroutante.
De l'anglais vers le français, Beckett participe surtout, en collaboration avec Alfred Péron, à une traduction d'Anna Livia Plurabelle que Joyce ne retiendra finalement pas. Depuis le français, il réalise l'auto-traduction d'une grande partie de son œuvre, traduit des poètes modernes (Rimbaud, Apollinaire, Éluard) qu'il a « toujours plaisir à traduire », des surréalistes (Breton, Tzara, Crevel) sans pour autant se sentir proche de ce mouvement, mais aussi des œuvres classiques (Chamfort). Il envisage également de traduire Sade qui « le remplit d'une espèce d'extase métaphysique » dont il admire le style, y renonce par crainte de l'impact sur sa réputation littéraire, mais reste cependant intéressé par cet auteur dont il traduit plus tard quelques lettres qui seront publiées par Gilbert Lely et qu'il trouve « extrêmement belles ».
Il réalise également des traductions vers l'anglais d'auteurs italiens (Montale), de langue allemande (Rilke) et de langue espagnole (anthologie mexicaine réunie par Octavio Paz)

## Relations avec les autres arts

### Peinture
« Le discours prend naissance dans l'image, comme la littérature prend naissance dans le pictural »

— Lassaad Jamoussi - Esse est percipi
Samuel Beckett dispose d'une mémoire visuelle stupéfiante, gardant la mémoire de chaque exposition et des tableaux, leur composition, leur couleur et leur impact. Cette disposition naturelle favorise la prise en compte constante de la peinture dans sa conception littéraire et dans ses œuvres. Il entretient, tout au long de sa vie, des relations profondes et durables avec le monde des arts plastiques. Ses écrits critiques sur la peinture, « entre création et empêchement » éclairent son œuvre littéraire.

#### Une culture étendue
« Qu'est-ce en effet que cette surface colorée qui n'était pas là avant ? Je ne sais pas, n'ayant jamais rien vu de tel, en tout cas si mes souvenirs de l'art sont exacts »

— Beckett - Trois dialogues
Avant la guerre, il court les musées et les galeries à Dublin, pendant ses voyages en Allemagne qu'il décrit comme un « périple de musée en musée », et à Paris. Thomas MacGreevy puis Georges Duthuit l'initient à l'histoire de l'art. Il admire la peinture allemande des années 1920 et 1930, s'intéresse surtout à la peinture moderne et d'avant-garde, et rejette le courant surréaliste. Sa culture comprend une variété de genres, la peinture à l'huile traditionnelle, la sculpture, la gravure, les collages et les dessins de la tapisserie moderne.
Au cours de cette exploration de la peinture, il se lie d'amitié avec de nombreux artistes, leur achète des toiles (souvent pour les aider financièrement), publie des articles critiques et il restera en relation avec eux jusqu'à la fin : Jack Butler Yeats de ses années d'étudiant à Dublin, Bram et Geer van Velde avant la guerre, Henri Hayden compagnon d'exil en 1943, Giacometti, Marcel Duchamp, Avigdor Arikha. Il est en relation également avec des collectionneurs et galeristes : Aimé Maeght, Peggy Guggenheim avec qui il a une relation amoureuse et qui lui présente Suzanne, sa future femme, Thomas McGreevy, Georges Duthuit. Geer et Bram van Velde font la rencontre de Beckett en 1937 et en 1990, Elisabeth, la veuve de Geer, se souvient : « nombreux contacts, féconds échanges, d'autant que l'auteur de Godot avait une connaissance approfondie de la peinture italienne, flamande et allemande ».
La peinture réalisait des recherches formelles considérables depuis les années 1930, et comme d'autres écrivains de cette époque (Apollinaire, Gertrude Stein et ses logogrammes...), Beckett travaille à la remise en cause des présupposés littéraires en s'inspirant des travaux des peintres « Il y a des Braque qui ressemblent à des méditations plastiques sur les moyens mis en œuvre ».
Il écrit des articles critiques dans la revue transition dès 1929 avec quelques textes, puis à partir de 1947 par des traductions d'études sur la peinture et participe aux discussions de groupes d'artistes réunis autour de Georges Duthuit qui dirige cette revue. Il traduit pour cette revue des textes de René Char sur Gustave Courbet, de Paul Eluard sur Picasso, de Francis Ponge sur Braque, mais ne parvient pas à traduire les Phares de Baudelaire, qui le « paralysent ».
Ses rares essais critiques sont pratiquement, avec sa correspondance, les seuls témoignages dont nous disposions sur ses conceptions artistiques.

#### Vers l'iconoclasme avec Bram van Velde
« La seule beauté de l'effort et de l'échec […] ça reste une peinture sans précédent et où je trouve mon compte comme dans nulle autre »

— Beckett - Lettre à Georges Duthuit
C'est avec la peinture de Bram van Velde que Beckett éprouve le plus d'affinités pour ses propres recherches littéraires, il y voit « la volonté d'une œuvre qui, ayant abandonné tout rapport de prétention entre l'artiste et le monde, s'offre plus comme un désir, une proposition sur la latence du sens, que comme une expression, une fin en soi ». Cette peinture de Bram van Velde rompt avec les évidences de la représentation, et les problèmes qu'elle soulève correspondent aux questions littéraires que Beckett se pose lui-même : « poursuite moins de la chose que de sa choseté, moins de l'objet que de la condition d'être objet ». Jean Frémon lui ayant proposé en 1974 de faire illustrer par une lithographie de Bram l'un de ses textes, Beckett choisit le Texte pour rien XIII correspondant, selon Frémon, à la personnalité du peintre.
Dans le numéro d’hiver 1945-1946 des Cahiers d’art, Beckett publie un texte (ensuite republié sous le titre Le monde et le pantalon), consacré à l’œuvre des frères van Velde : c'est un questionnement profond sur la représentation et l'origine de l'image. Pour Beckett, Bram représente l'espoir d'un grand bouleversement général de la peinture, révélant la seule vérité, c'est-à-dire « l'impossibilité d'un mouvement de projection extatique, glorieuse, de l'intériorité subjective vers le dehors […] l'impossibilité de toute relation réconfortante de l’œuvre au monde », et Beckett condamne l'image et le « faire-œuvre ».

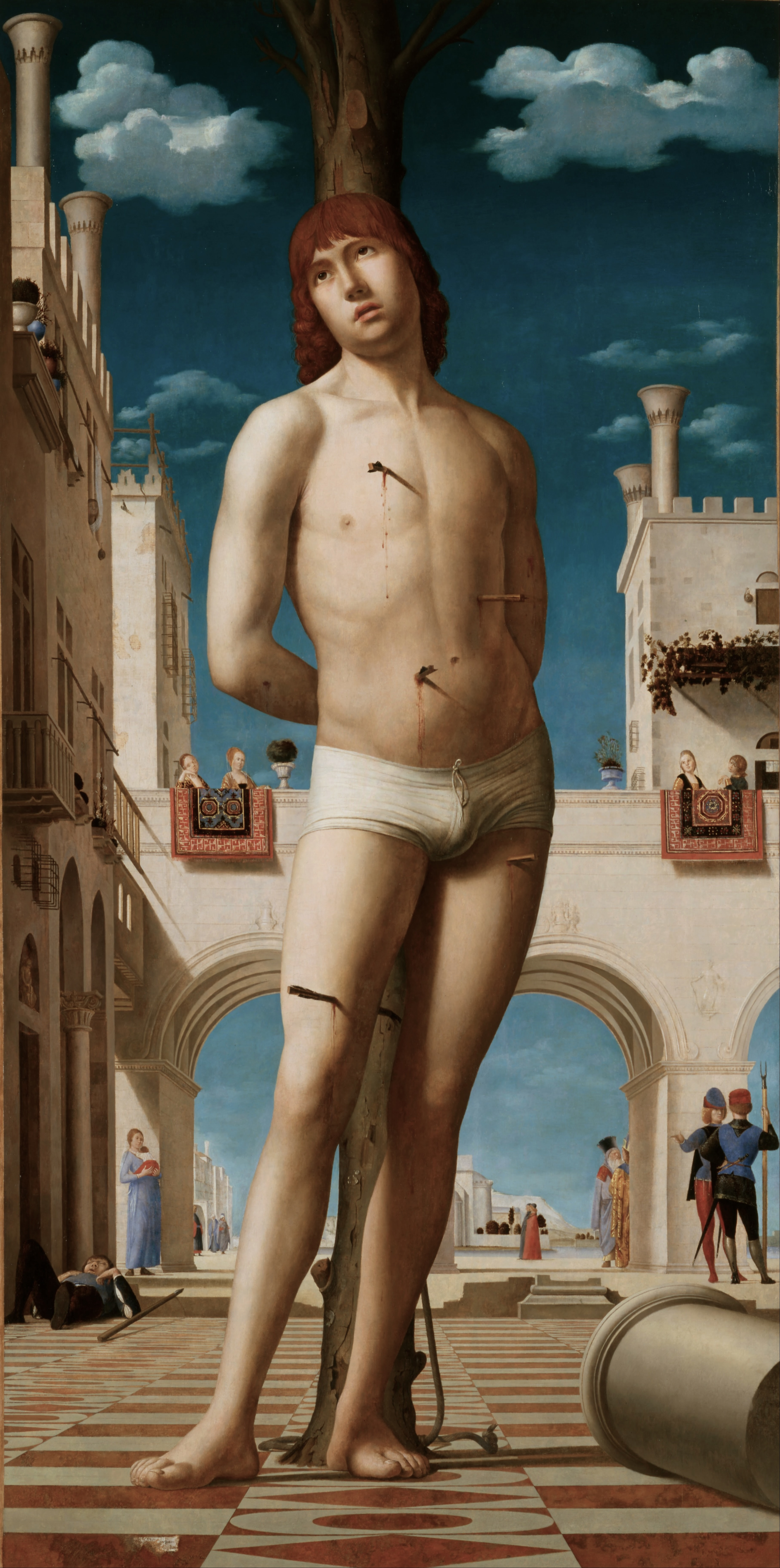
Saint Sébastien d'Antonello de Messine vers 1478. Espace pur à force de mathématique, carrelage, dalles plutôt, noir et blanc, en longs raccourcis genre Mantegna à vous tirer des gémissements, et le lapidé exposé, s'exposant, à l'admiration des courtisans prenant l'air dominical au balcon, tout ça envahi, mangé par l'humain. Devant une telle œuvre, une telle victoire sur la réalité du désordre, sur la petitesse du cœur et de l'esprit, on manque se pendre.

En 1955, son article sur Henri Hayden ne parle plus de l’œuvre : il témoigne seulement d'une amitié, et correspond à une renonciation, à ses exigences éthiques. Il chemine vers l'iconoclasme, faisant écho au logoclasme qu'il appelait de ses vœux dès 1937. Cette évolution (« Nous nous passerons de trésors […] Tout effort est l'histoire d'un écroulement […] Le silence viendra bien assez tôt, non par orgueil, mais de langue lasse ») se produit dans le cadre de discussions entre Beckett et Duthuit, que les deux hommes ont à propos surtout de la peinture de Bram van Velde. Il tente de convaincre Bram de ce qui est devenu clair pour lui, « il n'y a rien à exprimer, rien avec quoi exprimer, rien à partir de quoi exprimer, aucun désir d'exprimer, et, tout à la fois, l'obligation d'exprimer », réflexion à dessein ironique et paradoxale mais qui paralyse son ami en lui faisant penser que peindre est un acte impossible.
Beckett prend conscience, à partir de 1949, de l'influence qu'il a pu avoir sur l'art de Bram, contaminant sa peinture avec ses propres catégories littéraires, et lui faisant porter la charge fantasmatique d'une peinture à côté de la tradition occidentale, entraînant le peintre dans une dérive que sa vulnérabilité psychique ne lui permettait pas d'assumer. Il choisit de ne plus écrire sur la peinture.
Autre ami proche de Beckett, Giacometti « granitiquement subtil, et tout en perceptions renversantes, très sage au fond, voulant rendre ce qu'il voit, ce qui n'est peut-être pas si sage que ça, lorsqu'on sait voir comme lui », parle lui aussi de son propre travail toujours en termes d'échec à saisir sa vision, à représenter une figure, poursuivant l'inaccessible. Bram, Giacometti et Beckett ont en commun le mystère de la représentation et de la présence dans l'image, l'infatigable recommencement et l'économie de moyens, une probité à toute épreuve et le profond dédain de la carrière.

#### Des échanges et des influences nombreux
Au-delà des réflexions sur les conceptions esthétiques, les influences réciproques et les échanges entre Beckett et les peintres sont nombreux dans la réalisation de son œuvre. Ses premiers romans contiennent de nombreuses allusions à la peinture. Ainsi l'image centrale de Pas moi lui est inspirée par La décollation de Saint Jean le Baptiste, du Caravage et la conception visuelle de Godot par un tableau de Caspar David Friedrich, Deux hommes contemplant la lune,, il dispose ses comédiens en conséquence, et en 1961 demande à Giacometti d'en dessiner l'arbre. Par contre, il repousse la proposition de Nicolas de Stael d'un décor réalisé par un peintre, ce qui serait de l'esthétisme, un simple « agrément » qui détournerait l'attention du spectateur : « crois-tu vraiment qu'on puisse écouter devant un décor de Bram, ou voir autre chose que lui ? » Il accepte cependant des illustrations non figuratives pour des éditions de bibliophilie de ses œuvres non théâtrales. Ainsi, en 1972, il demande ainsi à Arikha d'illustrer une édition des Nouvelles et textes pour rien (« Que ce soit vous, et libre, il n'y a là rien à illustrer », puis du Dépeupleur, et Sean Scully intitule l'un de ses tableaux Molloy.
Selon Lois Oppenheim, le lien avec l'expressionnisme allemand est évident, en raison « de l'intensité, de l'étrange aspect physique, le délire général, le discours incongru » des personnages de Beckett qui appréciait par exemple Kirchner, et Nolde, dont il avait pu voir les œuvres dans les musées en Allemagne avant la guerre. Si Beckett nie, avec une fausse modestie, une inspiration consciemment expressionniste pour son théâtre, c'est bien pour repousser toute tentative herméneutique : « si ma pièce renferme des éléments expressionnistes, c'est bien à mon insu. Je n'ai d'ailleurs, sur ce style, que des notions fort confuses ». Dans la même lettre, il rejette plus nettement le symbolisme : « Ce n'est pas non plus, pour moi, une pièce symboliste, je ne saurais trop insister là-dessus ».
Un lien avec le cubisme peut être également établi en raison d'une géométrisation présente dans les mises en scène et les textes « la prééminence de jeux de forme, sur les contenus thématiques correspondent aux compositions libres de formes-couleurs de la peinture moderne et à la facture déchaînée de multiples facettes géométrisées de l’œuvre cubiste », mais aussi par les mentions à Braque dans sa correspondance.

Et l'accent de Bram van Velde (Bram, encore), son vocabulaire, se retrouvent dans le Texte pour rien XIII et dans Fin de partie : 

« J'ai connu un fou qui croyait que la fin du monde était arrivée. Il faisait de la peinture. Je l'aimais bien. J'allais le voir, à l'asile. Je le prenais par la main et le traînais devant la fenêtre. Mais regarde ! Là ! Tout ce blé qui lève ! Et là ! Regarde ! Les voiles des sardiniers ! Toute cette beauté ! Il m'arrachait sa main et retournait dans son coin. Épouvanté. Il n'avait vu que des cendres. Lui seul avait été épargné. »

### Musique
« Hiatus pour lorsque les mots disparus. »

— Beckett - Cap au pire
La musique est présente au quotidien pour Beckett qui possédait une solide formation musicale. Il écoute surtout Mozart, Beethoven, les quatuors de Haydn et Schubert. Très bon pianiste, érudit, amateur de concerts, il connaît les classiques et les compositeurs contemporains, et fréquente le milieu musical avec Suzanne, sa femme, pianiste professionnelle,. Ludovic Janvier estime que sa vie était « adossée » à la musique, obsédé par la voix et n'aimant rien tant, métaphoriquement, que la musique dans la langue, par exemple chez Racine ou Apollinaire.
folie -

folie que de -

que de -

comment dire -

folie que de ce -

depuis -

folie depuis ce -

donné -

folie donné ce que de

vu -

folie vu ce -

ce -

comment dire - [...]
— Samuel Beckett, Comment dire

#### Des modèles pour l'écriture
Plus encore que la peinture, la musique accroît l'écart entre le sensible et l'intelligible et s'éloigne encore plus du réel qu'elle ne peut, contrairement au texte et à la peinture, représenter. Elle correspond ainsi à la réflexion de Beckett sur le langage et la structure du récit et lui fournit des modèles pour une abstraction du texte. Par l'usage de formes utilisant la répétition (reprises, variations, réexposition d'un thème, sérialisme...), la musique « dé-linéarise » le récit. Beckett y trouve des modèles pour donner une « narrativité musicale » au texte, une « forme dans le mouvement » au théâtre, ou rendre possible, par une syntaxe dominée par les modèles musicaux, la suspension du narratif.
James Knowlson trouve des analogies entre la méthode de composition dramatique de Beckett et la composition musicale, que Beckett lui-même avait constatées : « l'annonce d'un thème suivie de variations hautement élaborées interprétées par divers instruments [...] ou des changements de tonalité majeure à tonalité mineure ». Cette influence est particulièrement sensible dans les derniers textes de Beckett (« plus il avançait, plus il allait vers le sonore ») tels que Soubresauts ou Comment dire (texte encadré), échappant au récit linéaire, donnant forme au murmure, vers une « littérature du non-mot », faisant entendre l'« insondable gouffre de silence » qui est au fond de tout : « Y a-t-il une raison pour que cette matérialité épouvantablement arbitraire de la surface du mot, ne soit pas dissoute comme la surface sonore de la Septième Symphonie de Beethoven est dévorée par d'énormes pauses noires ».
La recherche littéraire de Beckett vers l'abstraction a produit de nombreux textes dont se sont ensuite inspirés des compositeurs contemporains, et certains de ces textes (Sans ou Bing par exemple) sont aussi ultra-radicaux et modernistes que le fut le système de composition musicale dodécaphonique de l'École de Vienne. Ainsi Dutilleux, son neveu John Beckett, Heinz Holliger pour Va-et-vient et Quoi où, Philip Glass pour Comédie et Compagnie, Luciano Berio dans Sinfonia pour l'Innommable. Morton Feldman compose à la demande de Beckett, pour Ni l'un ni l'autre (texte encadré) une pièce musicale pour soprano solo, dans un registre aigu, égrainant les vers du poème, à peine intelligibles, fragments d'un monde perdu.

L'effort de recherche de Beckett se poursuit avec sa collaboration à la composition d'un opéra par Marcel Mihalovici, Krapp d'après La dernière bande, pour lequel il envisage, avant d'y renoncer, l'idée d'« un rythme sémantique et syntaxique produit par le texte lui-même et qui serait l'une des voies d'accès à l'autonomie absolue, à l'abstraction littéraire ». Il reprend pourtant cette idée avec succès dans Pas moi, selon l'interprète de la version anglaise, Billie Whitelaw : 

« Je me suis entraînée à dire les mots en un dixième de seconde. Personne n'est capable de suivre le texte à cette allure mais Beckett tient absolument à ce que je le prononce précisément. Dans sa tête c'est comme de la musique, un morceau de Schönberg. »

 Marcel Mihalovici rend un hommage appuyé au travail musical de Beckett dans sa coaboration pour Cascando : 

« Oui c'est Beckett qui donna toutes les impulsions musicales de Cascando [...]. La voix dans l’œuvre qui nous occupe est en elle-même structure sonore ou musicale [...]. Et cela est vrai de tant de passages dans des tas de textes beckettiens. C'est simplement de la musique, et construit souvent comme une phrase ou un mélange sonore. »

va-et-vient dans l'ombre, de l'ombre intérieure à l'ombre extérieure

   du soi impénétrable au non-soi impénétrable en passant par ni l'un ni l'autre,

   comme entre deux refuges éclairés dont les portes sitôt qu'on approche se ferment doucement, sitôt qu'on se dérobe s'entrouvent doucement encore

   revenir repartir appelé et repoussé

   sans percevoir le lieu de passage, obnubilé par cette lueur ou par l'autre

   seul bruit des pas que nul n'entend

   jusqu'à s'arrêter pour de bon enfin, pour de bon absent de soi et d'autre

   alors nul bruit

   alors doucement lumière sans déclin sur ce ni l'un ni l'autre non perçu

   cette demeure indicible
— Samuel Beckett, Ni l'un ni l'autre

#### Présence de la musique dans les œuvres
Cependant Beckett repousse toute proposition de musique de scène pour ses pièces et précise pour Godot que ce serait « un pénible contresens », admettant par contre l'idée d'une musique « dans un esprit non pas de renforcement mais d'altérité », éventuellement inspirée par la pièce : « voilà qui m'intéresserait beaucoup et me ferait un grand plaisir. Et pour ne parler que du silence, n'attend-il pas toujours son musicien ? ». De la même manière, il désapprouve violemment Endgame mis en musique par Philip Glass, lors de sa représentation à l'American Repertory Theatre de Cambridge, Massachusetts, sous la direction de JoAnne Akalaitis. Toutefois, il finit par accepter, de la musique composée pour Company, quatre pièces courtes et intimes pour quatuor à cordes qui sont jouées entre les phases dramatiques. Cette dernière composition était originellement vue par Philip Glass comme une musique de fond. Par la suite, Company fut publié en tant que Quatuor à cordes no 2 de Glass.
Le compositeur français Pascal Dusapin écrit, en 1994, un concerto pour trombone intitulé Watt, inspiré du roman de Beckett. En tête de l'ouvrage, une citation du roman fait référence au caractère indicible, innommable des choses du monde, et des états dans lesquels se trouve le narrateur. Le musicologue Harry Halbreich parle, à propos de ce concerto, d'un « voyage autistique destiné à s'achever dans le désespoir complet ».
La musique est présente sous différentes formes dans de nombreuses œuvres de Beckett : le Trio du fantôme reprend des thèmes d'une œuvre de Beethoven en « soulignant un art des dissonances, un accent donné par ce qui s'ouvre, se dérobe et s'abîme ». Dans Cascando et Paroles et musique, la musique intervient comme un personnage. Les grandes pièces (Godot, Oh les beaux jours, Fin de partie) contiennent des chansons.

### Cinéma et télévision
Beckett est né quelques années seulement après le cinéma. Il découvre le cinéma avec les films burlesques américains, comme Laurel et Hardy, Chaplin ou Buster Keaton, qui ont pu lui inspirer certaines scènes des personnages de ses pièces, par exemple « perdu, seul au monde, le protagoniste de Go West (Buster Keaton) ressemble à un héros de Beckett ». En 1936, il envisage de se former à l'art cinématographique, lit des livres sur ces techniques et écrit même à Eisenstein en lui demandant de le prendre en stage. Mais il craint déjà, après la sortie d'un premier film Disney en Technicolor, la « déroute du film muet en deux dimensions, submergé par le film industriel en couleur stéréoscopique et son enregistré ».
Ce n'est cependant qu'en 1964 qu'il sera en mesure de travailler pour un film, sur le tournage de Film avec Buster Keaton dont il fut, aux côtés d'Alan Schneider, le véritable réalisateur comme le reconnaît celui-ci : « depuis la conception originelle jusqu'au montage final, ce fut la vision spécifique et le ton voulus par Sam que toute l'équipe s'appliqua à mettre en film ». Pour ce film unique, Beckett utilise le noir et blanc (la couleur risquant de détourner l'attention du spectateur), et les gros plans pour un film « bidimensionnel ». Le film est pratiquement muet, le seul mot audible est « Ssssh ! » demandant le silence. Il souhaite ainsi proposer une forme « non naturaliste, non illusionniste, non industrielle qui donne au cinéma la chance de devenir autre chose qu'un divertissement commercial et réaliste ».
Il écrit et réalise des pièces pour la télévision, où « ce qui prime maintenant c'est de voir, de contempler ce qu'il y a dans l'image, la description purement optique et sonore, la situation qui ne vaut plus que pour elle-même », cette forme trouvant son apogée dans Dis Joe, « drame chorégraphié corpusculaire », que Deleuze appelle « « poème visuel », un théâtre de l'esprit qui se propose, non pas de dérouler une histoire, mais de dresser une image » : comme dans le cinéma de Marguerite Duras, « c'est comme si l'on jouait simultanément une pièce radiophonique et un film muet ».
Beckett accepte une transposition de Comédie au cinéma, mais le résultat s'avère peu satisfaisant. Par contre il refuse catégoriquement les offres qui lui sont faites pour une adaptation de ses « grandes » pièces de théâtre au cinéma
 (un film Godot avait été envisagé).
Un projet de dessin animé (scénario et croquis) est proposé en 1960 par William Scott (Jay Ward Productions, Hollywood) à partir d'Acte sans Paroles I. Beckett, qui aime beaucoup le dessin animé, se déclare très intéressé par ce projet dont le scénario suit fidèlement le texte. Il trouve l'idée charmante et l'accepte immédiatement, mais le film ne fut jamais réalisé.
La chorégraphe Maguy Marin a travaillé sur les œuvres de Beckett pour les retranscrire dans la pièce May B.

### Influences

#### Beckett influencé par…
« Je n'essaie pas d'avoir l'air réfractaire aux influences. Je constate seulement que j'ai toujours été un piètre lecteur, incurablement distrait, à l'affût d'un ailleurs. Et je crois pouvoir dire sans esprit de paradoxe que les lectures qui m'ont le plus marqué sont celles qui m'y ont le mieux renvoyé, à cet ailleurs. »

— Beckett - Lettre du 27 février 1954
Le terme d'influences est peut-être inadéquat s'agissant de Beckett, alors que sa recherche esthétique est celle d'un ailleurs, et que l’œuvre est pleine de « persiflages, collages, transpositions caricaturales, annexions en tout genre » excluant toute filiation.
- Dante Alighieri est présent dans toute l’œuvre de Beckett, sous forme de citations, de références ou d'allusions. Il avait toujours avec lui une édition de la Divine Comédie[287]. Belacqua, personnage de la Divine Comédie, est également le nom d'un personnage de plusieurs ouvrages de Beckett.
- Arnold Geulincx. Beckett utilise de nombreux thèmes de la pensée de Geulincx[n 31] : l'impuissance, résultat de l'ignorance humaine ; l'absence de Dieu dans Godot, qui laisse sans espoir. On retrouve également son influence et même des citations dans Godot, Fin de partie, Paroles et musique. Cependant la pensée de Beckett est différente et même souvent à l'opposé de celle de Geulincx[288] mais il recommande pourtant sa lecture : « Je te le recommande très chaleureusement, en particulier son Ethica, et par-dessus tout la seconde section du second chapitre du premier traité, où il discourt sur la quatrième vertu cardinale, l'Humilité, contemptus negativus sui ipsus [le mépris négatif de soi][B 128] ».

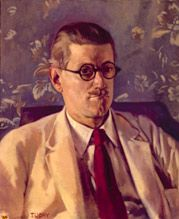
James Joyce.

- James Joyce. Beckett l'a fréquenté de 1928 à 1930 alors qu'il était lecteur d'anglais à l'ENS à Paris, l'aidant dans son travail sur Finnegans Wake. Il a ensuite cherché à s'en démarquer, tout en gardant respect et reconnaissance pour l'artiste :

« Je le considère toujours comme un des plus grands génies littéraire de tous les temps. Mais je crois avoir senti de bonne heure que la chose qui m'appelait et les moyens dont je pouvais disposer étaient pratiquement à l'opposé de sa chose et de ses moyens à lui. Il a eu une très forte influence sur moi. Il m'a fait entrevoir, sans le vouloir d'ailleurs le moins du monde, ce que peut signifier : être artiste. Je pense à lui avec une affection et une reconnaissance sans bornes. »
— Beckett, lettre à Hans Naumann, le 17 février 1954
- Franz Kafka. Beckett n'a lu que Le château, en allemand. « Je m'y suis senti chez moi, trop, c'est peut-être cela qui m'a empêché de continuer. Cause instantanément entendue […] Je me rappelle avoir été gêné par le caractère imperturbable de sa démarche. Je me méfie des désastres qui se laissent déposer comme un bilan[B 127] ».
- Marcel Proust. L'essai que Beckett a écrit sur lui fut son premier ouvrage en prose. « Il m'impressionne et m'agace. Je supporte mal sa manie, entre autres, de vouloir tout ramener à des lois[B 127] ».
- Jean Racine « lui a tant appris, tout particulièrement dans l'emploi du monologue pour révéler le caractère des personnages[81] ». En 1953, après les débuts de Godot, Beckett écrit à propos de Bérénice : « là aussi rien ne se passe, ils se contentent de parler, mais quelle parole, et quelle diction[B 63] ».
- Arthur Schopenhauer : « J'ai toujours su que c'était l'un de ceux qui comptaient le plus pour moi, et c'est un plaisir plus réel que tout autre plaisir éprouvé depuis longtemps que de commencer à comprendre maintenant pourquoi il en est ainsi. Et c'est aussi un plaisir de trouver un philosophe qui peut être lu comme un poète, avec une indifférence absolue aux formes a priori de la vérification[B 129] ».
- John Millington Synge. Les personnages errants et l'univers des pièces de Beckett évoquent le théâtre de Synge, avec des ressemblances thématiques et de construction, associant les caractères français et irlandais[289]. Beckett rappelait qu'il avait vu la plupart de ses pièces, et se disait impressionné par leur qualité : force imaginative, mélange d'humour et de pathos, pessimisme clairvoyant, invention et expérimentation d'un langage[290].
- W. B. Yeats : sa poésie revêtait une importance particulière aux yeux de Beckett, en particulier La Tour, dont l'un des derniers vers a fourni le titre d'un texte : … que nuages…

#### A influencé...
- Paul Auster admirait jusqu'à l'idolâtrie Beckett, qui fut le héros littéraire de sa jeunesse et, par ses lettres d'encouragement, sa planche de salut dans les phases de doute qu'il éprouva[291].
- Christian Gailly est fortement influencé par Samuel Beckett. Le titre de son roman Dernier amour étant même une référence à Premier amour.
- Gilles Deleuze a trouvé de nombreux éléments de sa réflexion dans l’œuvre de Beckett, en particulier sur la notion d'épuisement[292].
- Michel Foucault place en 1970 sa leçon inaugurale au Collège de France sous l'invocation de Molloy, et déclare vouloir s'identifier à lui[151].
- Robert Pinget. Beckett a aidé et conseillé Pinget en particulier dans sa carrière théâtrale, en traduisant en anglais, et en y imprimant sa marque, La Manivelle et en mettant en scène L'Hypothèse. Pinget a été influencé par le style de Beckett avant de s'émanciper[81], et les deux hommes reconnaissaient une similitude entre leurs deux œuvres : l'authenticité du ton et une inquiétante étrangeté[293].
- Nathalie Sarraute : sa pièce Le Silence lui a été inspirée par l'attitude (exaspérante pour elle) de Beckett en société[294].

#### Rejeté par...
- Marcel Achard : « Beckett ? c'est nul et non avenu. Il ne faut tout de même pas mélanger les torchons et les serviettes. Il n'est pas Français du reste[295]. »
- Paul Flamand, directeur aux Éditions du Seuil, conclut ainsi une note de lecture : « Lui dire [à Beckett] qu'il fait fausse route : la mode va délaisser les âmes w.c. Lui suggérer des décrire des âmes-canons, des âmes-fleurs, etc. Je parie qu'il marchera[296]. »
- Jean-Jacques Gautier, à propos de Godot : « Tel est ce festival d'abjection. Jamais nous n'avions atteint à tant de complaisance dans l'horrible. L'auteur se vautre dans la puanteur. Le cœur se serre. La chair se hérisse[297] ».
- Louis Pauwels, alors qu'il travaille pour les éditions du Seuil, rédige une note de lecture : « On sent que Beckett a touché le fond de la réalité de l'être sans la foi. C'est sûr. Par là son bouquin mérite considération. [...] En ce cas, on a aussi le droit de se détourner de cet homme : de le rejeter. De le refuser. Pour moi je refuse Beckett. Je ne le juge pas, je le condamne[298]. »

## Deux œuvres originales
Bilingue et auto-traducteur, Beckett a produit de fait deux œuvres originales, donnant lieu à deux traditions critiques. Dans Watt il met en scène Sam réorganisant les mots de Watt, épreuve répétée par les traductions, et Chiara Montini montre que Beckett démystifie ainsi la notion d'original qui se présente finalement comme un brouillon, la traduction devenant elle-même une œuvre originale de l'auteur. Le bilinguisme problématise et enrichit toute analyse lexicale par la différence des deux corpus lexicaux utilisés.
Le bilinguisme est donc une caractéristique constitutive, essentielle, de son œuvre, écrivant et traduisant en anglais et en français. Pour chacun de ses textes, le choix de la langue originale et, lorsqu'il ne traduisait pas lui-même, du traducteur, sont significatifs.
Les informations reportées dans le tableau et la bibliographie des œuvres de Beckett proviennent de la biographie par Knowlson, du Cahier de l'Herne, de la bibliographie réunie par Bruno Clément, et du catalogue des Éditions de Minuit. Pour la période de 1945 à 1950, la plus créatrice, les dates et la chronologie sont cependant moins fiables, cette époque étant, de l'aveu de Beckett, une époque confuse et chaotique.
Le premier livre de Samuel Beckett à être publié en français, Murphy, a été publié par les éditions Bordas en 1947. Ensuite, les œuvres de Samuel Beckett sont toutes publiées aux Éditions de Minuit. Elles sont publiées en anglais chez Faber & Faber (théâtre) ou chez Calder Publishing (en) (romans) et chez Grove Press aux États-Unis.
| Création    | Langue d'origine | Premier texte | Traduction                                                  | Texte traduit |
| ----------- | ---------------- | --- | ----------------------------------------------------------- | --- |
| 1929        | anglais          | Dante... Bruno. Vico.. Joyce | Bernard Hœpffner 1983                                       | Dante... Bruno. Vico.. Joyce, Essai sur le Work in Progress de Joyce |
| 1930 - 1976 | anglais          | Whoroscope | Édith Fournier 2012                                         | Peste soit de l'horoscope et autres poèmes |
| 1931        | anglais          | Proust | Édith Fournier 1990                                         | Proust, Étude de À la recherche du temps perdu |
| 1934        | anglais          | More Pricks than Kicks Dante and the lobster - Fingal - Ding-dong - A Wet Night - Love and Lethe - Walking Out - What a Misfortune - The Smeraldina’s Billet Doux - Yellow - Draff       | Édith Fournier 1994                                         | Bande et Sarabande, nouvelles Dante et le homard - Fingal - Ding-dong - Rincée nocturne - Amour et Léthé - Promenade - Quelle calamité - Le Billet Doux de la Smeraldina - Blême - Résidu           |
| 1935        | anglais          | Echo's Bones and Other Precipitates The Vulture - Euneg I - Euneg II - alba - Dortmunder - Sanies I - Sanies II - Serena I - Serena II - Serena III - Malacoda - tagte es - Echo's Bones | Édith Fournier 2002                                         | Les Os d'Écho et autres précipités, poèmes Le Vautour - Enueg I - Enueg II - Alba - Dortmunder - Sanies I - Sanies II - Serena I - Serena II - Serean III - Malacoda - Dat Tagte Es - Les Os d'Écho |
| 1936        | anglais          | Notes on Geulincx | Beckett 1967 Douley 2012                                    | Notes sur Geulincx, traduction du latin |
| 1938        | anglais          | Murphy | Beckett et Alfred Péron                                     | Murphy, roman |
| 1941-1944   | anglais          | Watt | Ludovic et Agnès Janvier en collaboration avec Beckett 1969 | Watt, roman |
| 1945        | français         | Premier amour | Beckett 1972                                                | First love |
| 1946        | anglais          | The Capital of the Ruins | Édih Fournier 1993                                          | Capitale des ruines, article |
| 1946        | français         | Mercier et Camier, roman | Beckett 1974                                                | Mercier and Camier |
| 1948        | anglais          | Three Dialogues with Georges Duthuit | Beckett                                                     | Trois dialogues avec Georges Duthuit, trois essais sur la peinture |
| 1949        | français         | Le Monde et le Pantalon, essai sur la peinture des frères van Velde |                                                             | |
| 1949        | français         | Eleutheria, pièce en trois actes | Beckett 1986                                                | Eleutheria |
| 1951        | français         | Molloy, roman | Patrick Bowles puis Beckett 1955                            | Molloy |
| 1952        | français         | Henri Hayden, homme-peintre, texte | Beckett 1952                                                | Henri Hayden, Painter-Man |
| 1952        | français         | Malone meurt, roman | Beckett 1958                                                | Malone dies |
| 1952        | français         | En attendant Godot, pièce en deux actes | Beckett 1956                                                | Waiting for Godot |
| 1953        | français         | L'Innommable, roman | Beckett 1959                                                | The Unnamable |
| 1955        | français         | Nouvelles et textes pour rien, nouvelles L'Expulsé - Le Calmant - La Fin - Textes pour rien                                                                                              | Beckett et Richard Seaver 1967                              | No's Knife The Expelled - The Calmative - The End - Texts for Nothing |
| 1956        | anglais          | From an abandoned work | Beckett et Ludovic et Agnès Janvier 1967                    | D'un ouvrage abandonné, fragment de prose |
| 1956        | français         | Acte sans paroles, mime en un acte | Beckett 1958                                                | Act without words |
| 1957        | anglais          | All That Fall | Robert Pinget puis Beckett 1957                             | Tous ceux qui tombent, pièce radiophonique' |
| 1957        | français         | Fin de partie, pièce en un acte | Beckett 1957                                                | Endgame |
| 1959        | anglais          | Krapp's Last Tape | Beckett 1959                                                | La Dernière Bande, collection de pièces |
| 1959        | anglais          | Embers | Beckett 1959                                                | Cendres, pièce radiophonique en un acte |
| 1959        | français         | L'Image, fragment de prose |                                                             | |
| 1961        | français         | Comment c'est, roman | Beckett 1964                                                | How It Is |
| 1962        | anglais          | Happy Days | Beckett 1963                                                | Oh les beaux jours, pièce en deux actes |
| 1962        | anglais          | Words and Music | Beckett 1970                                                | Paroles et musique, pièce radiophonique avec musique |
| 1963        | français         | Acte sans paroles II, mime | Beckett 1967                                                | Act Without words II |
| 1963        | français         | Cascando, pièce radiophonique pour musique et voix | Beckett 1964                                                | Cascando |
| 1963        | anglais          | All Strange Away | non traduit                                                 | |
| 1964        | anglais          | Play | Beckett 1970                                                | Comédie, pièce |
| 1965        | français         | Imagination morte imaginez, texte | Beckett 1965                                                | Imagination Dead Imagine |
| 1966        | français         | Assez, texte | Beckett 1967                                                | Enough |
| 1966        | français         | Bing, texte | Beckett 1967                                                | Ping |
| 1967        | anglais          | Come and Go | Beckett 1970                                                | Va-et-vient, dramaticule |
| 1967        | anglais          | Eh Joe | Beckett 1970                                                | Dis Joe, pièce pour la télévision |
| 1967        | anglais          | Film | Beckett 1970                                                | Film, scénario |
| 1968        | français         | Poèmes |                                                             | |
| 1969        | français         | Sans, texte en prose | Beckett 1970                                                | Lessness |
| 1969        | anglais          | Breath | Beckett 1970                                                | Souffle, invention dramatique pour souffle et lumière |
| 1970        | français         | Le Dépeupleur, texte en prose | Beckett 1972                                                | The Lost Ones |
| 1973        | anglais          | Not I | Beckett 1975                                                | [[#XPASMOI\|Pas moi]], pièce en un acte pour une bouche |
| 1976        | français         | Pour finir encore et autres foirades, textes en prose Pour finir encore ; Au loin un oiseau ; Se Voir ; Immobile ; Un soir ; La Falaise                                                  | Beckett 1976                                                | For To End Yet Again and Other Fizzles |
| 1977        | anglais          | Footfalls - Sketch for radio play Rough for Radio I ; Rough for Radio II ; Theater I ; Theater II                                                                                        | Beckett 1978                                                | Pas, pièces radiophoniques Pas ; Fragment de théâtre I ; Fragment de théâtre II ; Pochade radiophonique; Esquisse radiophonique                                                                     |
| 1979        | anglais          | Company | Beckett 1980                                                | Compagnie |
| 1981        | français         | Mal vu mal dit | Beckett 1982                                                | Ill Seen Ill Said |
| 1982        | anglais          | Catastrophe A Piece of Monologue ; Rockaby ; Ohio Impromptu ; What Where | Beckett 1982                                                | Catastrophe Cette fois ; Solo ; Berceuse ; Impromptu d'Ohio ; Quoi où |
| 1983        | anglais          | Worstward Ho | Édith Fournier 1991                                         | Cap au pire |
| 1984        | anglais          | Quad | Édith Fournier 1992                                         | Quad, scénarios de films pour la télévision Trio du Fantôme... que nuages... ; Nacht und Träume |
| 1989        | anglais          | Stirrings Still | Beckett 1988                                                | Soubresauts |
| 1989        | français         | Comment dire |                                                             | |

## Œuvres

### Essais, critiques, articles
- « Dante... Bruno. Vico.. Joyce » (essai), Objet Beckett, imec éditeur,‎ mars 2007, pages 99-108
- Proust (trad. Édith Fournier) (essai), Les Éditions de Minuit (ISBN 978-2-7073-1357-7)
- Samuel Beckett et Arnold Geulincx (trad. Samuel Beckett et Nicolas Doutey, préf. Nicolas Doutey), Notes de Beckett sur Geulincx (essai), Besançon, Les Solitaires Intempestifs, coll. « Expériences philosophiques », 269 p. (ISBN 978-2-84681-350-1)
- Capitale des ruines (trad. Édith Fournier), revue Europe (no 770-771), juin-juillet 1993 (ISBN 978-2-209-06746-6), pages 8-12
- « Bram van Velde », dans Cahier de l'Herne, pages 66-67
- Le monde et le pantalon, Les Éditions de Minuit (ISBN 978-2-7073-1334-8)
- Peintres de l'empêchement, pages 49-60
- Trois dialogues (préf. Edith Fournier) (essais sur la peinture), Les Éditions de Minuit (ISBN 978-2-7073-1640-0)
- Hayden (texte), Fragments éditions (ISBN 978-2-912964-84-7), pages 6-11

### Poèmes
- Peste soit de l'horoscope et autres poèmes (trad. de l'anglais par Édith Fournier) (poèmes), Paris, Les Éditions de Minuit, 43 p. (ISBN 978-2-7073-2262-3)
- Poèmes, Les Éditions de Minuit, 1992 (ISBN 978-2-7073-0229-8)
  - Comment dire, pages 26-27
  - Mirlitonnades, pages 76-78
- Les Os d'Écho et autres précipités (trad. Édith Fournier) (poèmes), Les Éditions de Minuit (ISBN 978-2-7073-1804-6)

### Textes narratifs, romans, nouvelles
- Bande et sarabande (trad. Édith Fournier), Les Éditions de Minuit, 1994, 291 p. (ISBN 978-2-7073-1501-4)
- Mercier et Camier (roman), Les Éditions de Minuit, 1970, 212 p. (ISBN 978-2-7073-0333-2)
- Murphy (trad. Édith Fournier) (roman), Les Éditions de Minuit (ISBN 978-2-7073-0270-0)
- Molloy (roman), Les Éditions de Minuit, 1989, 292 p. (ISBN 978-2-7073-0588-6)
- Malone meurt (roman), Les Éditions de Minuit (ISBN 978-2-7073-0682-1)
- L'Innommable (roman), Les Éditions de Minuit (ISBN 978-2-7073-0669-2)
- Watt (trad. Ludovic et Agnès Janvier) (roman), Les Éditions de Minuit (ISBN 978-2-7073-0140-6)
- Premier amour (nouvelle), Les Éditions de Minuit (ISBN 978-2-7073-0141-3)
- Pour finir encore et autres foirades (textes en prose), Les Éditions de Minuit (ISBN 978-2-7073-1893-0)
- Nouvelles et textes pour rien (nouvelles et textes), Les Éditions de Minuit (ISBN 978-2-7073-0010-2)

### Textes divers
- Le dépeupleur (texte en prose), Les Éditions de Minuit, 1970, 55 p. (ISBN 978-2-7073-0288-5)
- Têtes-mortes (collection de textes), Les Éditions de Minuit (ISBN 978-2-7073-0337-0)
- D'un ouvrage abandonné (trad. Beckett et Ludovic et Agnès Janvier) (fragment de prose), pages 9-30
  - Assez, pages 33-47
  - Imagination morte imaginez (texte), pages 51-57
  - Bing (texte), pages 61-66
    - « Bing dix versions jusqu'au texte final », dans Cahier de l'Herne, pages 24-43

  - Sans (texte en prose), pages 69-77
- Comment c'est (roman), Les Éditions de Minuit, 1976, 156 p. (ISBN 978-2-7073-0019-5)
- Compagnie, Les Éditions de Minuit (ISBN 978-2-7073-0296-0)
- Mal vu mal dit, Les Éditions de Minuit, 1981, 76 p. (ISBN 978-2-7073-0330-1)
- Cap au pire, Les Éditions de Minuit (ISBN 978-2-7073-1396-6)
- L'image (fragment de prose), Les Éditions de Minuit, 1988, 17 p. (ISBN 978-2-7073-1174-0)
- Soubresauts, Les Éditions de Minuit, 1989, 27 p. (ISBN 978-2-7073-1307-2)

### Théâtre, pièces radiophoniques ou télévisuelles
- Eleutheria (théâtre), Les Éditions de Minuit, 1995, 166 p. (ISBN 978-2-7073-1519-9)
- En attendant Godot (théâtre), Les Éditions de Minuit, 1952, 163 p. (ISBN 978-2-7073-0148-2)
- Tous ceux qui tombent, Les Éditions de Minuit (ISBN 978-2-7073-0205-2)
- Fin de partie : suivi de Acte sans paroles, Les Éditions de Minuit, 1957, 122 p. (ISBN 978-2-7073-0070-6)
- Oh les beaux jours (théâtre), Les Éditions de Minuit, 1975, 95 p. (ISBN 978-2-7073-0055-3)[308]
  - Pas moi, pages 81-95
- Comédie et actes divers, Les Éditions de Minuit (ISBN 978-2-7073-0225-0)
  - Va-et-vient (trad. Samuel Beckett) (dramaticule), pages 39-44
  - Cascando (pièce radiophonique pour musique et voix), pages 47-60
  - Paroles et musique (trad. Samuel Beckett) (pièce radiophonique), pages 63-76
  - Dis Joe (trad. Samuel Beckett) (pièce pour la télévision), pages 81-91
  - Actes sans paroles I, pages 95-101
  - Actes sans paroles II, pages 105-109
  - Film, pages 113-134
  - Souffle (intermède), page 137
- Pas, Les Éditions de Minuit (ISBN 978-2-7073-0218-2)
- Catastrophe (dramaticules), Les Éditions de Minuit (ISBN 978-2-7073-1087-3)
- La Dernière Bande (trad. Samuel Beckett), Les Éditions de Minuit, 1960, 71 p. (ISBN 978-2-7073-0177-2)
  - Cendres (trad. Samuel Beckett et Robert Pinget) (pièce radiophonique), pages 37-72
- Quad (postface Gilles Deleuze) (pièces pour la télévision), Les Éditions de Minuit (ISBN 978-2-7073-1389-8)

### Correspondance
- Lettres I : 1929-1940 (trad. de l'anglais par André Topia, préface et chronologie Georges Craig et al.), Paris, Gallimard, coll. « Blanche », 2014, 803 p. (ISBN 978-2-07-013974-3)
- Lettres II : Les années Godot 1941-1956 (trad. de l'anglais par André Topia, préface et chronologie Georges Craig et al.), Paris, Gallimard, coll. « Blanche », 2015, 460 p. (ISBN 978-2-07-012995-9)
- Lettres III : 1957-1965 (trad. de l'anglais par André Topia, préface et chronologie Georges Craig et al.), Paris, Gallimard, coll. « Blanche », 2016, 828 p. (ISBN 978-2-07-014757-1)
- Lettres IV : 1966-1989 (trad. de l'anglais (Irlande) par Gérard Kahn. Édition de George Craig, Martha Dow Fehsenfeld, Dan Gunn et Lois More Overbeck), Gallimard, coll. «Blanche», 2018  (ISBN 9782072724008)

## Distinctions

### Décorations
- Croix de guerre 1939-1945 ;
- Médaille de la Résistance française[réf. nécessaire].

### Prix
- Prix Nobel de littérature en 1969.

### Citations de Beckett
1. 1 2  Trois dialogues, Bram van Velde, p. 29-30.
2. ↑  Lettres I, à Thomas McGreevy le 10 mars 1935.
3. ↑  Lettres I, à Maary Manning le 13 décembre 1936, p. 458.
4. 1 2  Lettres I, à Thomas McGreevy, 18 avril 1939, p. 692-694.
5. 1 2  Dernière bande, p. 22-23.
6. ↑  Lettres III, Hommage à Jérôme Lindon, p. 559.
7. ↑  Soubresauts, p. 28.
8. ↑  Solo, p. 32.
9. ↑  Cap au pire, p. 60-61.
10. 1 2  Lettres I, à Thomas McGreevy du 20 février 1938, p. 644-647.
11. ↑  E. Tonning, cite Beckett dans S. Beckett's Abstract Drama, p. 59.
12. ↑  Casanova, cite Beckett, p. 134.
13. 1 2 3 4 5 6 7 8  Lettres I, à Axel Kaun le 9 juillet 1937 (dite « lettre allemande »), p. 562-564.
14. 1 2 3  Murphy, p. 176-177.
15. ↑  Beckett, Entretien avec Knowlson, p. 241.
16. 1 2 3  Casanova, cite Beckett, p. 137.
17. ↑  Compagnie, p. 31.
18. ↑  Lettres II, à Mania Péron le 4 août 1951.
19. ↑  L'Innommable, p. 459.
20. ↑  Malone meurt, p. 183.
21. 1 2  Watt, Addenda (dernière phrase du roman), p. 268.
22. ↑  Murphy, p. 35.
23. ↑  L'Innommable, p. 7.
24. ↑  L'Innommable, p. 34.
25. ↑  L'innommable, p. 22.
26. ↑  Lettres II, à Maurice Nadeau le 5 septembre 1953 et note 2, p. 404.
27. ↑  L'Innommable, p. 187.
28. ↑  Lettres II, à Barney Rosset le 21 août 1954, p. 491.
29. ↑  Lettres II, à Aidan Higgins le 8 février 1952, p. 342.
30. ↑  Lettres II, à Mania Péron, le 16 avril 1951.
31. 1 2  Beckett l'abstracteur, Cité par D. Casanova, p. 124.
32. ↑  Cette fois, p. 24.
33. ↑  Oh les beaux jours, p. 45 et 61.
34. ↑  Bing, p. 65.
35. ↑  Watt, p. 72-73.
36. ↑  Watt, p. 75.
37. ↑  Cascando, p. 47.
38. ↑  ...que nuages..., p. 45.
39. ↑  Le monde et le pantalon, p. 33.
40. ↑  Le monde et le pantalon, p. 21.
41. ↑  Le monde et la pantalon, p. 30-31.
42. 1 2 3  Le monde et le pantalon, Peintres de l'empêchement, p. 56.
43. ↑  Le monde et le pantalon, p. 35.
44. ↑  Molloy, I, p. 74-75.
45. ↑  Imagination morte imaginez, p. 51 et 57.
46. ↑  L'Innommable, p. 198.
47. ↑  Watt, p. 235.
48. ↑  Durozoi, cite Beckett, p. 235.
49. 1 2  Lettres I, à Thomas McGreevy le 8 septembre 1935, p. 340.
50. ↑  Poèmes, poème vi, p. 12.
51. ↑  Pas, p. 13.
52. ↑  Comment c'est, p. 19.
53. ↑  Soubresauts, p. 12.
54. ↑  Watt, Addenda, p. 260.
55. 1 2  Proust, p. 75.
56. ↑  Protin, cite Beckett, p. 59.
57. ↑  Lettres II, à Barney Rosset le 27 octobre 1953, p. 415.
58. ↑  Lettres II, à Jérôme Lindon le 2 mars 1952, p. 347.
59. ↑  Lettres II, à Stefani Hunzinger le 20 octobre 1956, p. 657.
60. ↑  Le monde et le patalon, p. 57.
61. 1 2 3  Lettres II, à Carlheinz Caspari le 25 juillet 1953, p. 396.
62. ↑  Molloy, I, p. 18.
63. 1 2  Lettres II, à Thomas McGreevy le 27 septembre 1953, p. 411.
64. 1 2  En attendant Godot, Acte deuxième, p. 103-104.
65. ↑  Textes pour rien, I, p. 115.
66. 1 2 3 4  Lettres II, à Georges Duthuit le 3 janvier 1951.
67. ↑  Notes, cité par Rupert Wood, p. 137.
68. ↑  Lettres II, à Georges Reavey le 2 juin 1952, p. 354.
69. ↑  Malone meurt, p. 35.
70. ↑  Textes pour rien, VI, p. 159.
71. ↑  Murphy, X, p. 153.
72. ↑  Murphy, V, p. 60 et 89.
73. ↑  Lettres II, à George Reavey le 8 juillet 1948, p. 174.
74. ↑  Textes pour rien, XIII, p. 202.
75. ↑  Lettres II, à Georges Duthuit le 11 août 1948, p. 186.
76. ↑  Lettres I, à Mary Manning Howe le 30 août 1937, p. 590.
77. ↑  Lettres I, à Mary Manning Howe le 13 décembre 1936, p. 458.
78. ↑  Textes pour rien, XII, p. 199.
79. 1 2  Têtes-mortes, titre d'un texte de ce recueil.
80. ↑  Lettres III, à Alan Schneider le 29 décembre 1957, p. 164.
81. ↑  Watt, p. 67.
82. ↑  Nouvelles, L'expulsé, p. 16.
83. ↑  Nouvelles, La fin, p. 87.
84. ↑  Textes pour rien, XIII, p. 205.
85. ↑  Textes pour rien, IV, p. 139.
86. ↑  Nouvelles, La Fin, p. 87.
87. ↑  Malone meurt, p. 20 et 27.
88. ↑  Molloy, I, p. 50.
89. ↑  Murphy, IX, p. 136.
90. ↑  Mal vu mal dit, p. 21.
91. ↑  Fin de partie, p. 47.
92. ↑  Notes, Cité par Rupert Wood en note 1, p. 135.
93. ↑  Watt, I, p. 40.
94. ↑  Lettres II, à Michel Polac, Radiodiffusion française, Paris du 23 janvier 1952, p. 339.
95. ↑  Notes, cité par Matthew Feldman, extrait de Disjecta, p. 197.
96. ↑  L'Innommable, p. 12.
97. ↑  Le dépeupleur, p. 38.
98. ↑  Le dépeupleur, p. 32.
99. ↑  Le dépeupleur, p. 7.
100. ↑  Le dépeupleur, p. 28.
101. ↑  Le dépeupleur, p. 16.
102. 1 2  Capitale des ruines, p. 11.
103. ↑  Lettres II, à Jérôme Lindon le 5 février 1953, p. 371.
104. ↑  Fin de partie, p. 80.
105. ↑  Watt, p. 49.
106. ↑  Murphy, Chapitre I, p. 8.
107. ↑  Fin de partie, p. 31-32.
108. ↑  Lettres II, à Roger Blin le 9 janvier 1953, p. 365.
109. ↑  Lettres I, à George Reavey du 18 octobre 1932, p. 224.
110. ↑  Lettres II, à Georges Duthuit le 8 janvier 1951, p. 275.
111. ↑  Bram van Velde, p. 30.
112. ↑  Lettres II, à Georges Duthuit le 2 mars 1952, p. 208.
113. ↑  Lettres II, à Marthe Renaud et Bram van Velde du 3 décembre 1951.
114. ↑  Peintres de l'empêchement, p. 56.
115. 1 2  Lettres II, à Georges Duthuit du 10 septembre 1951, p. 323.
116. ↑  Lettres II, à Georges Duthuit le 27 juillet 1948, p. 128.
117. ↑  Lettres II, à Georges Duthuit - mars ou avril 1950, p. 254.
118. ↑  Lettres III, à Avigdor Arikha, p. 136.
119. ↑  Fin de partie, p. 60-61.
120. ↑  Cap au pire, p. 53.
121. ↑  Poèmes, Comment dire, p. 26.
122. ↑  Foirades, Ni l'un ni l'autre, p. 79.
123. ↑  Lettres III, à Donald McWinnie le 23 décembre 1957, p. 160.
124. ↑  Lettres II, à Édouard Coester le 11 mars 1954.
125. ↑  Lettres I, à Thomas McGreevy le 6 mars 1936.
126. ↑  Lettres III, à Barbara Bray le 5 novembre 1960, p. 446-447.
127. 1 2 3 4  Lettres II, à Hans Neumann, le 17 février 1954, p. 461-463.
128. ↑  Lettres I, à Arland Ussher le 25 mars 1936, p. 393.
129. ↑  Lettres I, à Thomas McGreevy le 21 septembre 1937, p. 594.

### Études et commentaires
1. ↑  Présentation de Beckett dans le catalogue de l'Herne.
2. ↑  Critique, Le nom de Beckett, p. 748.
3. ↑  Knowlson, Un esprit qui s'affirme, p. 94.
4. ↑  Knowlson, À demeure, 1937-1939, p. 388.
5. ↑  Knowlson, Réfugié à Roussillon, 1942-1945, p. 415.
6. 1 2 3  Knowlson, L'accident, la maladie, Catastrophe, 1967-1969, p. 720-723.
7. ↑  Emil Cioran, Cahiers 1957-1972, p. 753.
8. 1 2  Durozoi, Ultimes questions, p. 235.
9. ↑  Maylis Besserie, Le tiers temps: roman, Gallimard, 2020 (ISBN 978-2-07-287839-8)
10. ↑  Demélier, lire l'ensemble du texte, p. 99-108.
11. ↑  Casanova, Comment parler n'ayant rien à dire, p. 141.
12. ↑  Knowlson, Beckett et John Millington Synge, p. 36-37.
13. ↑  Janvier, p14 et 22.
14. ↑  Casanova, La littérature du non-mot, p. 150-151.
15. ↑  Oppenheim, L'angoisse d'être perçu.
16. 1 2 3  Chestier, Samuel Beckett, p. 113.
17. 1 2 3 4 5  Casanova, Méditations plastiques, p. 123-126.
18. 1 2  Deleuze, p. 65-66.
19. ↑  Deleuze, p. 62-64.
20. ↑  Casanova, Une syntaxe de la faiblesse, p. 143-144.
21. 1 2  Casanova, La littérature du non-mot, p. 152.
22. ↑  Giorgio Agamben, Le langage et la mort, Christian Bourgois, 1982, p.71
23. ↑  Casanova, Comment parler n'ayant rien à dire, p. 140 et 143.
24. ↑  Chestier, Beckett, p. 116-118.
25. ↑  Chestier, Beckett, p. 130-133.
26. ↑  Casanova, Ordre et beauté, p. 166-167.
27. ↑  Bernal, Le glissement hors du langage, p. 220.
28. ↑  Longuenesse, Beckett et la musique, p. 497.
29. ↑  Longuenesse, Beckett et la musique, p. 440-442.
30. ↑  Deleuze, L'épuisé, p. 72-73.
31. ↑  Jamoussi, La référence au mode pictural dans la critique de l’œuvre de Beckett, p. 50.
32. ↑  Casanova, Parmi les ombres appesanties, p. 170.
33. ↑  Weber-Caflisch, Chacun son dépeupleur, p. 27.
34. 1 2  Jamoussi, Confluences picturales, p. 176-177.
35. ↑  Jamoussi, choseté, détail, désordre et dévoilement, p. 56.
36. 1 2  Jamoussi, La réception de l’œuvre comme dévoilement, p. 99.
37. 1 2  Saussure, Cours de linguistique générale - IV.1 La langue comme pensée organisée dans la matière phonique,Payot, p.155
38. ↑  Jamoussi, La réception de l’œuvre comme dévoilement, p. 97.
39. ↑  Jamoussi, La réception de l’œuvre comme dévoilement, p. 94.
40. ↑  Proust, Le Côté de Guermantes II, II, tome II, p. 713, Gallimard, Bibliothèque de la Pléiade, 1988
41. ↑  Jamoussi, Esse est percipi, p. 151.
42. ↑  Badiou, Être et langage, p. 31-32.
43. ↑  Jamoussi, Esse est percipi, p. 153.
44. ↑  Hudhomme, Les yeux écarquillés, p. 104 et 111.
45. ↑  Clément, Le sens d'un exemple, p. 38 et 40.
46. ↑  Durozoi, Bien pire, p. 225.
47. ↑  Hudhomme, Les yeux écarquillés, p. 113.
48. ↑  Thibaudat, Une voix qui s'écoute se taire, p. 222.
49. ↑  Jamoussi, Introduction, p. 13.
50. ↑  Casanova, Pascale Casanova cite Ludovic Janvier, p. 136.
51. 1 2  Mégevand, Une lecture allégorique de Mal vu mal dit est-elle possible, p. 108.
52. ↑  Cahier de l'Herne, p. 160.
53. ↑  Jean, La poésie de Samuel Beckett, p. 515.
54. ↑  Gavard-Perret, L'image centre et absence, p. 17.
55. ↑  Gavard-Perret, L'image centre et absence, p. 43 et 49.
56. ↑  Jean, Les poèmes en anglais, p. 516 et 518.
57. ↑  Jean, Les poèmes en anglais, p. 520-524.
58. ↑  Jean, Les poèmes en français, p. 526-529.
59. ↑  Jean, Les poèmes en français, p. 537.
60. ↑  Jean, Les derniers poèmes, p. 538.
61. ↑  Knowlson, Cap au pire 1979-1982, p. 843.
62. ↑  Janvier, Lire Beckett, p. 12.
63. 1 2  Jean, Les poèmes en français, p. 532-533.
64. ↑  Houppermans, Travail du deuil travail d’œil, p. 82.
65. ↑  Deleuze, L'épuisé, p. 73.
66. ↑  Casanova, Ars combinatoria, p. 17.
67. ↑  Esslin, Voix, schéma, Voix, p. 20.
68. ↑  Frossart, Beckett et la tradition, p. 77.
69. ↑  Atik, cite une note de Beckett de 1937, p. 91.
70. ↑  Badiou, La beauté, p. 12.
71. ↑  Houppermans, De la rampe à la tombe, p. 36.
72. ↑  G. Picon, L'écrivain et son ombre. Introduction à une éthique de la littérature I, Paris, Gallimard, coll. Tel, 1953, p. 159
73. ↑  Deane, Joyce et Beckett, p. 36.
74. ↑  Gavard-Perret, L'image centre et absence, p. 26-27.
75. ↑  Gavard-Perret, Britten est cité par l'auteur, p. 26.
76. ↑  Gavard-Perret, La disparition des images, p. 46 et 64.
77. ↑  Grossman, Beckett, p. 58.
78. ↑  Weber-Caflisch, Chacun son dépeupleur, p. 36.
79. ↑  Jamoussi, Désordre dionysiaque, p. 89.
80. ↑  Frossart, Beckett et la tradition, p. 78.
81. 1 2 3  Atik, Récitation, p. 44.
82. ↑  Janvier, Poème et pause, p. 21.
83. ↑  Knowlson, Un esprit qui s'affirme, p. 96 et 174.
84. 1 2   La pièce Eleuthéria a été mise en scène par Vahid Rahbani et Mohammad Reza Jozi (en) (Naqshineh Theatre (en)), et jouée en 2005 à Téhéran avec, notamment, Mehdi Bajestani.
85. 1 2  Martin, En créant Godot, p. 54-55.
86. ↑  Durozoi, La notoriété par le théâtre, p. 127.
87. 1 2  Protin, De la page au plateau : les voyages de Beckett, p. 35-37.
88. ↑  Blin, Dialogue Blin - Bishop, p. 145.
89. ↑  Protin, De la page au plateau : les voyages de Beckett, p. 44.
90. ↑  Boleslaw Barlog, Cité dans la note 2, p. 406.
91. ↑  Gontarski, cité par M. Protin, p. 17.
92. ↑  Protin, Beckett et la mise en scène, p. 120.
93. ↑  Protin, Esquisse d'un roman d'amour : Beckett et la mise en scène, p. 119-122.
94. 1 2  Oppenheim, L'angoisse d'être perçu, p. 414.
95. ↑  Protin, Annexe 1 Tableau récapitulatif de l'activité scénique de Beckett, p. 251.
96. ↑  Protin, L'auteur-metteur en scène, p. 22.
97. ↑  Protin, L'acquisition d'un savoir-faire, p. 83.
98. ↑  Knowlson, Soin de Beckett à ses mises en scène, p. 760.
99. ↑  Pinget, cité par Matthieu Protin, p. 114.
100. ↑  Knowlson, cité par Matthieu Protin, p. 18.
101. ↑  Knowlson, Beckett et la mise en scène, p. 761-762.
102. ↑  Protin, La mise en scène comme création, p. 185.
103. ↑  Gontarski, Beckett à travers Beckett, p. 91-92.
104. ↑  Noudelmann, p. 14.
105. 1 2  Robbe-Grillet, Samuel Beckett ou la présence sur scène, p. 103.
106. ↑  Protin, Situation de Beckett dans le champ littéraire d'après-guerre, p. 36.
107. ↑  Léger, Les vies silencieuses, p. 84.
108. ↑  Protin, La conjuration du lecteur, p. 150-153.
109. ↑  Grossman, Beckett, p. 80.
110. ↑  Protin, citant Beckett, p. 145.
111. ↑  Beckett, cité par Éric Eigenmann, p. 689.
112. 1 2  Noudelmann, Le vide actif, p. 112-113.
113. 1 2  Pinget, Notre ami Sam, p. 638.
114. ↑  Noudelmann, Le métathéâtre, p. 62.
115. ↑  Casanova, Un athéisme littéraire, p. 100.
116. ↑  Noudelmann, Le cours du temps, p. 68.
117. ↑  Petel, Des mots et des larmes, p. 727.
118. ↑  Esslin, Voix, Schémas, Voix, p. 13-14.
119. ↑  Protin, L'espace, p. 71.
120. 1 2  Labrusse, Beckett et la peinture, p. 676.
121. ↑  Noudelmann, Le moindre, p. 104.
122. ↑  Kleist, cité par Matthieu Protin, p. 150.
123. 1 2  Frossart, Beckett et la tradition, p. 75-76.
124. ↑  Brook, Dire oui à la boue, p. 232 et 235.
125. ↑  Esslin, Voix, Schémas, Voix, p. 20-21.
126. ↑  Protin, Introduction, p. 21.
127. ↑  Gontarski, Beckett à travers Beckett, p. 86.
128. ↑  Léger, Les vies silencieuses, p. 102.
129. ↑  Jamoussi, La référence au modèle pictural dans la critique de l’œuvre de Beckett, p. 52.
130. ↑  Noudelmann, L'optique, p. 132.
131. ↑  Jamoussi, Pourquoi Fin de partie ?, p. 192.
132. ↑  Protin, De quelques effets ponctuels, p. 192.
133. ↑  Knowlson, Notes sur les images visuelles, p. 23.
134. ↑  Blin, cité par S. Jamoussi, p. 190.
135. ↑  Protin, La valorisation du signifiant, p. 154.
136. ↑  Duvignaud, en mars 1953, cité par Bruno Clément, p. 128.
137. ↑  Renton, L'angoisse d'auto-régénération de Beckett, p. 154.
138. ↑  Juliet, Rencontres avec Bram Van Velde, p. 35.
139. ↑  Casanova, Un athéisme littéraire, p. 99.
140. ↑  Montini, Conclusion, p. 89.
141. ↑  Henry, Beckett et les bonnets carrés, p. 692-693.
142. ↑  Durozoi, Écrivain en français, p. 112.
143. ↑  Clément, « Il n'y a pas d’œuvre... », p. 24.
144. ↑  Montini, L’œuvre sans original, p. 79.
145. ↑  Thibaudat, Une voix qui s'écoute se taire, p. 715.
146. ↑  Bernal, Le glissement hors du langage, p. 219-220.
147. 1 2  Petel, Des mots et des larmes, p. 731.
148. ↑  Federman, Le paradoxe du menteur, p. 183-192.
149. ↑  Petel, Des mots et des larmes, p. 727-730.
150. ↑  Van Hulle, « plus loin ne se peut », p. 11.
151. 1 2  Louette, Rappels, p. 104.
152. ↑  « Jean du Chas ».
153. ↑  Juliet, Rencontres avec Samuel Beckett, p. 53.
154. 1 2 3  Henry, Beckett et les bonnets carrés, p. 693.
155. ↑  Louette, Confusion, réduction, syllepse, p. 113-114.
156. ↑  Mével, p. 290.
157. ↑  Louette, retours réflexifs, prolongements, p. 105-106 et 108.
158. ↑  Adorno, cité par J.-F. Louette, p. 109.
159. ↑  Casanova, Un athéisme littéraire, p. 97-98.
160. ↑  Milcent-Lawson, p. 43-45.
161. ↑  Wellershof, Toujours moins, presque rien, p. 169.
162. 1 2  Wellershof, Toujours moins, presque rien, p. 181-182.
163. 1 2 3  Weber-Caflisch, Chacun son dépeupleur, p. 47-48.
164. ↑  Grossman, Créé -Décréé - Incréé, p. 52.
165. ↑  Frankel, Le triomphe de la parole, p. 294.
166. ↑  Jamoussi, Conclusion, p. 266.
167. ↑  Gignoux, L'oralité au niveau lexico-syntaxique, p. 66-70.
168. ↑  Banfield, De la fragmentation syntaxique, p. 32.
169. ↑  Piat & Wahl, Présentation, p. 9.
170. ↑  Verdier, Conclusion, p. 256.
171. ↑  Germoni, Entre présence et absence virgulaire, p. 219-222.
172. ↑  Germoni, Entre présence et absence virgulaire, p. 223.
173. ↑  Mathieu, Conclusion, p. 90.
174. ↑  Germoni, Entre présence et absence virgulaire, p. 222.
175. ↑  Germoni, Entre présence et absence virgulaire, p. 228.
176. ↑  Mathieu, Quelques usages beckettiens du point d'exclamation, p. 86 et 88.
177. ↑  Florence de Challonge, p. 5-6.
178. ↑  Bruno Clément, Entendre, Voir, Fabuler, p. 27-29.
179. 1 2  Cécile Yapaudjian-Labat, Des écrivains à l'heure des bilans, p. 5-6.
180. ↑  Cécile Yapaudjian-Labat, Un moment : l'expérience de la perte, p. 657.
181. ↑  Cécile Yapaudjian-Labat, Le manque et la distance nécesaire, p. 512.
182. ↑  Cécile Yapaudjian-Labat, L'impossible dépassement, p. 610.
183. ↑  Clément, Tours et figures, p. 186.
184. ↑  Protin, Beckett et la mise en scène, p. 120-121.
185. ↑  Anonyme, La Pièce avant tout, p. 229.
186. ↑  Gavard-Perret, L'image centre et absence, p. 19.
187. 1 2  Henry, Beckett et les bonnets carrés, p. 699.
188. ↑  Mégevand, Une lecture allégorique de Mal vu mal dit est-elle possible, p. 105.
189. 1 2  Weber-Caflisch, Chacun son dépeupleur, p. 24.
190. ↑  Weber-Caflisch, Chacun son dépeupleur, p. 22.
191. ↑  Weber-Caflisch, Chacun son dépeupleur, p. 38.
192. ↑  Weber-Caflisch, Chacun son dépeupleur, p. 49-51.
193. ↑  Juliet, Rencontres avec Samuel Beckett, p. 35 et 68.
194. ↑  Badiou, 4e de couverture.
195. ↑  Badiou, Les autres, p. 49-50.
196. ↑  Weber-Caflisch, Chacun son dépeupleur, p. 52.
197. ↑  Badiou, Les autres, p. 51-52.
198. ↑  Henry, Beckett et les bonnets carrés, p. 692.
199. ↑  O'Brien, Samuel Beckett et le poids de la compassion, p. 653.
200. ↑  Pinget, Notre ami Sam, p. 640.
201. ↑  Chestier, Samuel Beckett, p. 148.
202. 1 2 3  Clément, Langues, p. 234-237.
203. 1 2  Clément, Langues, p. 240-243.
204. ↑  Léger, Les vies silencieuses, p. 53.
205. ↑  Ostrovsky, Le Silence de Babel, p. 207.
206. ↑  Joyce, Portrait de l'artiste en jeune homme, Gallimard, coll. Folio, p.279
207. ↑  Chestier, Samuel Beckett, p. 150.
208. ↑  Edwards, Beckett ou le don des langues, p. 9.
209. ↑  Edwards, Beckett ou le don des langues, p. 27.
210. ↑  Frossart, Beckett et la tradition, p. 74.
211. ↑  Clément, Lalangue, le bilinguisme, p. 65.
212. ↑  Durozoi, Pantomimes et radiophonie, p. 134.
213. ↑  Juliet, Rencontres avec Samuel Beckett, p. 69.
214. ↑  Montini, L'autobiographie au miroir de l'autotraduction, p. 90-92.
215. ↑  Montini, Un choix double et peu réjouissant : Mercier et Camier, p. 85.
216. ↑  Edwards, Beckett ou le don des langues, p. 10-11.
217. ↑  Juliet, Rencontres avec Samuel Beckett, p. 32.
218. ↑  Piat, Compagnie : voix, personne et non-personne, p. 56.
219. 1 2  Janvier, Beckett était obsédé par la voix, p. 34.
220. ↑  Craig, Chronologie 1955, p. 507-508.
221. ↑  Edwards, Beckett ou le don des langues, p. 37.
222. ↑  Doris, Base, p. 37.
223. ↑  Chestier, Samuel Beckett, p. 147.
224. ↑  Cordingley, Beckett et la langue des maîtres, p. 95.
225. ↑  Fletcher, Écrivain bilingue, p. 209 et 211.
226. ↑  Janvier et Clément, Double, écho, gigogne, p. 62.
227. ↑  Mével, Les survivances de l'humour dans Compagnie, p. 70.
228. ↑  Rosset, La force comique, p. 708.
229. ↑  Anonyme, La pièce avant tout, p. 231.
230. ↑  Badiou, Le théâtre, p. 75.
231. ↑  Vialas, Figures de l'errance, p. 721.
232. ↑  Knowlson, Beckett et John Millington Synge, p. 33.
233. ↑  Ionesco, À propos de Beckett, p. 151.
234. ↑  Mével, Les survivances de l'humour, p. 68.
235. 1 2  Lombez, Une identité linguistique depuis toujours problématique, p. 77-80.
236. 1 2  Lombez, Samuel Beckett dans l'entre-deux des langues, p. 83-95.
237. 1 2  Craig, Chronologie 1930, p. 109-110.
238. ↑  Knowlson, Les années parisiennes 1928-1930, p. 157.
239. ↑  Craig, Chronologie 1934, p. 261-262.
240. ↑  Craig, Chronologie 1950, p. 241-242.
241. ↑  Jamoussi, Esse est percipip=153.
242. 1 2  Atik, Comment c'était, p. 9.
243. ↑  Piat et Wahl, Présentation, p. 9.
244. 1 2 3  McMillan, Beckett et les arts plastiques, p. 69-70.
245. ↑  Durozoi, Les années de guerre.
246. ↑  Juliet, Trois rencontres avec Elisabeth van Velde, p. 339.
247. ↑  Fournier, Préface, p. 7-8.
248. ↑  Jamoussi, Choseté, détail, désordre et dévoilement, p. 55.
249. ↑  Labrusse, La peinture, p. 309.
250. ↑  Chestier, Samuel Beckett, p. 145.
251. 1 2 3  Frémon, Chaussures, p. 86-88.
252. ↑  Pierre Vilar, « Un pantalon cousu de fil blanc : Beckett et l’épreuve critique », Études françaises, vol. 42, no 2,‎ 2006, p. 85 (lire en ligne).
253. ↑  Labrusse, La peinture, p. 312.
254. ↑  Labrusse, La peinture, p. 306-308.
255. ↑  Casanova, Comment parler n'ayant rien à dire, p. 136.
256. ↑  Labrusse, La peinture, p. 314.
257. ↑  Knowlson, Un saint qui aimait le whisky, p. 33.
258. ↑  Knowlson, Une frénésie d'écriture, p. 484, 741.
259. ↑  Rudolf, Le génie des lieux, p. 19.
260. ↑  Weber-Caflisch, Chacun son dépeupleur, p. 8.
261. ↑  Oppenheim, L'angoisse d'être perçu, p. 398.
262. ↑  Jamoussi, Pourquoi Fin de partie ?, p. 192.
263. ↑  Casanova, Ars combinatoria, p. 16.
264. 1 2 3  Casanova, le français ou « le bon effet affaiblissant ».
265. ↑  Atik, Comment c'était, p. 26.
266. ↑  Longuenesse, Beckett et la musique, p. 440.
267. ↑  Verdier, Paroles et musique, p. 246-248.
268. ↑  Knowlson, Beckett et John Millington Synge, p. 48.
269. ↑  Janvier, Composer, p. 13.
270. ↑  Verdier, Paroles et musique, p. 252-256.
271. ↑  Atik, Comment c'était, p. 41.
272. ↑  Anzieu, Beckett, p. 248.
273. ↑  Verdier, Words and music - notes 10 et 11, p. 250.
274. ↑  Longuenesse, Beckett et la musique, p. 474.
275. ↑  Mihalovici, Lettre citée par Longuenesse, p. 497.
276. ↑  Harry Halbreich, Pascal Dusapin, Concertos[s], livret du disque du même nom, Naïve, 2010.
277. ↑  Deleuze, postface, p. 84.
278. ↑  Knowlson, Un esprit qui s'affirme, p. 96-97.
279. ↑  Knowlson, Murphy, p. 302.
280. ↑  Angel-Perez, La voix du muet, p. 578-590.
281. ↑  Deleuze, L'épuisé, p. 99.
282. ↑  Deleuze, L'épuisé, p. 90.
283. ↑  Durozoi, Redéfinitions, p. 175.
284. ↑  Knowlson, L'accident, la maladie, p. 690.
285. ↑  Martin, En créant Godot, p. 56.
286. ↑  (en-GB) Judith Mackrell, « Maguy Marin's May B review – Beckett's derelicts go searching for cakes and sex », The Guardian,‎ 28 juillet 2015 (ISSN 0261-3077, lire en ligne, consulté le 17 mai 2024).
287. ↑  Atik, Comment c'était, p. 45.
288. ↑  Doutey, Préface, p. 25-26.
289. ↑  Protin, De la page au plateau : les voyages de Beckett, p. 41-42.
290. ↑  Knowlson, Beckett et John Millington Synge, p. 23-24.
291. ↑  Paul Auster (trad. de l'anglais), La pipe d'Oppen : essais, discours, préfaces, Arles/Montréal, Acte Sud, 2015, 180 p. (ISBN 978-2-330-05788-6), Samuel Beckett à l'occasion du centenaire de sa naissance et Une vie dans l'art.
292. ↑  Houppermans, Pui(t)s : Deleuze et Beckett, p. 142.
293. ↑  Houppermans, Pinget et Beckett : chutes mortelles, p. 100-101.
294. ↑  Janvier, Silence, p. 9.
295. ↑  Marcel Achard, cité par Nathalie Léger, p. 95.
296. ↑  Serry, cite Paul Flamand, p. 58.
297. ↑  Jean-Paul Gautier, cité par Nathalie Léger, p. 94.
298. ↑  Serry, cite Louis Pauwels, p. 60.
299. ↑  Montini, Le mathématicien fou : Watt, p. 82.
300. ↑  Hudhomme, Les yeux écarquillés, p. 112.
301. ↑  Knowlson, Bibliographie, p. 1045-1050.
302. ↑  L'Herne, Bibliographie, p. 353-362.
303. ↑  Clément, Bibliographie, p. 427-429.
304. ↑  « Éditions de Minuit », sur leseditionsdeminuit.fr.
305. ↑  Bair, La Vision, enfin, p. 117.
306. ↑  Atik, Comment c'était, p. 14.
307. ↑  Weber-Caflisch, note 3, p. 8.
308. ↑  Le festival de littérature de Marseille Oh les beaux jours ! a ce nom en hommage à l’œuvre de Samuel Beckett